# Mannschaftstransportwagen (Militär)

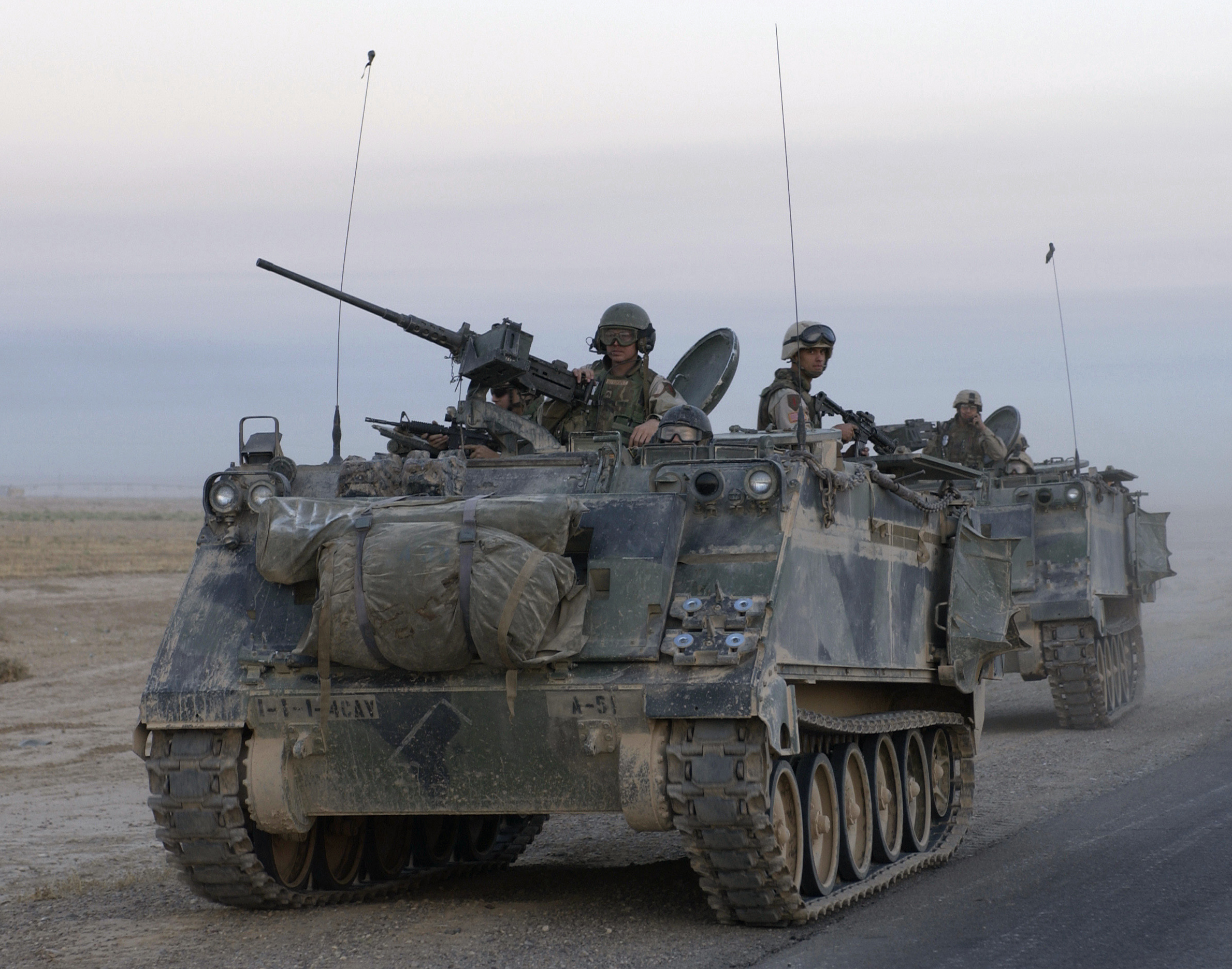
M113 der US Army im Irak (2004)

Der gepanzerte Mannschaftstransportwagen (abgekürzt MTW), bei der Bundeswehr als Transportpanzer (kurz TPz), bei Wehrmacht und NVA als Schützenpanzerwagen (kurz SPW) bezeichnet, ist ein gepanzertes Ketten- oder Radfahrzeug, das zum Transport von Personal oder Material eingesetzt wird.

## Bezeichnung und Abgrenzung zu anderen gepanzerten Fahrzeugen
Im deutschen Sprachgebrauch sind die Begriffe Transportpanzer, Mannschaftstransportwagen und vor allem im Bereich der ehemaligen NVA der DDR oder historisch der Wehrmacht Schützenpanzerwagen gebräuchlich. Historische Fahrzeuge waren zumeist Halbkettenfahrzeuge, wie der US-amerikanische M3 in der Bundeswehr. Im englischen Sprachraum werden derartige Fahrzeuge als armoured personnel carrier, abgekürzt APC, im französischen Sprachraum als véhicule de transport de troupes, abgekürzt VTT, bezeichnet. Im Russischen sind die Bezeichnungen броневой транспортёр oder бронированный транспортёр bzw. бронетранспортёр, in allen drei Fällen als БТР (BTR) abgekürzt, üblich. Sinngemäß übertragen handelt es sich dabei um ein gepanzertes Transportfahrzeug. In der Wehrmacht wurden Fahrzeuge, die unter die obige Definition des Transportpanzers fallen, als Schützenpanzerwagen bezeichnet. Die NVA nutzte ebenfalls diese Bezeichnung, reihte darunter aber auch Fahrzeuge ein, die ursprünglich als Späh- und Patrouillenfahrzeuge konstruiert und eingesetzt wurden (BRDM-1 bzw. BRDM-2). Die Bundeswehr bezeichnete bzw. bezeichnet derartige Fahrzeuge teilweise als Mannschaftstransportwagen (M113), als Transportpanzer (Tpz Fuchs) oder als gepanzerte Transportkraftfahrzeuge (GTK Boxer). Die Organisation für Sicherheit und Zusammenarbeit in Europa (OSZE) definiert den Begriff „gepanzerter Mannschaftstransportwagen (MTW)“ im Vertrag über Konventionelle Streitkräfte in Europa (KSE-Vertrag) von November 1990 in Artikel II wie folgt:

„Der Begriff gepanzerter Mannschaftstransportwagen (MTW) bezeichnet ein gepanzertes Kampffahrzeug, das für den Transport einer Infanteriegruppe konstruiert und ausgerüstet und in der Regel mit einer integrierten oder organischen Waffe von weniger als 20 Millimetern Kaliber ausgerüstet ist.“

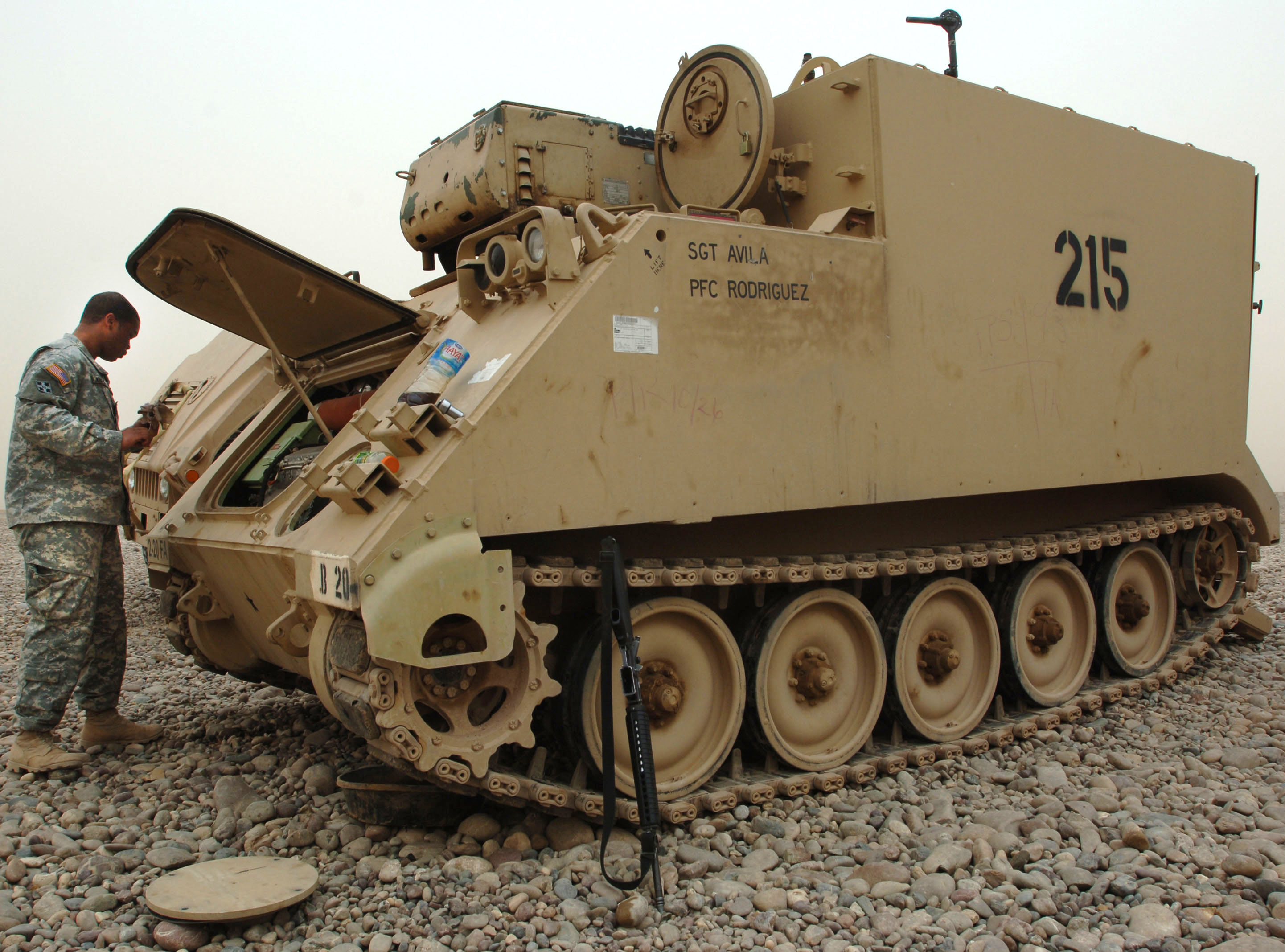
Der M577 ist ein Führungsfahrzeug auf dem Chassis des Mannschaftstransportwagens M113

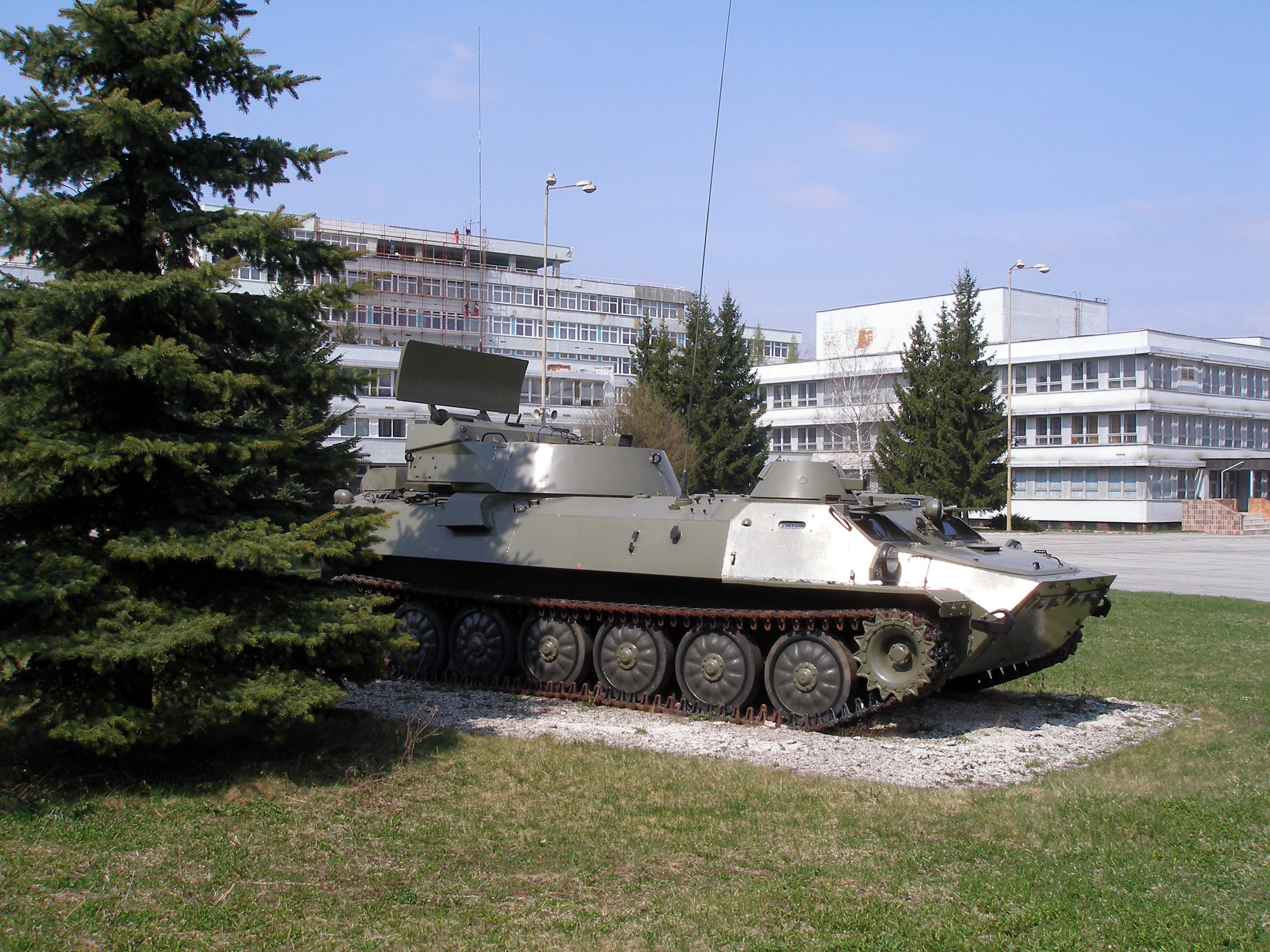
Die SNAR-10 ist ein Aufklärungsfahrzeug auf dem Chassis des Transportpanzers MT-LB

Zu unterscheiden vom Transportpanzer ist der Schützenpanzer, der nach Definition der OSZE für den Transport einer Infanteriegruppe konstruiert und ausgerüstet ist, es den Soldaten normalerweise ermöglicht, geschützt durch die Panzerung aus dem Fahrzeug heraus zu wirken, und in der Regel mit einer integrierten oder organischen Waffe von mindestens 20 Millimetern Kaliber ausgerüstet ist. Schützenpanzer und Transportpanzer gehören nach Definition der OSZE zu den gepanzerten Kampffahrzeugen. Als gepanzertes MTW-ähnliches Fahrzeug und SPz-ähnliches Fahrzeug werden gepanzerte Fahrzeuge bezeichnet, die das gleiche Fahrwerk und ein ähnliches Äußeres haben wie ein gepanzerter Mannschaftstransportwagen oder ein Schützenpanzer, jedoch nicht mit einer Kanone oder einem Geschütz des Kalibers 20 mm und darüber ausgestattet sind und so gebaut oder verändert wurden, dass keine Infanteriegruppe damit transportiert werden kann.
Vorhandene Typen werden im Protokoll über vorhandene Typen konventioneller Waffen und Ausrüstungen, das eine Anlage des Vertrag über konventionelle Streitkräfte in Europa ist, aufgeführt. Das Protokoll wird regelmäßig fortgeschrieben. Im populärwissenschaftlicher Literatur und im allgemeinen Sprachgebrauch wird der Begriff Transportpanzer jedoch nicht stringent angewandt. Schwierig ist auch die Einordnung von historischen Fahrzeugen, deren Nutzung vor Abschluss des Vertrages endete und die daher im Protokoll nicht aufgeführt sind. Diese können je nach Betrachtungsweise auch Geschützte Fahrzeuge umfassen, die jedoch auf einem konventionellen, zivilen Fahrgestell überwiegend als Radfahrgestell aufgebaut sind. Ausnahme davon ist die geschützte Version des Bv 206-Kettenfahrzeugs.
Transportpanzer dienen in vielen Fällen als Basis für Aufklärungs- und Führungsfahrzeuge. Prägnantes Beispiel dafür sind der amerikanische M113 oder der sowjetische MT-LB, deren Fahrgestell bzw. seine Variante MT-LBu als Chassis für eine Vielzahl von Führungs- und Funktionsfahrzeugen dienen. Diese Fahrzeuge gelten nach Definition der OSZE als gepanzerte MTW-ähnliche Fahrzeuge. Verschiedentlich wurden bzw. werden Transportpanzer als Träger schwerer Waffensysteme verwendet. Sofern dabei eine Kanone mit einem Kaliber von mindestens 75 mm zum Schießen im direkten Richten integriert oder organisch mit dem Fahrzeug verbunden ist und dessen Leergewicht mindestens 6 Tonnen beträgt, handelt es sich um ein Kampffahrzeug mit schwerer Bewaffnung. Im Gegensatz dazu werden Waffen, die Bodenziele in erster Linie durch Schießen im indirekten Richten bekämpfen können, als Artillerie bezeichnet. Moderne selbstfahrende Artilleriesysteme sind oftmals auf Fahrgestellen aufgebaut, die von Transportpanzern abgeleitet wurden. Beispiele dafür sind die amerikanische Panzerhaubitze M109 bzw. die sowjetische 2S1, die auf einem vom Transportpanzer M113 bzw. MT-LBu abgeleiteten Chassis aufgebaut sind. Auch der M113 Panzermörser 120 mm und die sowjetische 2S9 sind nach dieser Definition keine Transportpanzer, sondern gehören zur Artillerie.
Entsprechend den Genfer Konventionen vom 12. August 1949 – zur Verbesserung des Loses der Verwundeten und Kranken der Streitkräfte im Felde – haben Sanitätsfahrzeuge einen Sonderstatus. Daher gelten gepanzerte Sanitäts-MTW nicht als gepanzerte Kampffahrzeuge oder gepanzerte MTW-ähnliche Fahrzeuge.

## Technik

### Fahrwerk
Bei Transportpanzern handelt es sich um gepanzerte Rad- oder Kettenfahrzeuge. Halbkettenfahrzeuge haben nur noch im historischen Kontext eine Bedeutung. Beide Typen besitzen eine hohe Geländegängigkeit, wobei Radfahrzeuge in Beschaffung und Unterhalt günstiger sind. Angetrieben werden moderne Fahrzeuge von Dieselmotoren. Kraftübertragung und Lenkung folgen den bei Rad- und Kettenfahrzeugen üblichen Konstruktionsprinzipien. Bei Radpanzern sind mehrere Achsen als Lenkachsen ausgeführt, um einen geringen Wendekreis zu erreichen.

### Schutz

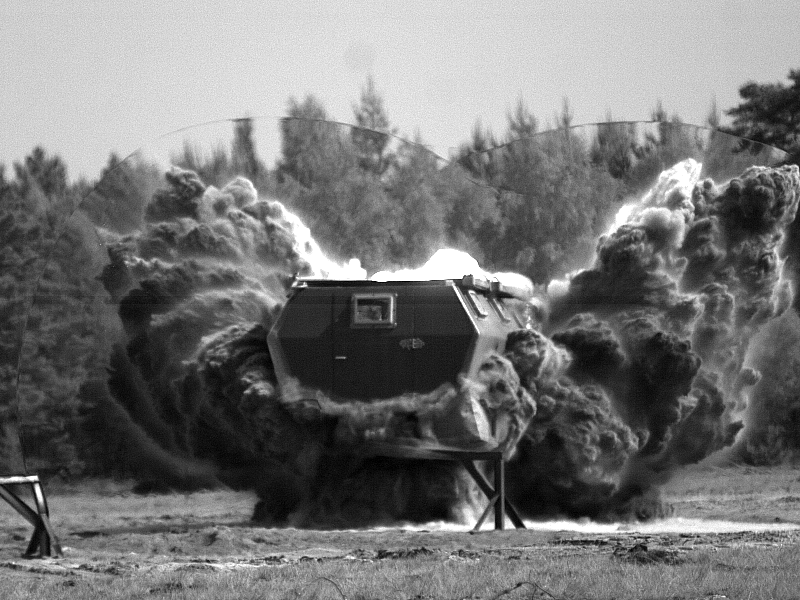
Test eines V-förmigen Minendeflektors (engl. V-hull)

Als Panzerung kommt eine Aluminium- oder Stahlpanzerung zum Einsatz, die bei modernen Fahrzeugen durch eine Verbundpanzerung sowie aktive und weitere passive Elemente ergänzt werden kann. Angestrebt und auch erreicht wird bei neueren Fahrzeugen Sicherheit gegen Beschuss mit mittleren Kalibern sowie gegen Einwirkung von Artilleriesplittern (Kaliber 155 mm) und Bomblets. Besonderer Wert wird in neuerer Zeit auf den Schutz vor Minen gelegt. Dieser Schutz wird nicht nur durch die Panzerung, sondern vor allem durch die Konstruktion des Wannenbodens und die Anordnung von Baugruppen und Ausrüstung im Fahrzeug erreicht. Spezifiziert sind die Anforderungen in der STANAG 4569 – Schutzstufen für Insassen von Logistik- und leichten Panzerfahrzeugen.

### Bewaffnung
Als Bewaffnung werden schnellfeuernde, großkalibrige Maschinengewehre in die Fahrzeuge eingerüstet. Bei modernen Fahrzeugen sind Nebelmittelwurfanlagen vorhanden. Die Bewaffnung wurde bei sowjetischen Fahrzeugen im Regelfall in einem kleinen Drehturm installiert. Auf westlichen Fahrzeugen wurde die Waffenanlage freistehend installiert, was den Bediener feindlicher Waffenwirkung aussetzte. Bei modernen Fahrzeugen zeichnet sich ein Trend zu fernbedienbaren Waffenanlagen ab.

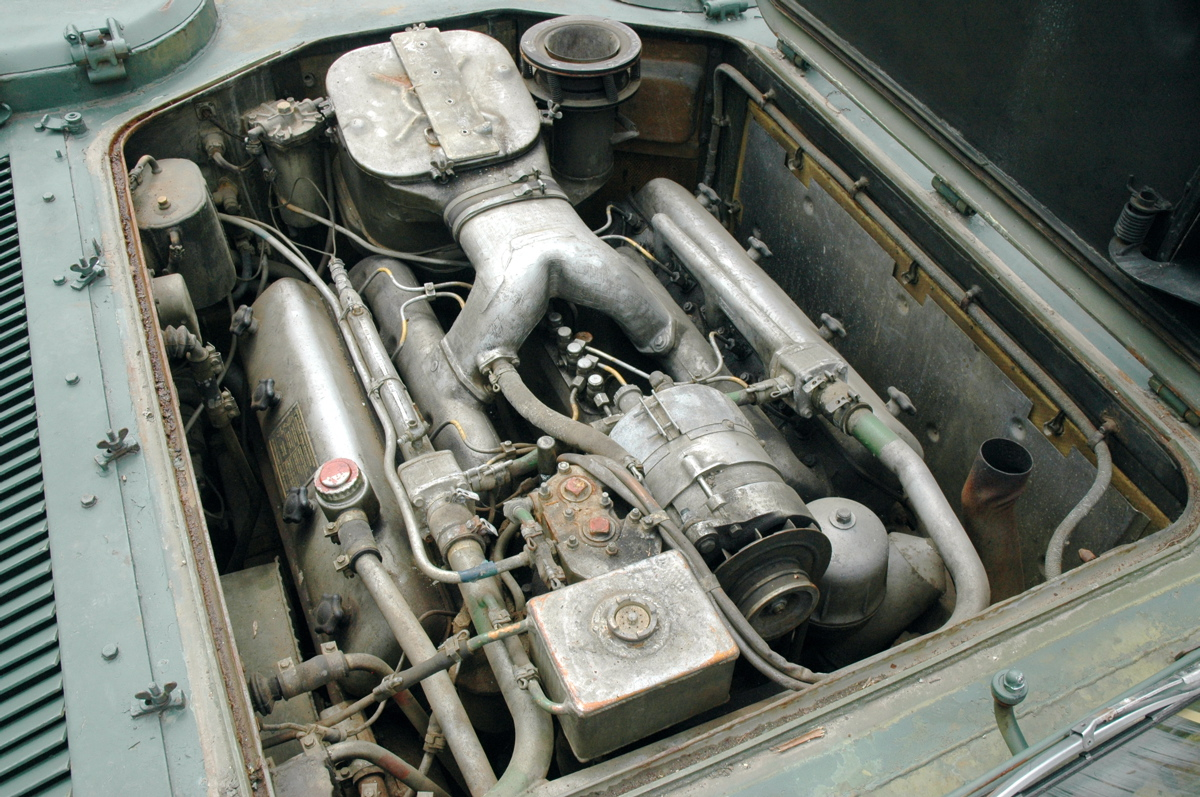
Dieselmotor JaMZ-238 des MT-LB
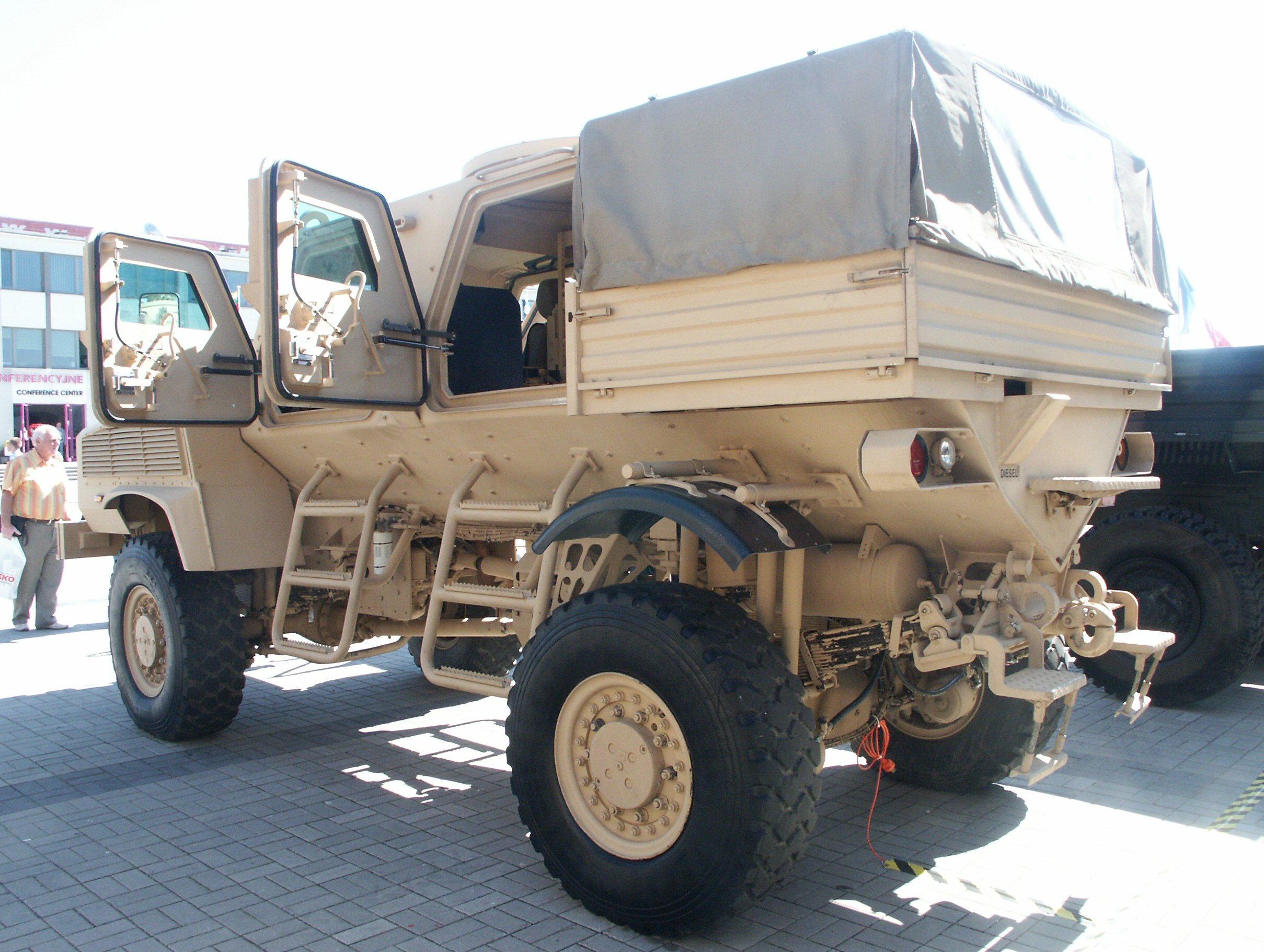
Die südafrikanische Mamba war einer der ersten Transportpanzer, bei dem durch die Formgebung der Wanne (V-hull) und die Fahrwerksaufhängung ein höherer Minenschutz erreicht werden konnte
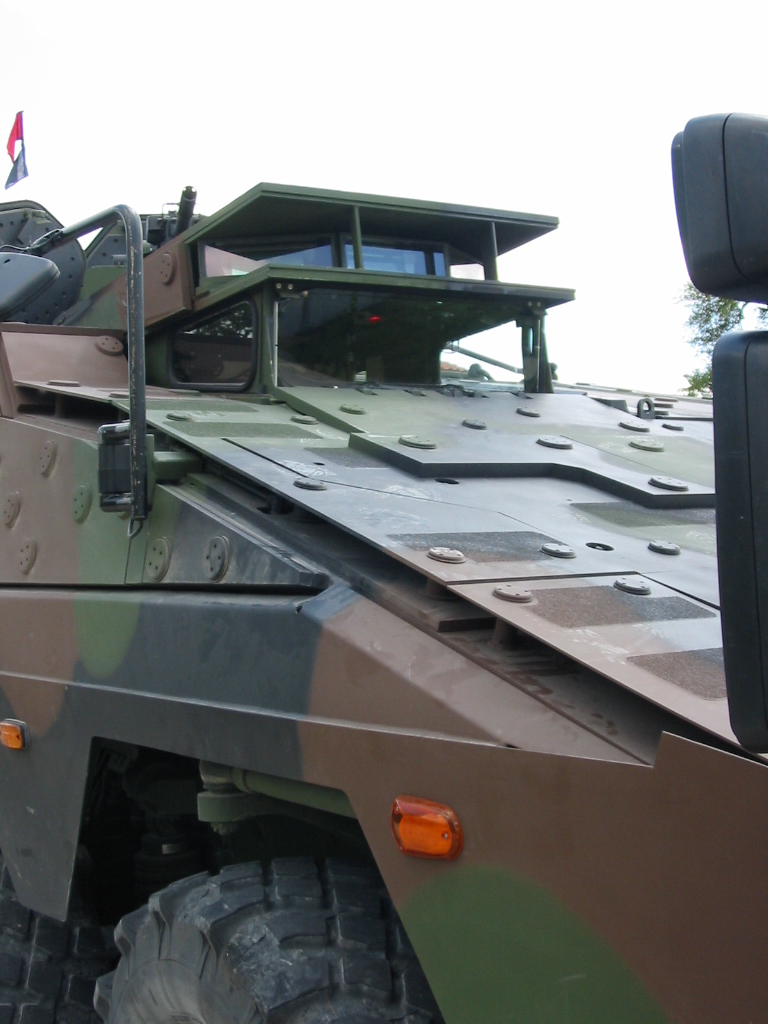
Detail der Panzerung des GTK Boxer. Zu erkennen ist die Verbundpanzerung, die schockgedämpft auf der Grundpanzerung befestigt ist
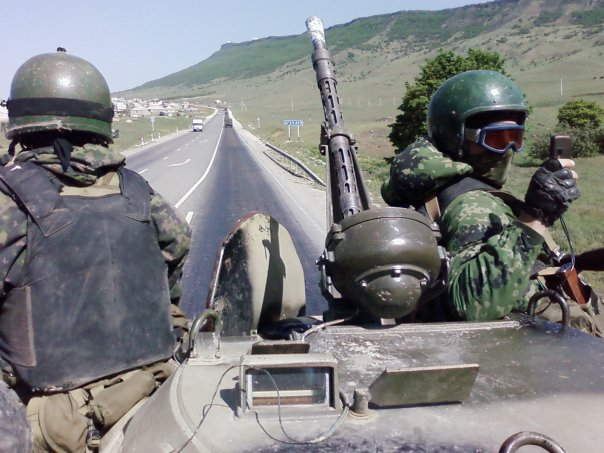
Das 14,5-mm-Maschinengewehr KPWT war bzw. ist die Standardwaffe sowjetischer bzw. russischer Transportpanzer
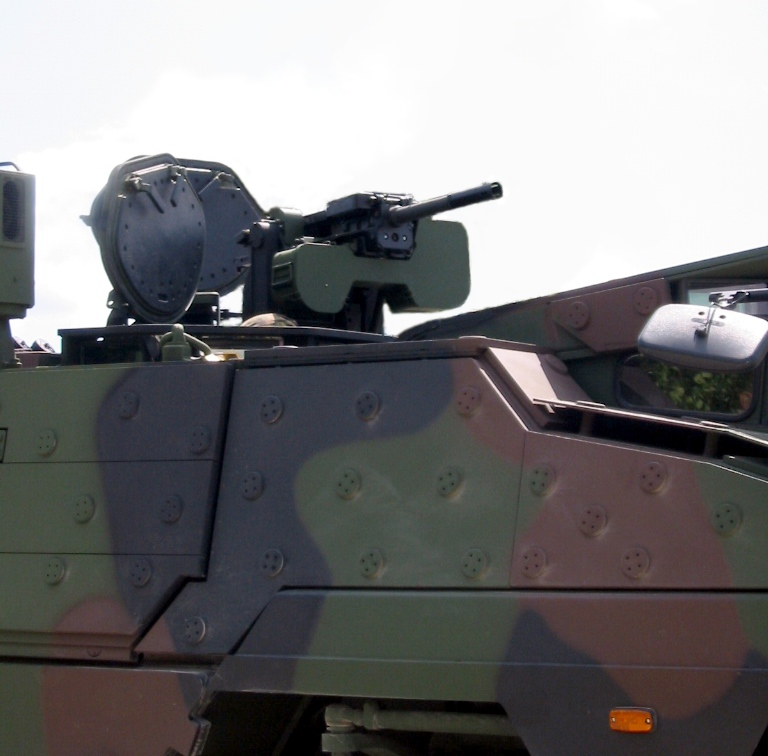
Fernbedienbare Waffenanlage des GTK Boxer.
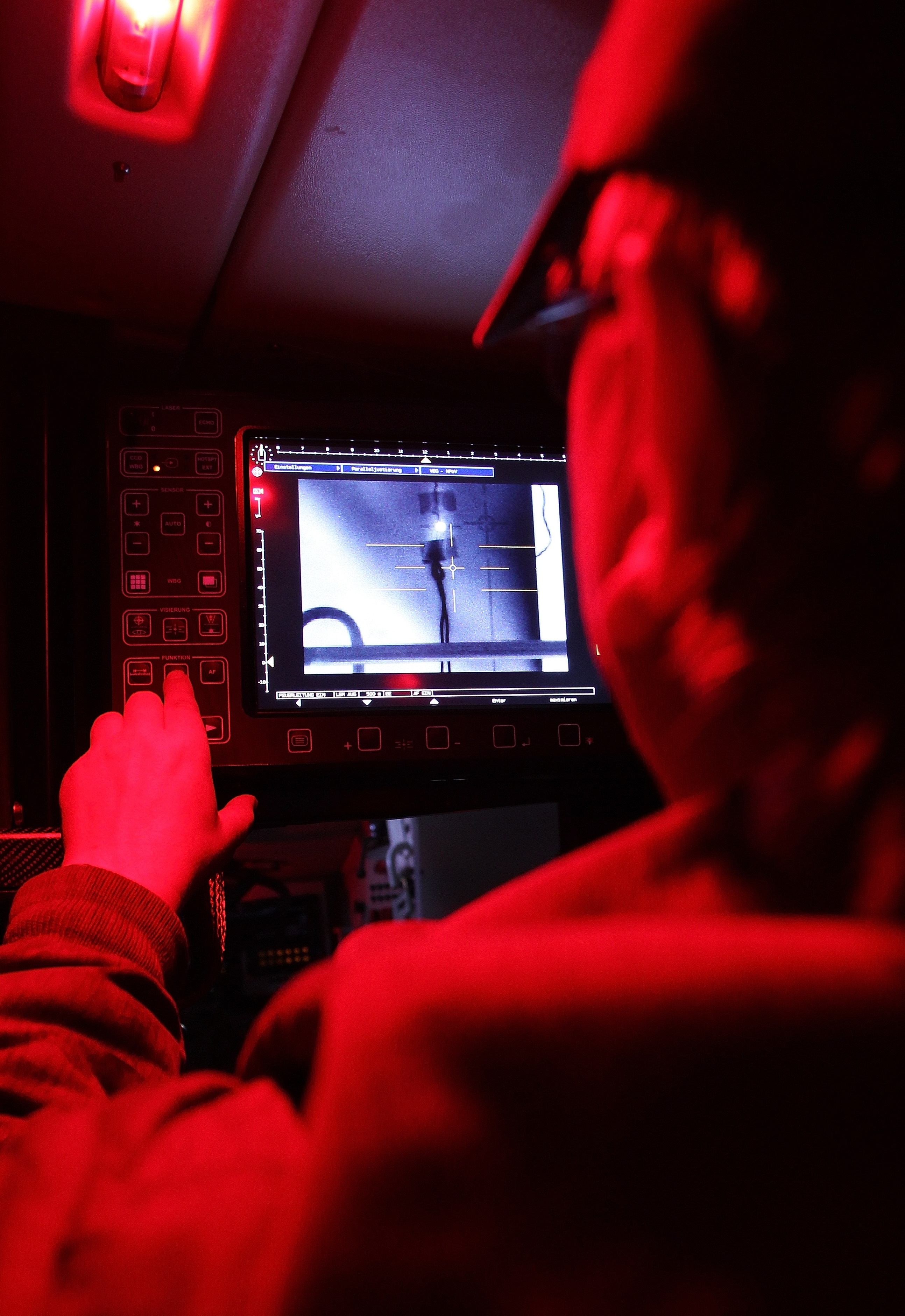
Justierung der fernbedienbaren Waffenanlage des GTK Boxer
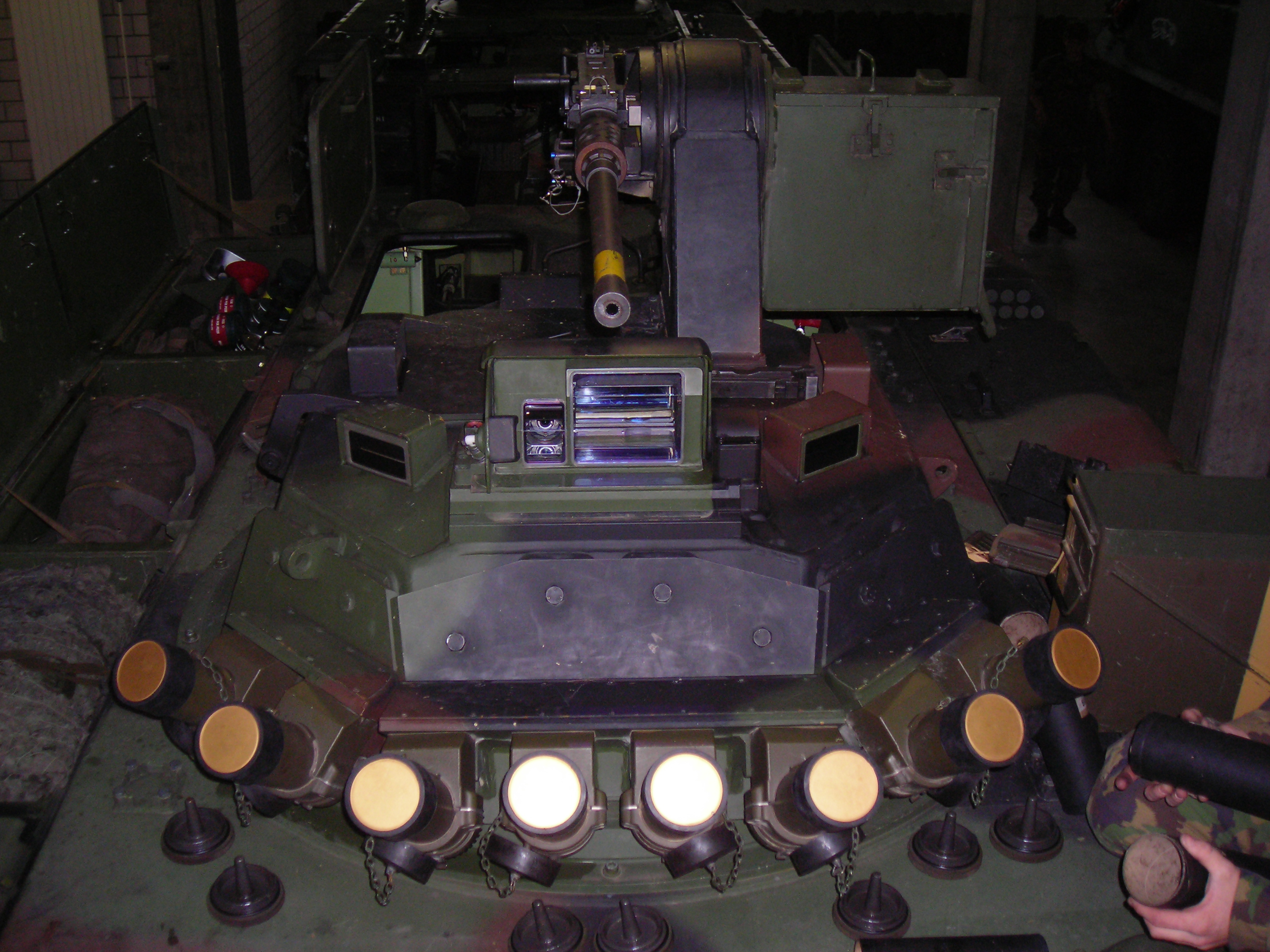
Waffenanlage des Radschützenpanzer 93 mit Nebelmittelwurfanlage, Übungsnebelkörper eingesetzt, Abdeckungen abgenommen
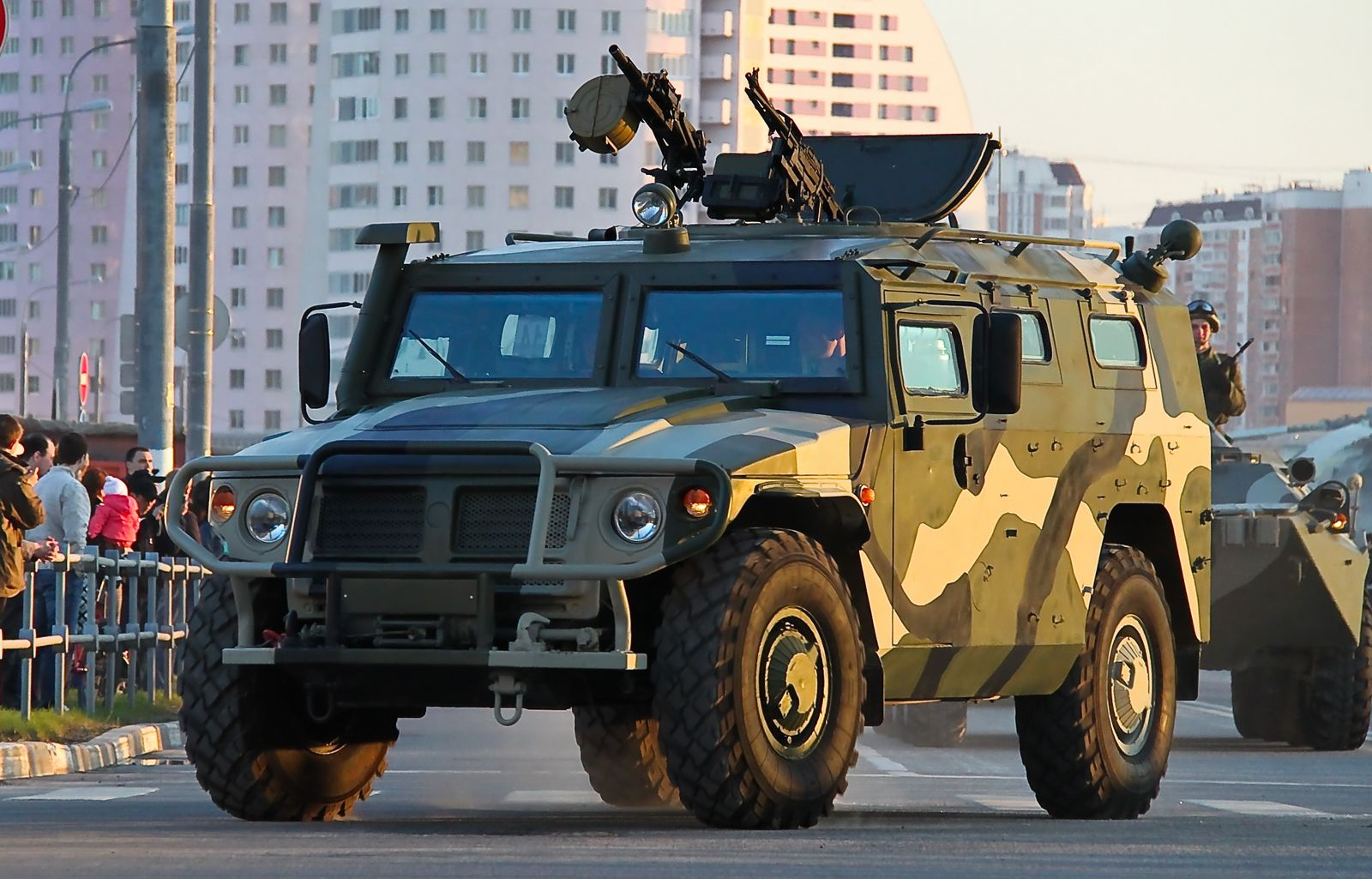
GAZ-2975 Tigr mit Granatmaschinenwaffe (links) und Maschinengewehr (rechts)

## Geschichte

### Zeit bis zum Ende des Ersten Weltkrieges

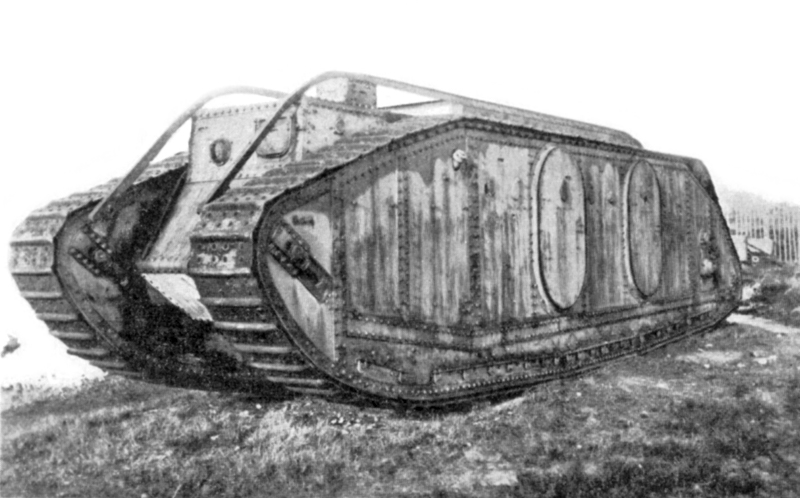
Der britische Mark IX war das erste gepanzerte Fahrzeug, das für den Transport von Truppen auf dem Gefechtsfeld gebaut wurde

Vor dem Ersten Weltkrieg wurde eine Notwendigkeit für den Schutz der Truppen auf dem Gefechtsfeld nicht erkannt. Dies lag auch an der allgemein geringen Motorisierung der Truppen jener Zeit. Das Gefecht wurde zu Fuß geführt, Verlegungen erfolgten ebenfalls im Fußmarsch und über längere Strecken mit der Eisenbahn. Auch zu Beginn des Weltkrieges änderte sich daran zunächst nichts. Während der Grenzschlachten erlitten die angreifenden Truppen gegen Verteidiger, die Maschinengewehre einsetzten, teilweise verheerende Verluste. Mit dem Beginn des Stellungskrieges trat die Notwendigkeit geschützter Fahrzeuge jedoch wieder in den Hintergrund. Beide Seiten fanden lange Zeit kein Mittel um die durch Stacheldraht gesicherten und mit Maschinengewehren verteidigten Grabensysteme des Gegners zu überwinden.
Dies änderte sich erst mit dem Einsatz der ersten Panzer ab 1916. In der Folge zeigte sich, dass zwar ein Einbruch in bzw. ein Durchbruch durch die gegnerischen Grabensysteme gelang, der Erfolg jedoch nicht ausgeweitet werden konnte. Die mit den Panzer vorrückende Infanterie war dem Abwehrfeuer schutzlos ausgesetzt und wurde in Deckung gezwungen. Dadurch konnten sie den Panzern beim Durchbruch nicht folgen, Grabenabschnitte nicht in Besitz nehmen und von den Panzern genommenes Gelände nicht halten. So versuchte man zunächst, Infanteristen in den Panzern auf dem Gefechtsfeld zu transportieren. Platzverhältnisse und Atemluft ließen das jedoch nicht zu, so dass entsprechende Versuche abgebrochen werden mussten.
In Folge wurde ab 1917 der Mark IX entwickelt. Das Fahrzeug konnte neben einer Besatzung von vier Mann bis zu dreißig Infanteristen aufnehmen. Gepanzert war es mit Stahlplatten mit einer Stärke von 10 mm. Angetrieben wurde der Mark IX von einem Ricardo-6-Zylinder-Benzinmotor mit einer Leistung von 150 PS, was dem Fahrzeug eine Höchstgeschwindigkeit von 6,9 km/h ermöglichte. Bewaffnet war der Mark IX mit zwei Maschinengewehren des Kalibers 7,7 mm. Zusätzlich konnten die aufgesessenen Infanteristen durch 16 Luken mit ihren Handfeuerwaffen feuern. Geschwindigkeit und Schutzniveau lagen auf dem Niveau der damaligen Panzer. 200 Mark IX wurden in Auftrag gegeben, jedoch bis zum Waffenstillstand nur drei Fahrzeuge fertiggestellt. Sowohl nach seiner Bestimmung, als auch nach seinen Konstruktionsmerkmalen kann der Mark IX als weltweit erster Transportpanzer bezeichnet werden.
In den anderen kriegführenden Ländern kam es nicht zur Entwicklung derartiger Fahrzeuge. In Frankreich und Deutschland wurde die Produktion gepanzerter Fahrzeuge erst spät aufgenommen, in Russland fehlte vor allem die industrielle Basis für die Entwicklung und Produktion derartiger Fahrzeuge. Außerdem bestand an der Ostfront kein Bedarf für gepanzerte Durchbruchsfahrzeuge. Stattdessen wurden in den genannten Ländern, aber auch im Vereinigten Königreich, Panzerwagen gebaut.

### Zeit zwischen den Weltkriegen

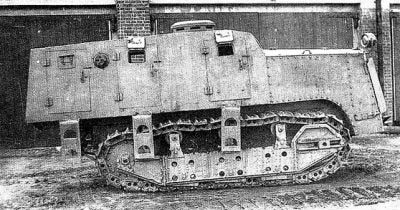
Sowjetischer Transportpanzer D-14

In den 1920er Jahren wurden von Tuchatschewski und Triandafillow (Tiefe Operation) in der Sowjetunion, Lidell Hart im Vereinigten Königreich, de Gaulle in Frankreich sowie von Nehring und Guderian in Deutschland Konzepte für eine bewegliche Gefechtsführung entwickelt, die sich hauptsächlich auf gepanzerte Truppen abstützte. Diese Ideen erforderten konsequenterweise auch die Entwicklung entsprechend beweglicher, geschützter Transportfahrzeuge. Demgegenüber standen Ansätze, die von einer mehr statischen, auf Stellungen wie im Ersten Weltkrieg abgestützten Gefechtsführung ausgingen. Die Entwicklung dieser Auseinandersetzung verlief wechselhaft. Letztendlich konnten sich in Deutschland und der Sowjetunion die Vertreter einer beweglichen Gefechtsführung durchsetzen, während sich in Frankreich ein auf Befestigungen gestützter Kampf als Doktrin durchsetzte. In der Folge wurden in vielen Ländern Transportpanzer auf Rad- und Kettenfahrgestellen, aber auch Halbkettenfahrzeuge entwickelt. Die Entwicklung war einerseits gekennzeichnet von der Suche nach brauchbaren technischen Lösungen, andererseits von der Auseinandersetzung zwischen den Vertretern der beiden militärtheoretischen Ansätze, die zu unterschiedlichen und oft wechselnden Vorgaben führten.

#### Sowjetunion
In der Sowjetunion wurde ab 1930 der Transportpanzer D-14 (десантный танк Д-14) entwickelt. Das Fahrzeug war 6–10 mm stark gepanzert, mit zwei Maschinengewehren bewaffnet und konnte 25 Infanteristen aufnehmen. Angetrieben wurde es von einem Vierzylinder-Benzinmotor mit einer Leistung von 75 PS, der dem 12,6 Tonnen schweren Fahrzeug eine Geschwindigkeit von 6 km/h verlieh. Nach dem Bau eines Prototyps wurde das Projekt eingestellt, da die erreichten Leistungen unbefriedigend waren.
Der Transportpanzer BA-22 (БА-22) wurde 1938 ursprünglich als Sanitätsfahrzeug (санитарно-транспортный бронеавтомобиль bzw. бронированный мото-медицинский пункт) entworfen. Das auf dem Chassis der Lkw GAZ-AAA aufgebaute Fahrzeug konnte vier bis zwölf Verwundete aufnehmen. Die Stärke der Panzerung betrug 6 mm, eine Hauptbewaffnung fehlte. Auch hier führten die unbefriedigenden Leistungen nach dem Bau eines Prototyps zur Einstellung des Projektes.
Im Ergebnis verfügte die Rote Armee zu Beginn des Zweiten Weltkrieges über keinen Transportpanzer.

#### Vereinigtes Königreich
Auch in Großbritannien entwickelte man gepanzerte Transportfahrzeuge. Die Rolle von Transportfahrzeugen übernahmen, wenn nötig, besonders in den Kolonien Panzerwagen. Diese hatten sich auf britischer Seite während des Ersten Weltkrieges in der Türkei, aber auch im arabischen Raum bewährt. Die Transportkapazität dieser Fahrzeuge war naturgemäß begrenzt, jedoch erforderte der Charakter der militärischen Auseinandersetzungen in den Kolonialgebieten in der Zwischenkriegszeit auch nicht den massenhaften Einsatz motorisierter Infanterie. Probleme mit der Geländegängigkeit gepanzerter Radfahrzeuge wurden jedoch auch schon in dieser Zeit deutlich. Teilweise wurden auch improvisiert anmutende Lösungen eingesetzt, wie der Lancia Armored Lorry, der während des Irischen Unabhängigkeitskrieges eingesetzt wurde.
Ein anderer Schwerpunkt lag auf der Entwicklung gepanzerter Artilleriezugmaschinen, die die Bedienung und Munition geschützt transportieren konnten. Bekanntestes Beispiel dafür ist der ab 1934 gebaute Universal Carrier, der auf einer Zugmaschine für die Landwirtschaft basierte. Ursprünglich in verschiedenen Ausführungen von unterschiedlichen Herstellern gebaut, wurde die Konstruktion 1940 standardisiert. Bewaffnet war das Fahrzeug mit einem Maschinengewehr. Hauptnachteil des Universal Carriers war die Panzerung, die nur bis Schulterhöhe der aufgesessenen Bedienung reichte.
Halbkettenfahrzeuge wurden in Großbritannien ebenfalls entwickelt. Der Burford-Kegresse 30cwt wurde 1926 von Burford entwickelt und von 1926 bis 1929 von der British Army genutzt. Vier bis acht Millimeter stark gepanzert, konnte das Fahrzeug bis zu acht Soldaten aufnehmen. Während der Nutzung erwiesen sich sowohl die Motorisierung, als auch die Geländegängigkeit als unzureichend.

#### Deutschland
In Deutschland wurden nach der Kapitulation zehn gepanzerte Artilleriezugmaschinen Marienwagen II mit einem gepanzerten Aufbau versehen. Der Besitz von gepanzerten Fahrzeugen für Polizeiaufgaben war Deutschland im Versailler Vertrag zugestanden worden. Die Fahrzeuge waren vier bis sieben Millimeter stark gepanzert und standardmäßig mit einem Maschinengewehr in einem Drehturm bewaffnet. Zusätzliche Waffen konnten installiert werden.
In Deutschland wurde die Entwicklung gepanzerter Fahrzeuge durch die Bestimmungen des Versailler Vertrages gehemmt. Durch das Verbot der Entwicklung und des Baus von Panzern standen keine geeigneten Basisfahrzeuge zur Verfügung. Die Panzerkampfwagen I bzw. II wurden erst ab 1934 bzw. 1935 einsatzreif. Beide Fahrzeuge waren zu klein und leistungsschwach, um als Basis für Transportpanzer dienen zu können. Stattdessen entwickelte man hier gepanzerte Halbkettenfahrzeuge. Ein Ursprung dieser Entwicklung war die Artilleriezugmaschine Daimler-Benz ZD5.
Der ab 1937 entwickelte Schützenpanzerwagen Sd.Kfz. 251 war 8 bis 12 mm stark gepanzert, mit zwei MG bewaffnet und von einem Maybach-Motor mit 100 PS angetrieben. Er konnte bis zu zehn Soldaten transportieren. Das Fahrzeug hatte im Vergleich zu einem Lkw einen besseren Schutz und aufgrund des Fahrwerkes eine höhere Geländegängigkeit. Neuartig waren die schräggestellten Seitenflächen, die im Vergleich zu senkrecht stehenden Flächen gleicher Stärke einen besseren Schutz ergaben. 1938 begann die Serienproduktion des Schützenpanzerwagens. Auf seiner Basis entstanden in der Folge zahlreiche Führungsfahrzeuge und Waffenträger.
Allerdings wurden vom Sd.Kfz 251 bis 1941 weniger als 1000 Fahrzeuge pro Jahr hergestellt. So wurden 1939 nur 232 Schützenpanzerwagen gebaut, bei weiteren 305 Fahrzeugen wurden anstelle der gehärteten Panzerplatten normale Stahlbleche verbaut. Bei Kriegsbeginn waren daher nur wenige Einheiten der Wehrmacht mit diesem Fahrzeug ausgerüstet, die Masse der deutschen Infanterie war zum Transport auf Lastkraftwagen oder Fußmärsche angewiesen und führte das Gefecht zu Fuß.

#### Vereinigte Staaten
Auch in den USA beschäftigte man sich in der Zwischenkriegszeit mit der Entwicklung gepanzerter Transportfahrzeuge. Beeinflusst wurde dort die Entwicklung wesentlich durch französische Lösungen. Das Ordnance Department testete 1925 zwei Fahrzeuge von Citroën mit Kégresse-Laufwerk. Cunningham & Sons in Rochester, New York entwickelte im Jahre 1932 ein erstes Fahrzeug mit Halbkettenlaufwerk. Von diesem als T1 bezeichneten Fahrzeug verlief die Entwicklung bis zum T9, der vor allem als Zugmittel für die Artillerie Verwendung fand. Die White Motor Company entwickelte auf diesen Grundlagen ein als T7 bezeichnetes Halbkettenfahrzeug, bei dem der Aufbau des Panzerspähwagens M3 genutzt wurde. Aus dem T7 entstand der T14. Schließlich wurden im Jahr 1940 die verschiedenen Ansätze standardisiert. Aus der bisherigen Entwicklung entstand der M2 Half-track Car, das sieben Soldaten transportieren konnte. 1941 wurde der M2 in der Truppe eingeführt.
Für die mechanisierte Infanterie wurde das Fahrzeug zum Half-track M3 weiterentwickelt. Gegenüber dem M2 hat der M3 einen längeren Aufbau und kann bis zu zehn Soldaten transportieren. Die Panzerung ist 6 bis 13 mm stark und schützt vor dem Beschuss aus Handwaffen, Maschinengewehren und gegen Splitter. Für den Antrieb, die Kraftübertragung und das Fahrgestell wurden weitgehend Baugruppen aus der Lkw-Fertigung verwendet.

#### Frankreich
Die in Frankreich entwickelten Halbkettenfahrzeuge mit Kegresse-Laufwerk wie der Unic P107 bildeten in anderen Ländern den Ausgangspunkt für die Entwicklung von Halbketten-Transportpanzern. Auch in Frankreich wurden derartige Fahrzeuge entwickelt, konnten sich aber nicht durchsetzen. Eine Besonderheit stellt der kleine Citroën Type N dar, der als Versorgungsfahrzeug für die Infanterie entwickelt wurde.
Der Panhard 179 war ein Transportpanzer, der auf Basis des Lkw Panhard 165\175 entstand. Er konnte sechs Soldaten transportieren, war vier bis neun Millimeter stark gepanzert und mit einem Maschinengewehr bewaffnet. Allerdings wurden nur ungefähr dreißig Fahrzeuge produziert. Der Berliet VPDK, ebenfalls ein Radpanzer, war ein dreiachsiges Fahrzeug. Der acht bis siebzehn Millimeter gepanzerte Transportpanzer konnte bis zu sieben Soldaten transportieren. Die Erprobung des Prototyps verlief zufriedenstellend, jedoch wurde dem einfacher zu fertigenden Panhard 178 der Vorzug gegeben.

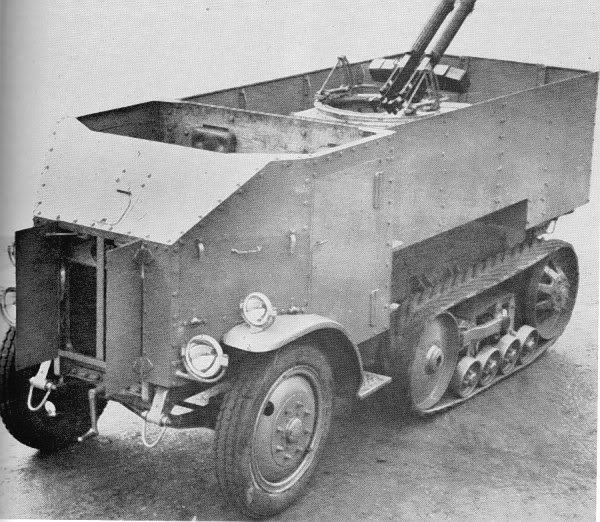
Burford-Kégresse 30 cwt
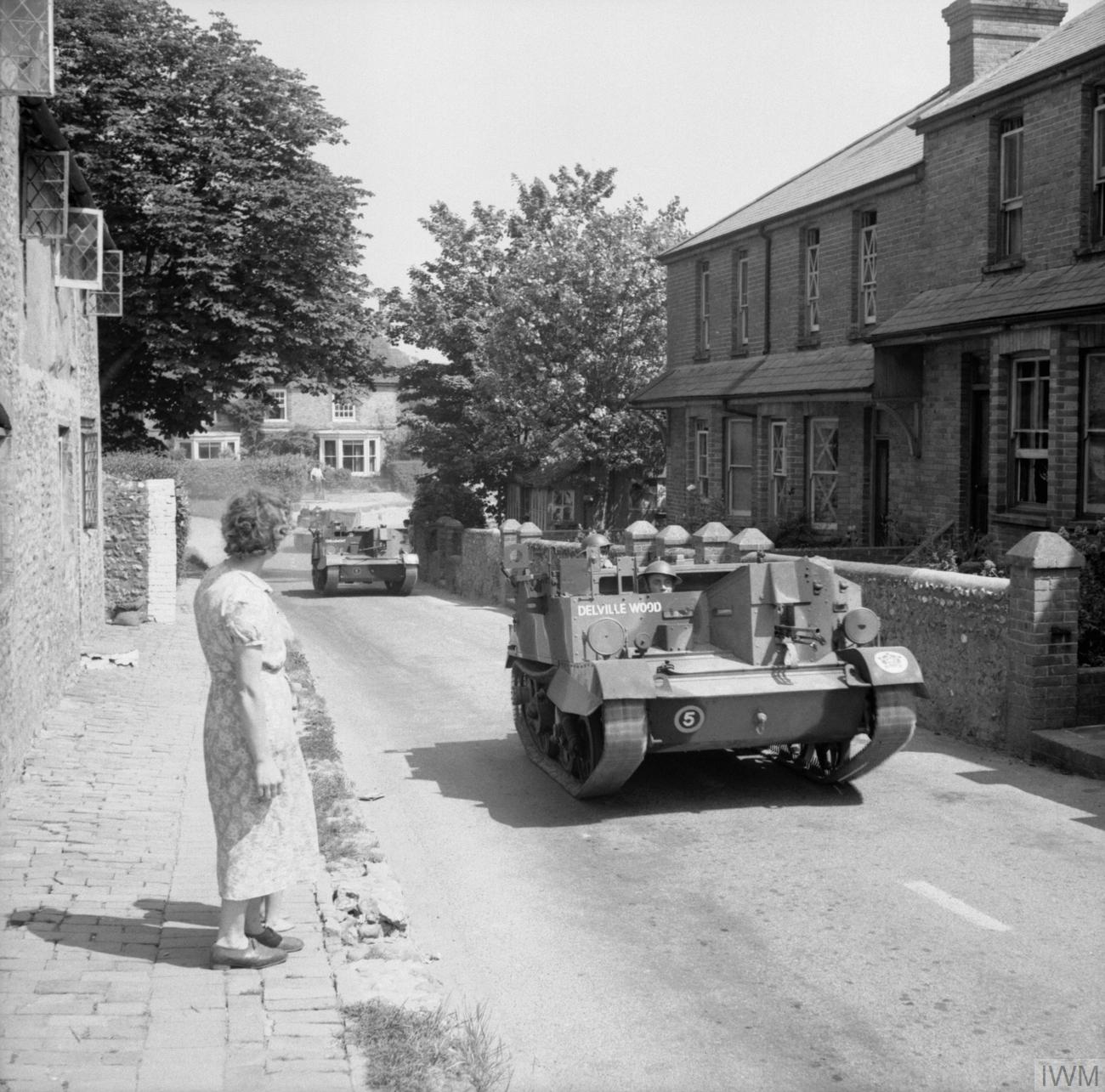
Universal Carrier
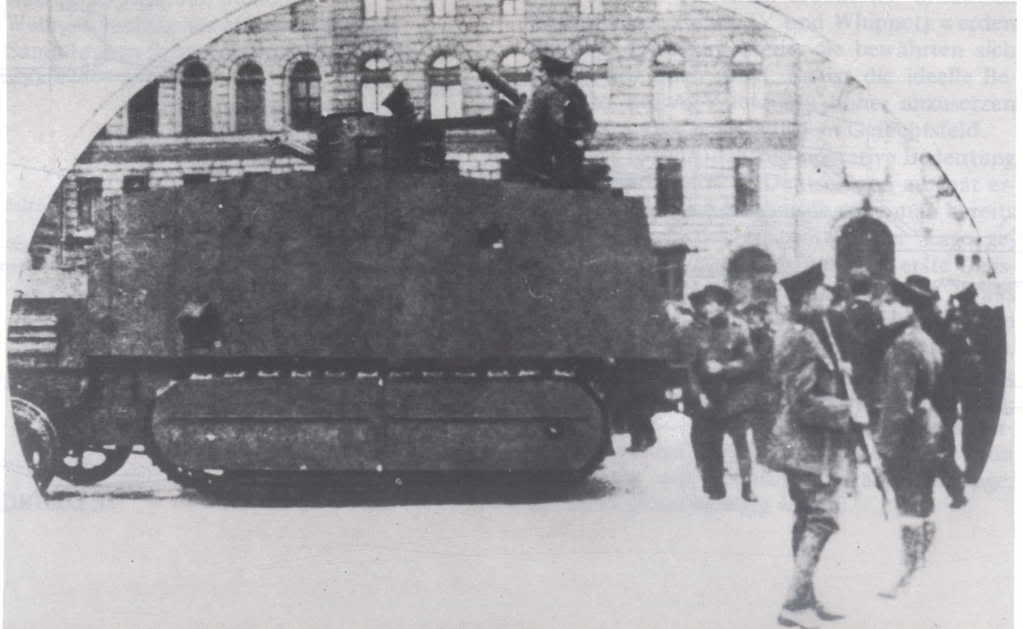
Marienwagen II im Einsatz während des Spartakusaufstandes
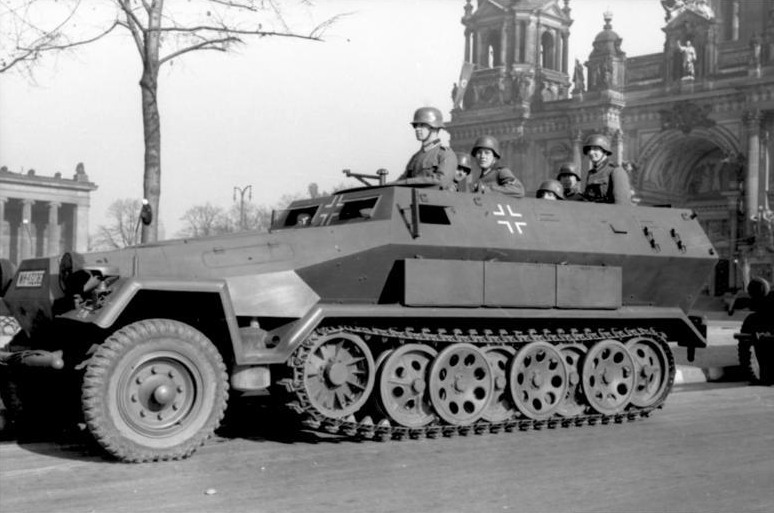
Sd.Kfz. 251/1 Ausf. A
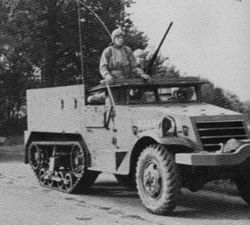
M2 Half-track Car

### Zweiter Weltkrieg
Der Zweite Weltkrieg hatte die Überlegenheit einer beweglichen Gefechtsführung gezeigt. Sowohl beim Überfall auf Polen, dem Westfeldzug als auch in der Anfangsphase des Deutsch-Sowjetischen Krieges gelang es deutschen Truppen, die gegnerische Verteidigung zu durchbrechen und in die Tiefe des Raumes vorzustoßen. Die umgangenen Verbände der Verteidiger wurden in Kesselschlachten aufgerieben. Möglich wurde dies durch den Einsatz gepanzerter Kräfte, die nicht mit der langsamen Infanterie vorgingen, sondern selbstständig handelten. Auf deutscher Seite waren jedoch bis 1941 nur wenige Einheiten mit den als Schützenpanzerwagen bezeichneten gepanzerten Halbkettenfahrzeugen ausgerüstet, da deren Produktion erst ab 1942 über 1000 Stück im Jahr lag. Zu Beginn des Überfalls auf Polen waren nur 3 von 400 motorisierten Kompanien der Wehrmacht mit diesem Fahrzeug ausgestattet. Bis zum Beginn des Krieges gegen die Sowjetunion konnten in der 2., 6., 8. und 10. Panzer-Division je eine Kompanie mit dem Schützenpanzerwagen ausgerüstet werden, die Panzerbataillone der 1., 2., 3., 4. und 10. Panzerdivision erhielten je sechs Schützenpanzerwagen.
Der Bedarf an gepanzerten Truppentransportern wurde auch auf alliierter Seite erkannt. Mit dem M2 bzw. M3 stand auf amerikanischer Seite ein leistungsfähiges Fahrzeug zur Verfügung. Auch hier begann die Serienproduktion in großem Umfang erst 1941. Daher mussten gepanzerte Artilleriezugmittel als Transportpanzer eingesetzt werden. Der Mangel an gepanzerten Transportmitteln zwang die Alliierten im Laufe des Krieges dazu, Spähpanzer und nicht mehr benötigte Waffenträger zu Transportpanzern umzurüsten.
Die bereits vor Kriegsbeginn entwickelten Typen von Transportpanzern wurden weiter entwickelt und genutzt. Konzeptionell neue Fahrzeuge wurden zwar entwickelt, gelangten aber nur auf amerikanischer Seite kurz vor Kriegsende zum Einsatz. Am Ende des Krieges hatte sich das gepanzerte, mit Maschinengewehren bewaffnete Halbkettenfahrzeug als Standardlösung etabliert. Diese Fahrzeuge dienten auch als Ausgangspunkt für die Entwicklung einer Vielzahl von Aufklärungs- und Führungsfahrzeugen sowie von Waffenträgern.

#### Sowjetunion
In der Sowjetunion wurde während des Krieges kein Transportpanzer hergestellt. Auch der amerikanische M3 gelangte nur in wenigen hundert Exemplaren zur Roten Armee. Das Fehlen eines gepanzerten Truppentransporter wirkte sich jedoch ab 1943 zunehmend in starken Verlusten der angreifenden Infanterie aus. Man behalf sich dadurch, dass Infanterie während des Angriffes auf Panzer aufsaß. Damit waren zwar Beweglichkeit und auch ein gewisses Schutzniveau gegeben, eine befriedigende Lösung stellte dies jedoch nicht dar.
Aufbauend auf Erfahrungen mit amerikanischen und deutschen Transportpanzern wurde ab 1942 der TB-42 auf Basis des ungepanzerten Halbkettenfahrzeuges ZIS-42 entwickelt. Konstruktiv unterschied er sich nicht wesentlich von den amerikanischen oder deutschen Modellen. Nach Erprobung und Bau von fünf Vorserienmodellen Mitte 1943 wurde das Projekt jedoch abgebrochen, da das Entwicklungspotential als zu gering eingeschätzt wurde. Auch der B-3 (Б-3), der ab 1944 entwickelt wurde, übernahm die Konstruktionsmerkmale amerikanischer und deutscher gepanzerter Halbkettenfahrzeuge. Das Laufwerk wurde vom leichten Panzer T-70 und dem Lkw ZIS-5 übernommen. Ein Prototyp wurde erprobt, das Projekt jedoch wegen unbefriedigender Ergebnisse abgebrochen.

#### Deutschland
In Deutschland wurde der Schützenpanzerwagen Sd.Kfz. 251 ständig weiterentwickelt. 1939 begann die Entwicklung des konzeptionell ähnlichen, aber kleineren Schützenpanzerwagen Sd.Kfz. 250. Produktionsstart war 1940. Von größerer Bedeutung war jedoch das Sd.Kfz. 251. Allerdings gelang es erst 1942, die Produktion so weit zu erhöhen, dass mehr als 1000 Fahrzeuge im Jahr ausgeliefert wurden. Der Mangel an gepanzerten Transportfahrzeugen blieb jedoch bis zum Ende des Krieges ein Problem. Daher rüstete man erbeutete französische Halbkettenfahrzeuge wie den SOMUA MCG provisorisch zu Transportpanzern um. Auch der Unic P107 wurde mit einem gepanzerten Aufbau versehen. Siehe dazu auch Liste von Transportkraftwagen gemäß den Kennblättern fremden Geräts D 50/12.
Versuche, neue und teilweise innovative Transportpanzer wie das Kätzchen zu entwickeln, konnten nicht erfolgreich abgeschlossen werden. Neuartig war bei diesem Fahrzeug die Wanne mit allseitig abgeschrägten Flächen und das Vollkettenlaufwerk mit Drehstabfederung.

#### Vereinigte Staaten
Auf amerikanischer Seite blieben die massenhaft hergestellten M2 und M3 sowie ihre zahlreichen Abarten der dominierende Transportpanzer während des Zweiten Weltkrieges. Zahlreiche Fahrzeuge wurden auch an Verbündete geliefert. Auch das amerikanische Fahrzeug war Basis für zahlreiche Aufklärungs- und Führungsfahrzeuge sowie Waffenträger.
Eine Neuentwicklung war der M39, der auf Basis des Jagdpanzers M18 Hellcat entstand. Konzeptionell wurden hier mit einem Vollkettenfahrzeug neue Wege eingegangen. Das Fahrzeug wurde jedoch erst ab 1944 produziert. Während des Krieges wurden die Fahrzeuge als Artilleriezugmaschinen eingesetzt.

#### Andere Staaten
In anderen Staaten wurden ebenfalls Transportpanzer gebaut. Wie beim japanischen Typ 1 Ho-Ha lehnte man sich dabei konstruktiv eng an die amerikanischen und deutschen Vorbilder an.
Die kanadischen Truppen litten ebenso wie die britischen und australischen Truppen an einem Mangel an Transportpanzern, da für diese Zwecke nur der ungeeignete Universal Carrier zur Verfügung stand. Lieutenant-General Guy Simonds ordnete daher den Umbau von 72 selbstfahrenden Haubitzen M7 Priest zu Transportpanzern an, da die Artillerie durch andere Typen ersetzt wurde.

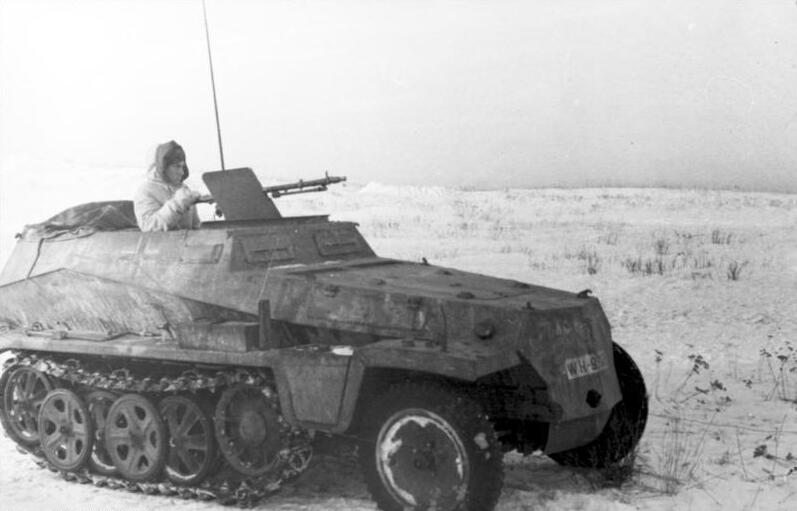
Schützenpanzerwagen Sd.Kfz. 250
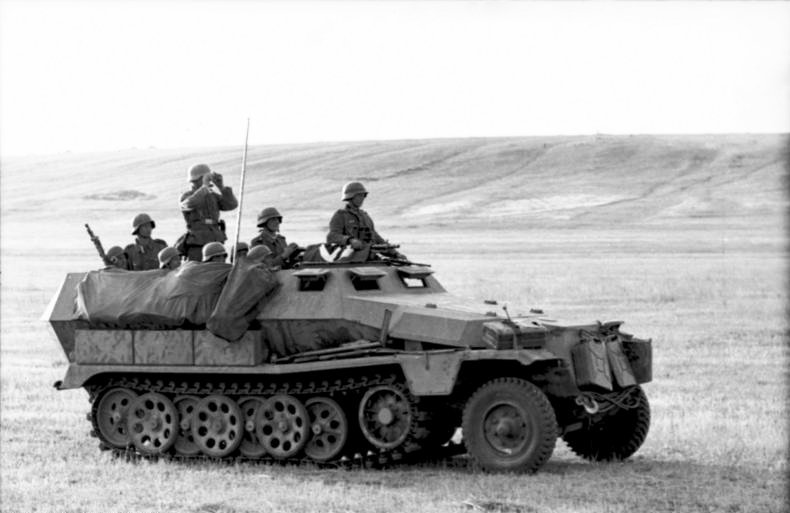
Schützenpanzerwagen Sd.Kfz. 251/1 Ausf. C
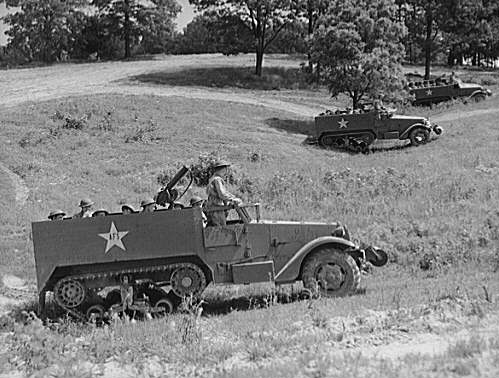
M2
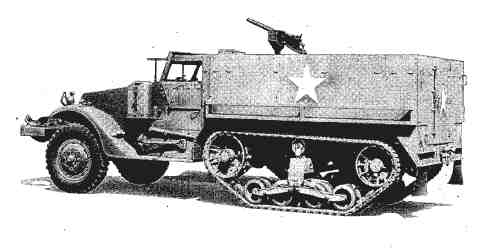
M3
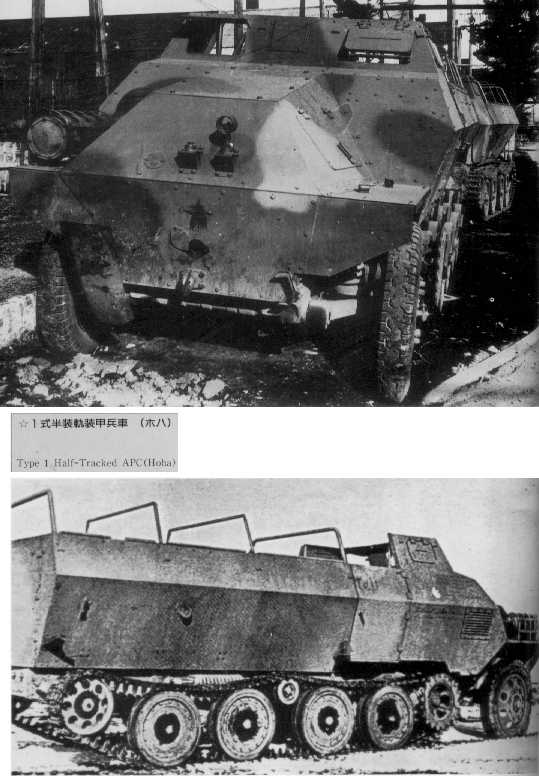
Typ 1 Ho-Ha
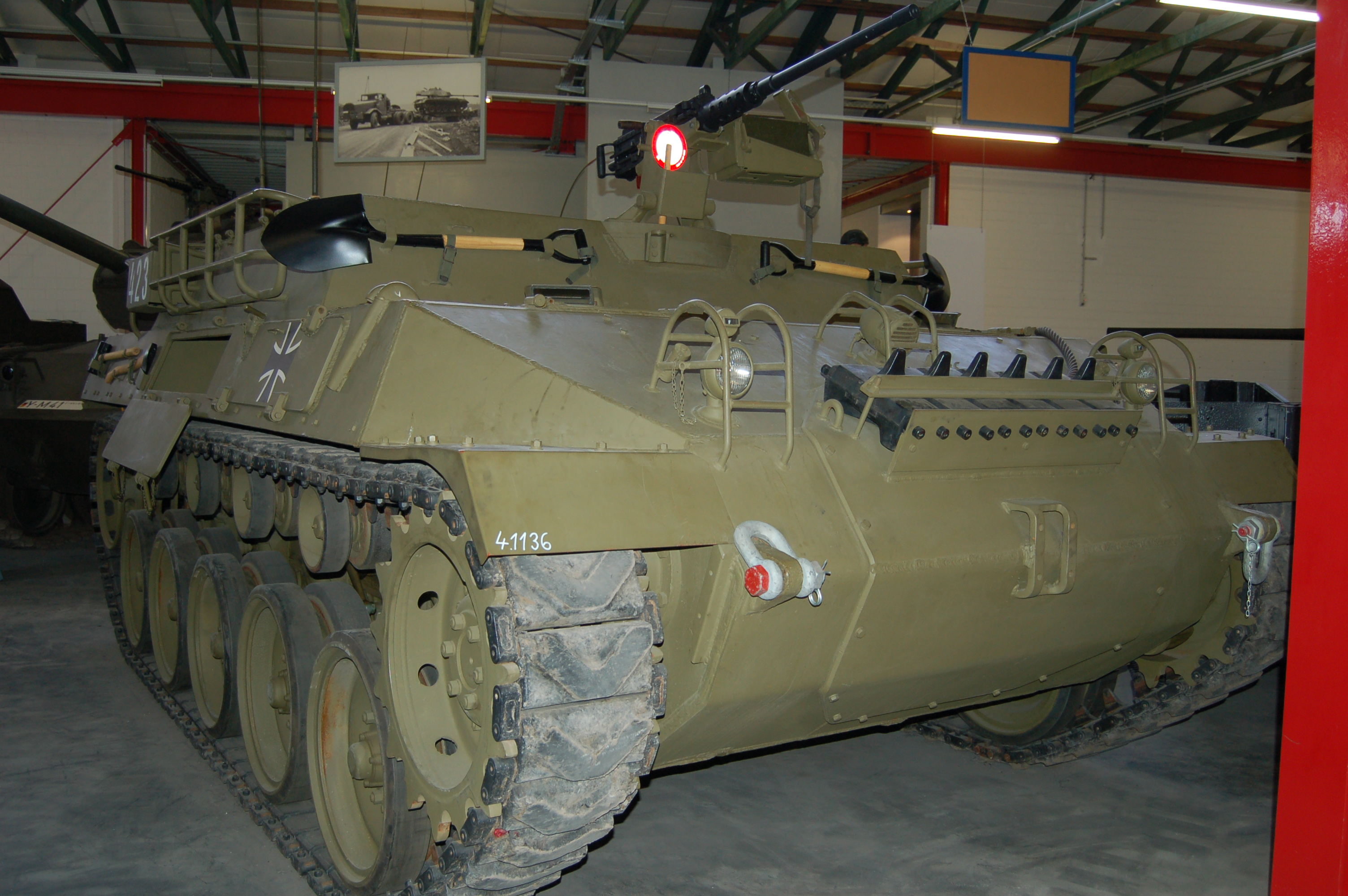
M39
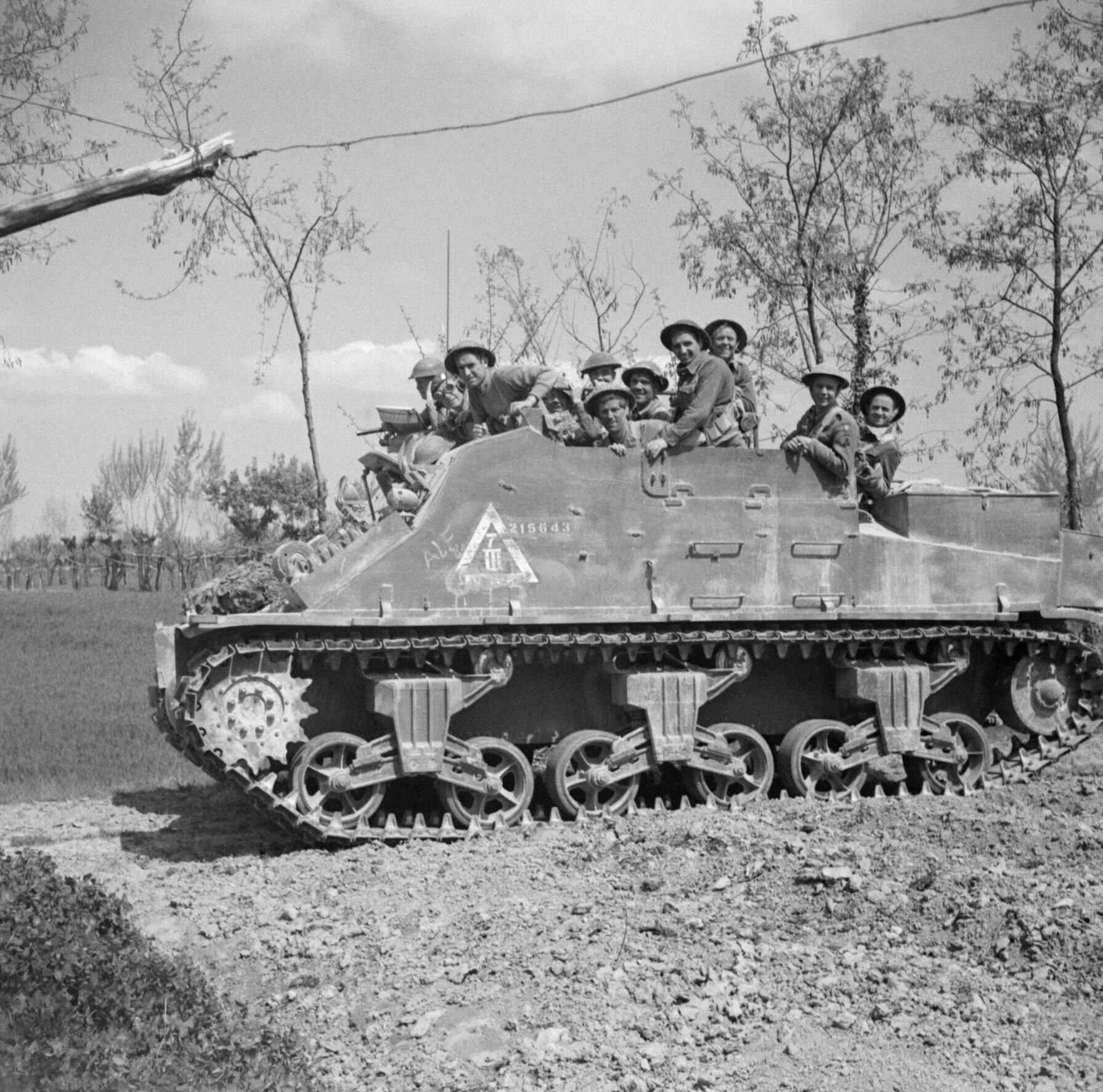
M7 Priest Kangaroo

### Kalter Krieg
Im Kalten Krieg standen sich von 1947 bis in die 1980er Jahre die Westmächte unter Führung der Vereinigten Staaten von Amerika und die Sowjetunion mit ihren europäischen und asiatischen Satellitenstaaten gegenüber. Nach den damaligen Vorstellungen würde eine militärische Auseinandersetzung hauptsächlich in Mitteleuropa geführt werden. Dabei sollten Panzer- und mechanisierte Infanterieverbände zum Einsatz kommen. Ab den 1950er Jahren wurde von beiden Seiten auch der Einsatz taktischer Nuklearwaffen auf dem Gefechtsfeld geplant. Die Entwicklung selbstfahrender Flugabwehrwaffen wurde wesentlich von diesen Rahmenbedingungen, aber auch von den jeweils vorhandenen technischen und ökonomischen Möglichkeiten geprägt.

#### Unmittelbare Nachkriegszeit

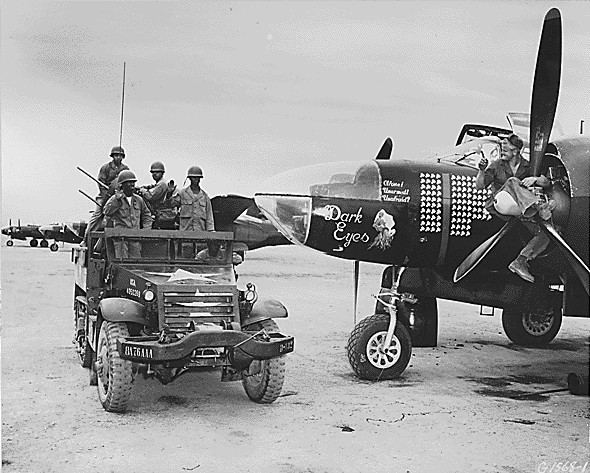
M3 im Koreakrieg, 1951

Zunächst wurden die Halbkettenfahrzeuge des Zweiten Weltkrieges weitergenutzt und weiterentwickelt. Amerikanische Streitkräfte setzten die Fahrzeuge der M2/M3-Familie und den M39 noch bis in den Koreakrieg ein, in diesem Krieg kam ebenfalls nochmals der Universal Carrier zum Einsatz. Diese zahlreich vorhandenen Transportpanzer zählten auch zur Erstausstattung der nach dem Krieg in Westeuropa neu aufgebauten Streitkräfte.
Teilweise entstanden in enger Anlehnung an diese Fahrzeuge auch neue Typen wie der tschechoslowakische OT-810. Diese Fahrzeuge genügten mit ihrem offenen, nicht hermetisierbaren Kampfraum jedoch schon bald nicht mehr den Anforderungen. Auch war das Halbkettenfahrwerk in Konstruktion und Herstellung zu aufwendig, eine gleiche Geländegängigkeit konnte auch mit Gleiskettenfahrzeugen und zunehmend auch mit Radpanzern erreicht werden. Mit Ende der 1950er Jahre verschwand es daher als konstruktive Lösung. Eine Ausnahme ist der iranische Shahid Farsi, der in den 1980er Jahren entwickelt wurde, jedoch nicht in die Serienproduktion gelangte.
In der Sowjetunion wurde mit dem ZIS-153 ebenfalls noch ein Halbkettenfahrzeug entwickelt, danach wandte man sich neuen konstruktiven Ansätzen zu.

#### 1950er Jahre

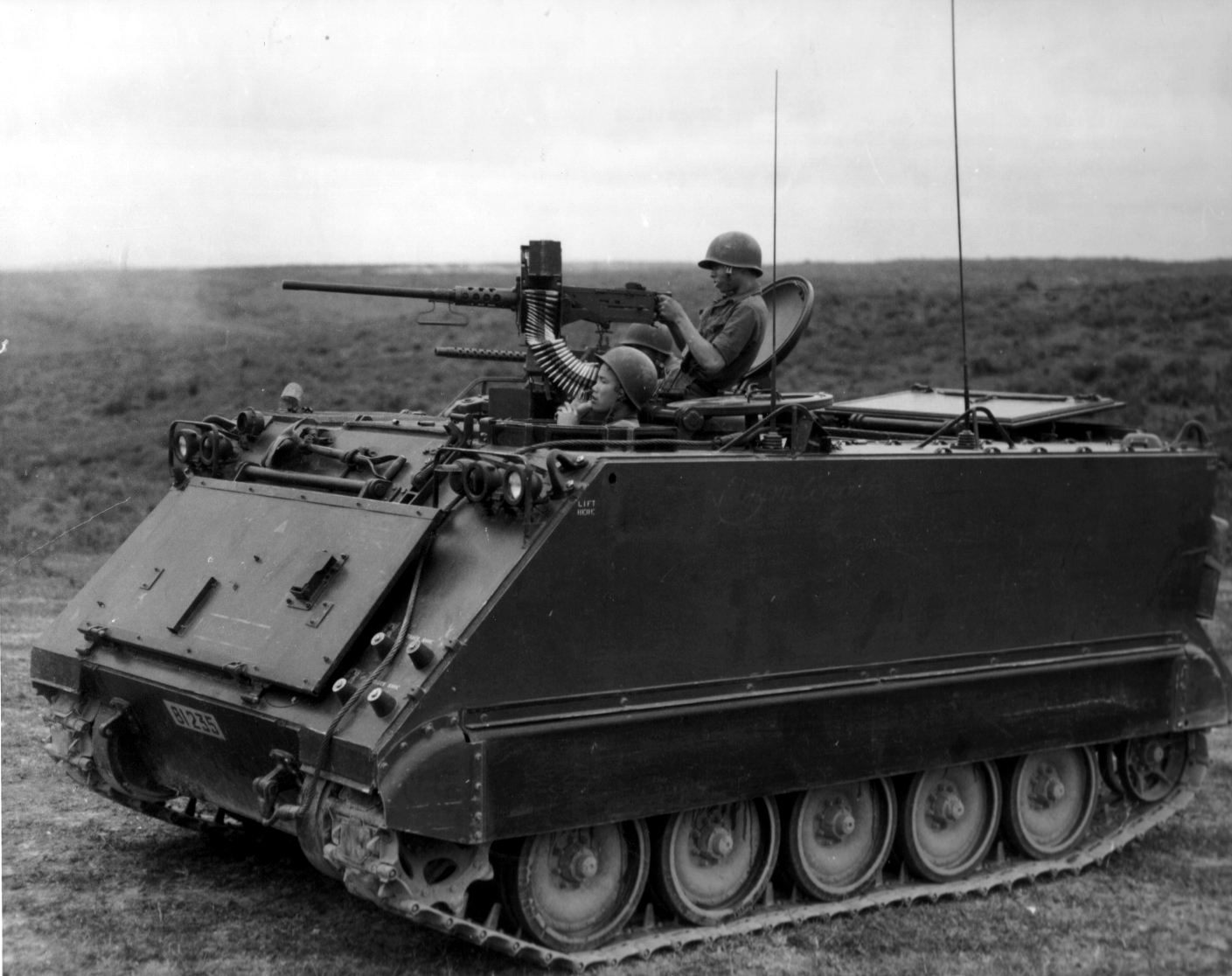
M113 der US Army im Vietnamkrieg

In den 1950er Jahren zeichneten sich mehrere Tendenzen in der Entwicklung von gepanzerten Mannschaftstransportwagen ab. In den USA entwickelte sich das Konzept eines leicht gepanzerten Fahrzeuges auf einem Vollkettenfahrgestell. Der kastenförmige Aufbau hatte gerade Seitenwände. Dies verminderte im Vergleich zu abgeschrägten Seitenwänden den Schutz, führte aber zu einem größeren und besser nutzbaren Innenraum. Das Konzept ist beim kanadischen Bobcat und im US-amerikanischen M75 bereits zu erkennen und führte über den M59 zum M113. Ein ähnlicher Weg wurde zeitweise auch in der Sowjetunion beschritten. Der 1954 in die Bewaffnung der Sowjetarmee aufgenommene BTR-50 war dagegen ein Gleiskettenfahrzeug mit geschlossenem, hermetisierbaren Kampfraum. Er überzeugte als Mannschaftstransportwagen nicht, wurde jedoch Basis für zahlreiche Führungsfahrzeuge.
In der Sowjetunion bevorzugte man das Konzept des Radpanzers. Sowohl der BTR-40 als auch der BTR-152 waren auf Chassis herkömmlicher, allradgetriebener Lkw aufgebaut und lehnten sich in der Formgebung an die Fahrzeuge des Zweiten Weltkrieges an. Ein ähnlicher Weg wurde in Großbritannien beim Humber Pig beschritten. Schon bald kam man jedoch von der Nutzung von Lkw-Chassis ab. Nach der Erprobung des ZIL-153 und des BTR-60 setzten sich auch in der Sowjetarmee Radpanzer durch. Der zunächst oben offene BTR-60P erhielt als BTR-60PA einen geschlossenen Kampfraum, als BTR-60PB einen Drehturm zur Aufnahme der Bewaffnung. Letzterer bildete den Ausgangspunkt einer Typenreihe, die vom BTR-60 über den BTR-70 bis zum BTR-80 reicht. Problematisch war bei diesen Fahrzeugen die Anordnung des Motors im Heck. Dadurch war die Besatzung gezwungen, das Fahrzeug über die Seitenwände zu verlassen, was sie gegenüber gegnerischer Waffenwirkung exponierte. Auch die Motorenanlage war insgesamt problematisch. Da ein entsprechend leistungsfähiger und leichter Dieselmotor bis in die 1980er Jahre nicht verfügbar war, musste der BTR-60 mit zwei Benzinmotoren ausgerüstet werden. Erst der BTR-80 war mit nur noch einem Dieselmotor ausgerüstet. Die sowjetischen Transportpanzer waren, wie zahlreiche andere sowjetische Fahrzeuge, schwimmfähig, um den Anforderungen des mitteleuropäischen Kriegsschauplatzes Rechnung zu tragen.
Ein weiterer Trend war die Ableitung von Mannschaftstransportern aus Aufklärungsfahrzeugen und leichten Panzern. So wurde im Vereinigten Königreich aus dem Saladin der Saracen entwickelt, in Frankreich aus dem AMX-13 der AMX-13VTT und aus dem EBR-75 der EBR-TT.
Eine Sonderrolle nahm die Bundesrepublik Deutschland ein. Mit dem HS 30, der im Auftrag der Bundeswehr bei Hispano Suiza (Suisse) entwickelt wurde, wurde ein konzeptionell neues Fahrzeug in Dienst gestellt. Es handelte sich um ein Vollkettenfahrzeug, dessen 20-mm-Maschinenkanone in einem Drehturm installiert war. Das Fahrzeug bewährte sich jedoch nicht. Statt der bestellten 10.000 wurden nur 2176 HS 30 hergestellt. Mit seiner Konzeption war der HS 30 jedoch einer der Ausgangspunkte der Entwicklung von Schützenpanzern. In seiner Funktion wurde er bei der Bundeswehr durch den Schützenpanzer Marder abgelöst.

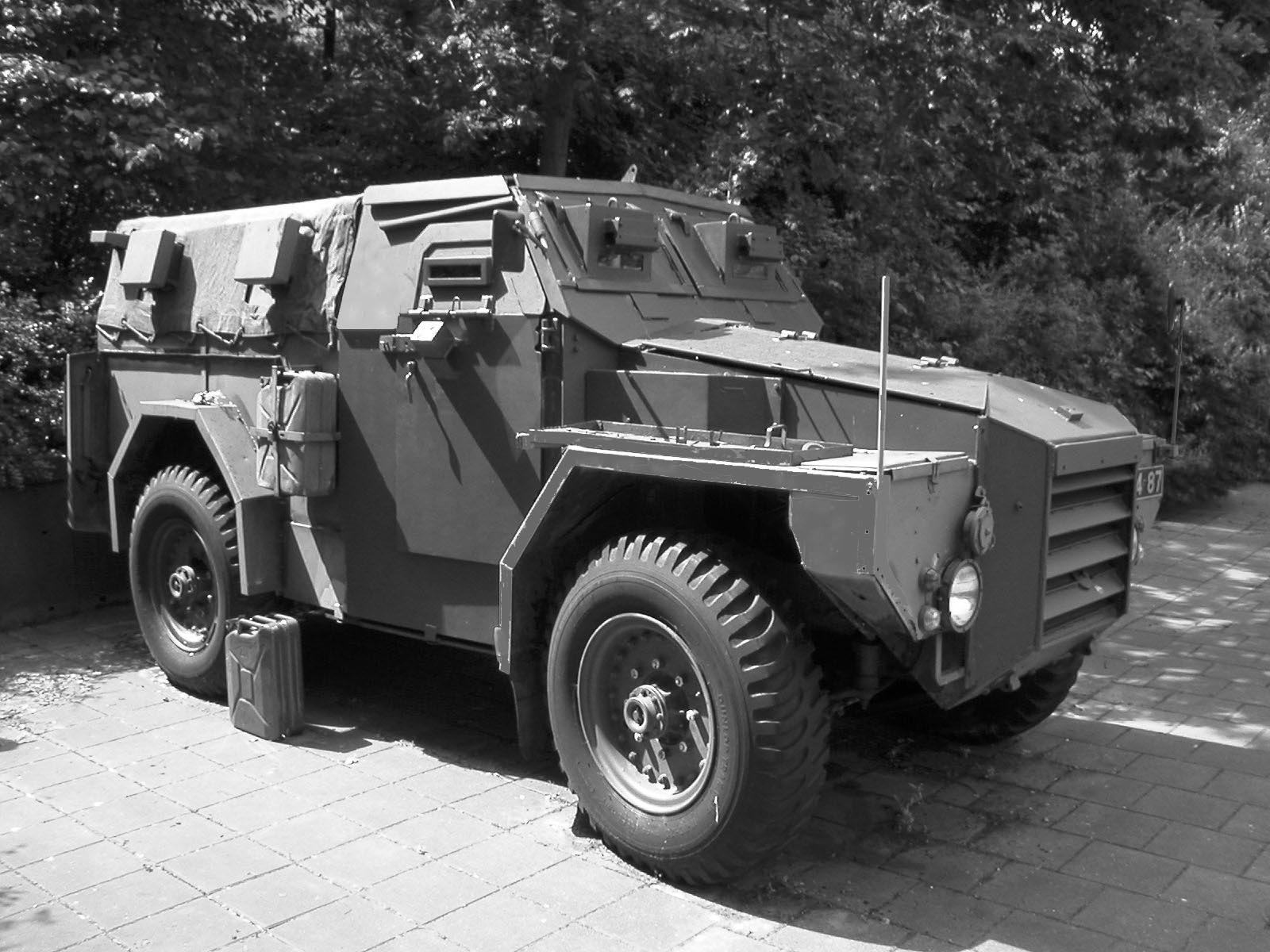
Humber Pig
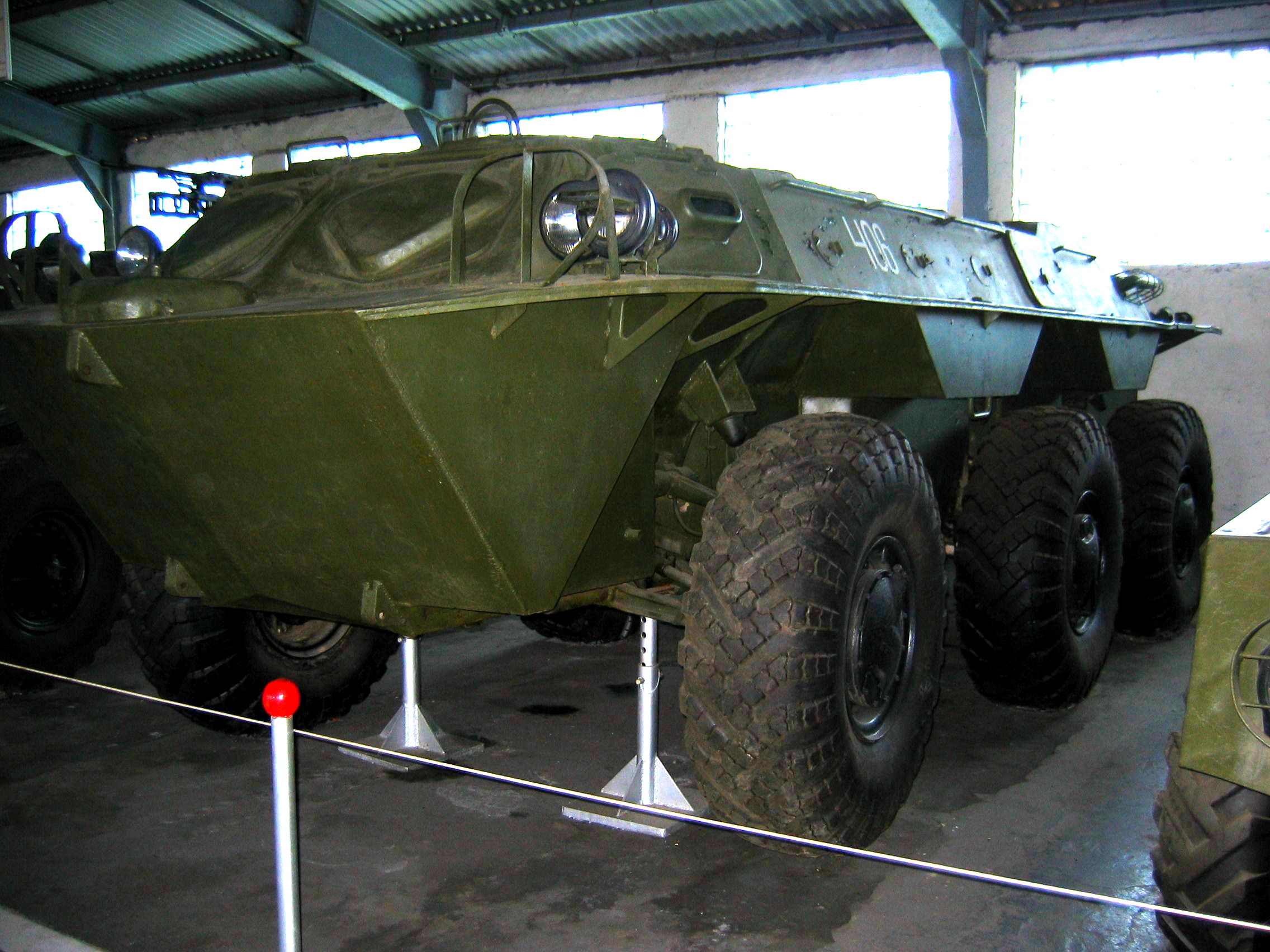
ZIL-153
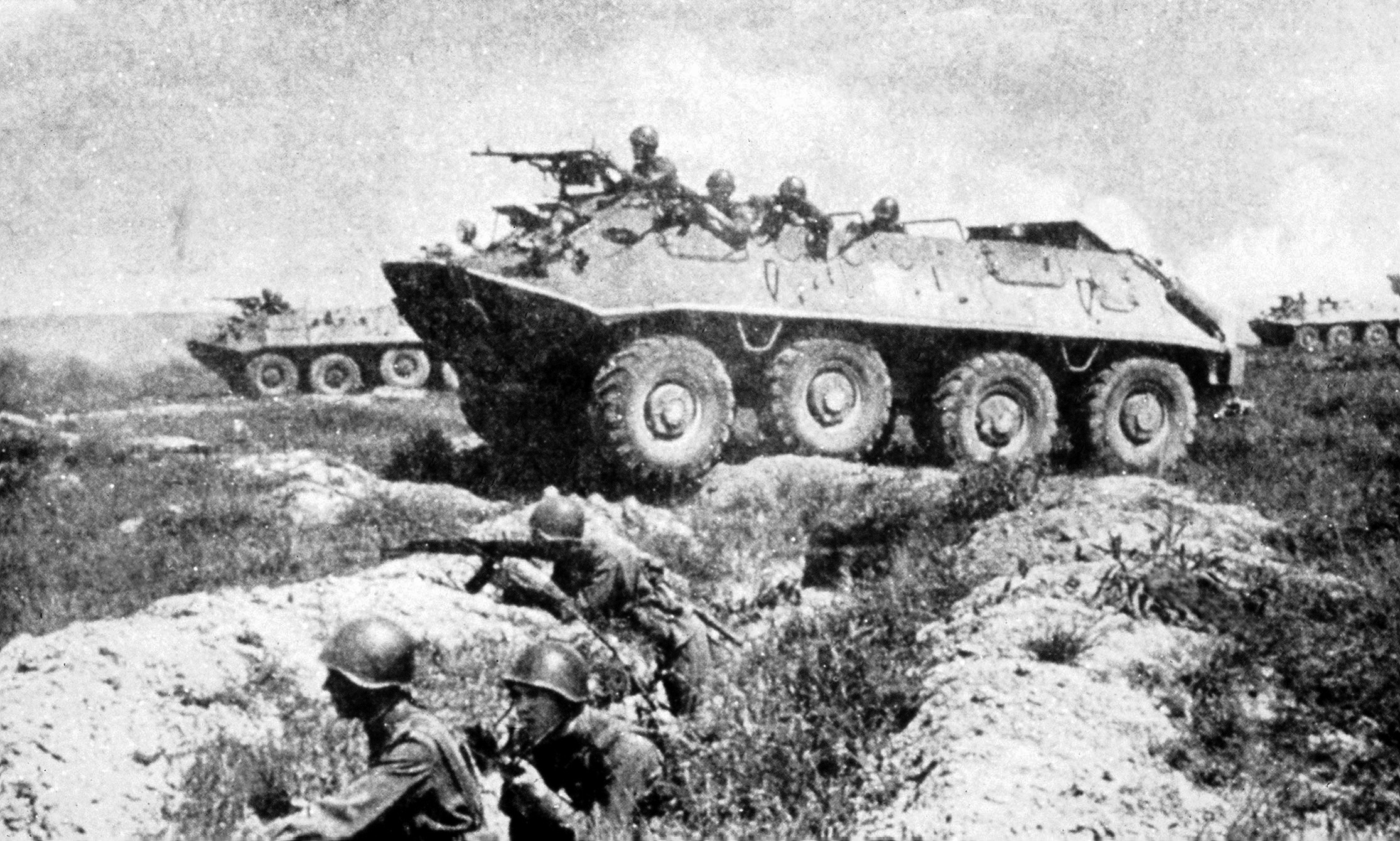
BTR-60P
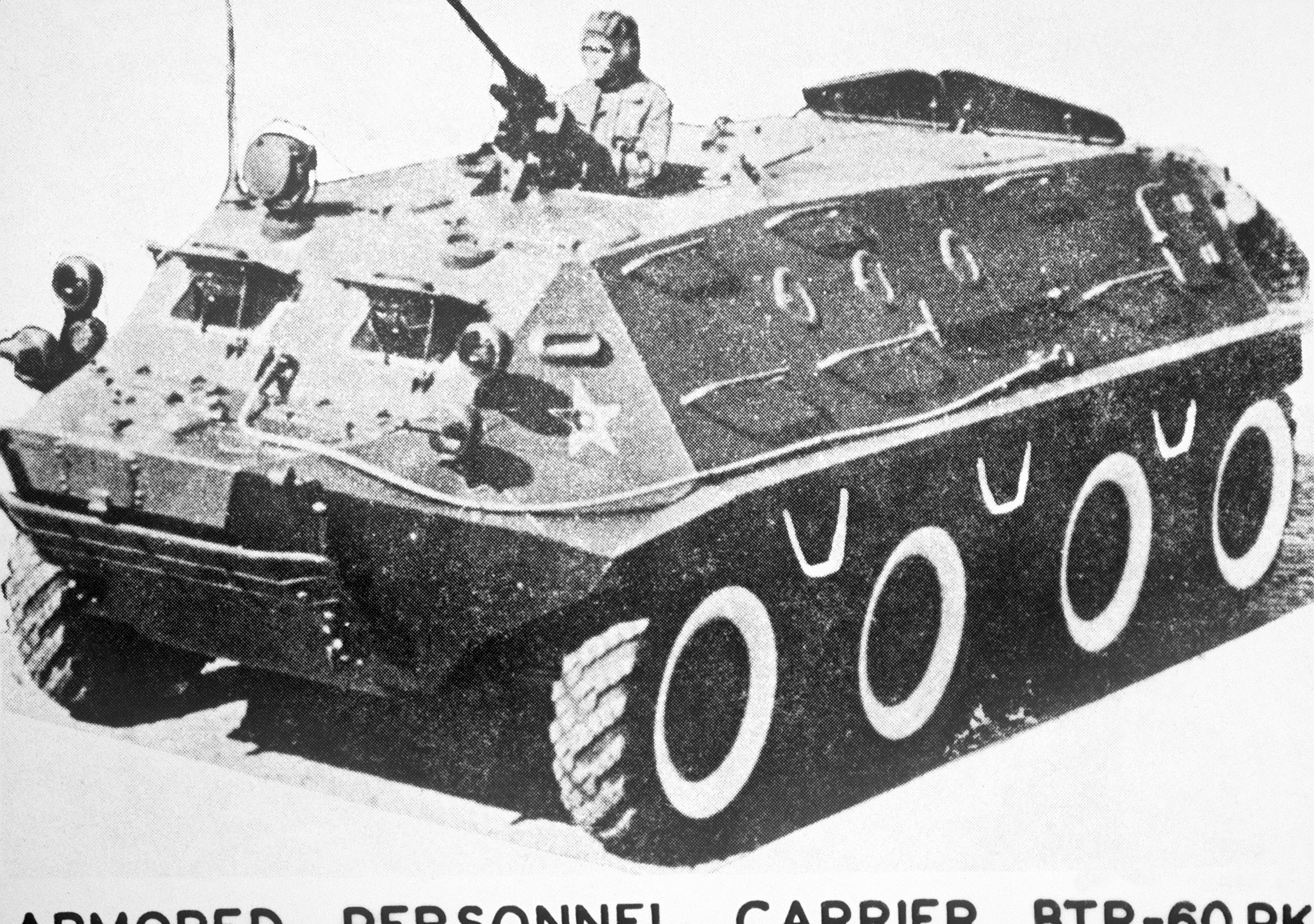
BTR-60PA
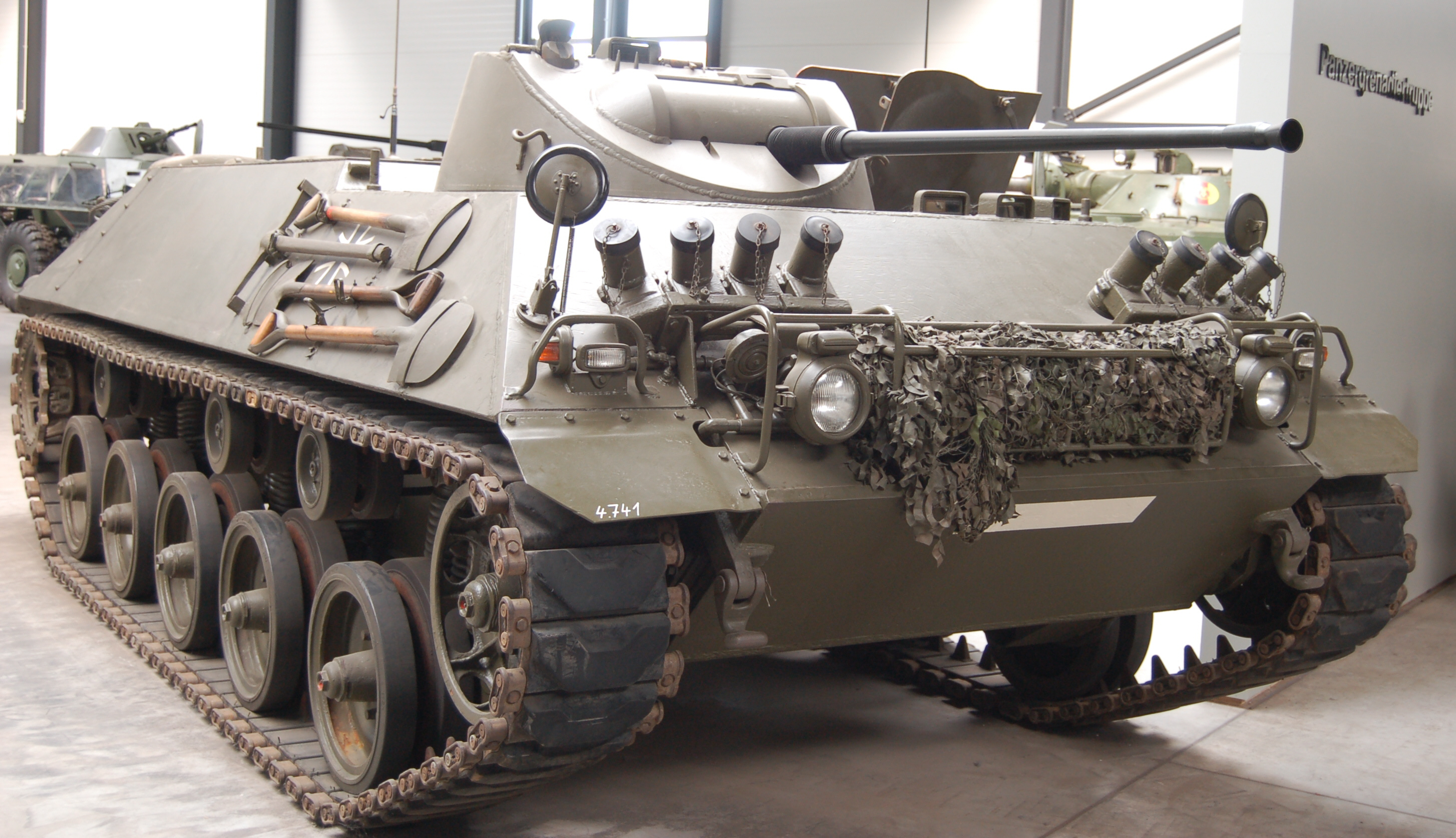
HS 30

#### 1960er Jahre
In den 1960er Jahren setzten sich diese Tendenzen fort. Der M113 wurde kontinuierlich weiterentwickelt und in großen Stückzahlen gebaut. Er findet sich bis heute in fast allen NATO-Armeen sowie fast allen aktuellen und ehemaligen verbündeten Armeen der USA. Auf Basis des M113 entstanden zahlreiche Aufklärungs- und Führungsfahrzeuge sowie verschiedene Waffenträger. Vom M113 und seinen Versionen wurden ungefähr 80.000 Fahrzeuge hergestellt. Der sowjetische MT-LB wurde als gepanzerte Artilleriezugmaschine entwickelt. Drei bis zehn Millimeter stark gepanzert und mit einem MG im Drehturm bewaffnet, eignete er sich jedoch durchaus als Transportpanzer. Im Gegensatz zum BTR-50 befand sich der Motor nun im Bug des Fahrzeuges, was den Einbau von Hecktüren wie beim amerikanischen M113 möglich machte. Eine Sonderrolle unter den Kettenfahrzeugen nimmt der LVTP-7 ein, der als amphibisches Fahrzeug für Landungsoperationen konstruiert wurde.
International wurden in diesem Zeitraum zahlreiche Radpanzer entwickelt. Dabei setzten sich zunächst drei- und vierachsige Fahrzeuge mit vorn liegender Antriebsanlage durch. Beispiele sind hier der tschechoslowakische OT-64 oder der niederländische YP-408. Bei dem ab 1961 in der Bundesrepublik Deutschland entwickelten TPz Fuchs handelt es sich um einen dreiachsigen Radpanzer. Trotz seiner Bezeichnung wurde er weniger als Transportfahrzeug für Infanterie als vielmehr als Träger für verschiedene Aufklärungs- und Führungssysteme genutzt.
Neu war der Trend zu kleineren Radpanzern, die auch als Spähfahrzeuge genutzt werden konnten. Außerdem waren diese Fahrzeuge auch für die Bekämpfung von Aufständen und Unruhen geeignet. Der amerikanische V-150 wurde für diese Aufgaben ab 1964 entwickelt. Wie auch bei anderen Transportpanzern üblich, wurden aus dem Typ Führungsfahrzeuge und Waffenträger abgeleitet.

#### 1970er Jahre
Auch in den 1970er Jahren blieben der M113 und der sowjetische BTR-60, ab 1971 vom verbesserten BTR-70 ergänzt, die weltweit dominierenden Transportpanzer.
Aus dem Transportpanzer mit Vollkettenfahrgestell hatte sich der stärker bewaffnete und meist auch stärker gepanzerte Schützenpanzer entwickelt, der in vielen Fällen das Kampffahrzeug der mechanisierten Infanterie wurde. Aufgrund hoher Beschaffungs- und Betriebskosten konnte die Infanterie nicht vollständig mit Schützenpanzern ausgerüstet werden, so dass mechanisierte Verbände sowohl mit Transport-, als auch mit Schützenpanzern ausgestattet wurden.
Auch bei Vollkettenfahrzeugen setzte ein Trend zu möglichst universell einsetzbaren Fahrzeugen ein. Ein Beispiel ist der FV103 Spartan, der aus der Combat Vehicle Reconnaissance (Tracked) entstand. Andere Fahrzeuge der Familie sind beispielsweise der FV106 Samson oder FV107 Scimitar.
Der Trend zur Entwicklung kleinerer, universell einsetzbarer Radpanzer setzte sich fort. Ein Beispiel dafür ist der ab 1979 in Österreich entwickelte Pandur oder der Schweizer Mowag Piranha, die jeweils die Basis für eine ganze Fahrzeugfamilie bildeten. Gleiches trifft auf das französische Véhicule de l’avant blindé, abgekürzt VAB, zu. Auch Staaten, die über keine oder nur eine schwach entwickelte Rüstungsindustrie besaßen wie Spanien oder Portugal, entwickelten leichte Radpanzer. Begünstigt wurde dies nicht zuletzt durch die Möglichkeit des Exportes dieser preiswerten Fahrzeuge in zahlreiche Staaten der Dritten Welt. Der Saxon war ebenfalls ein leichterer Radpanzer. Mit den ersten Exemplaren wurden ab 1983 die mechanisierten Infanteriebataillone der Britischen Rheinarmee ausgerüstet.

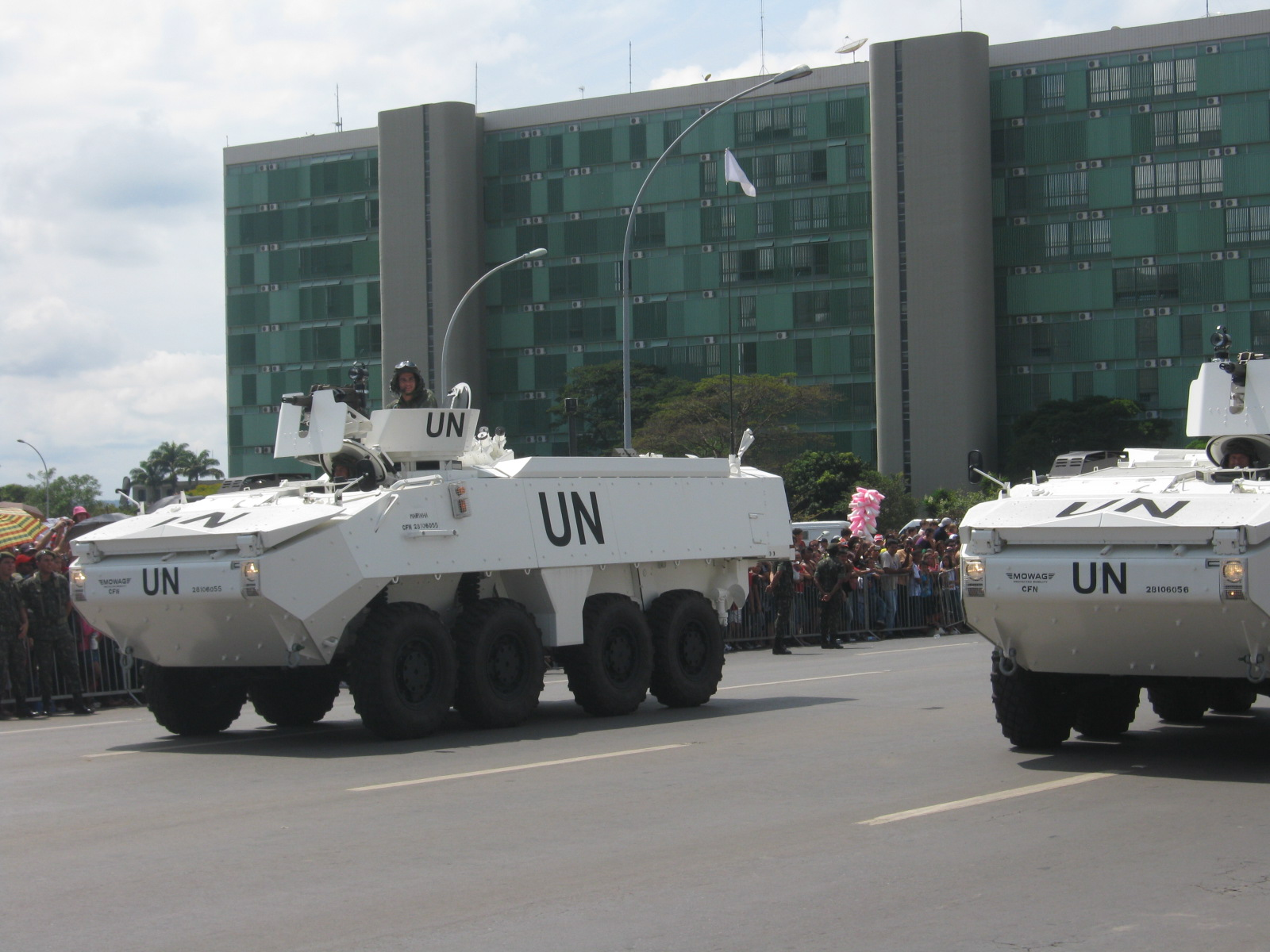
Piranha
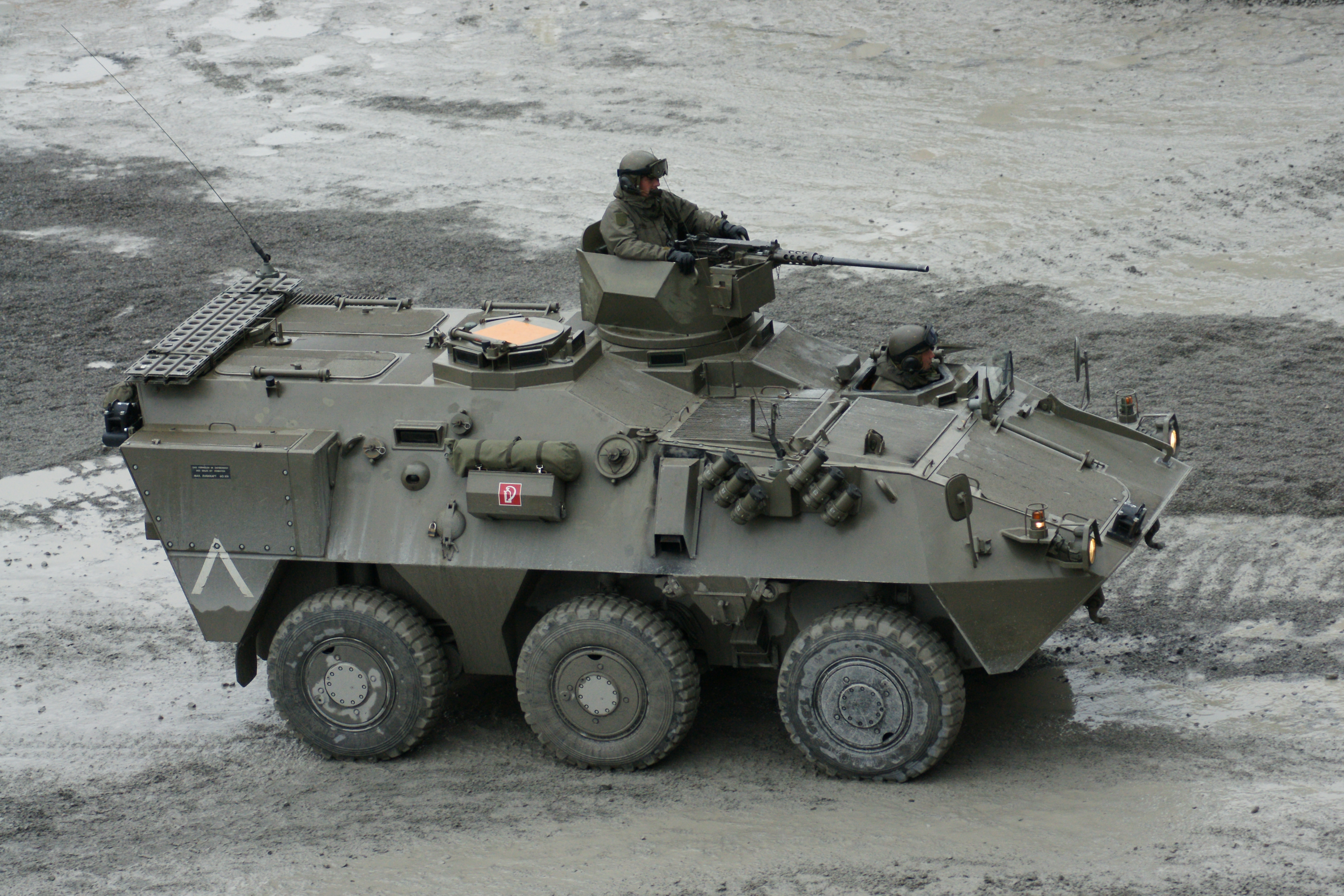
Pandur
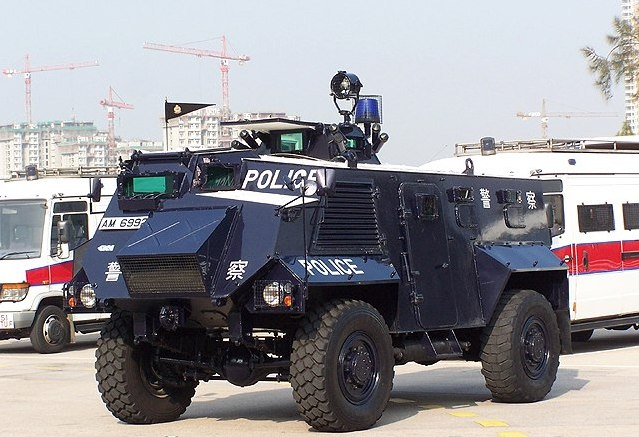
Saxon

#### 1980er Jahre

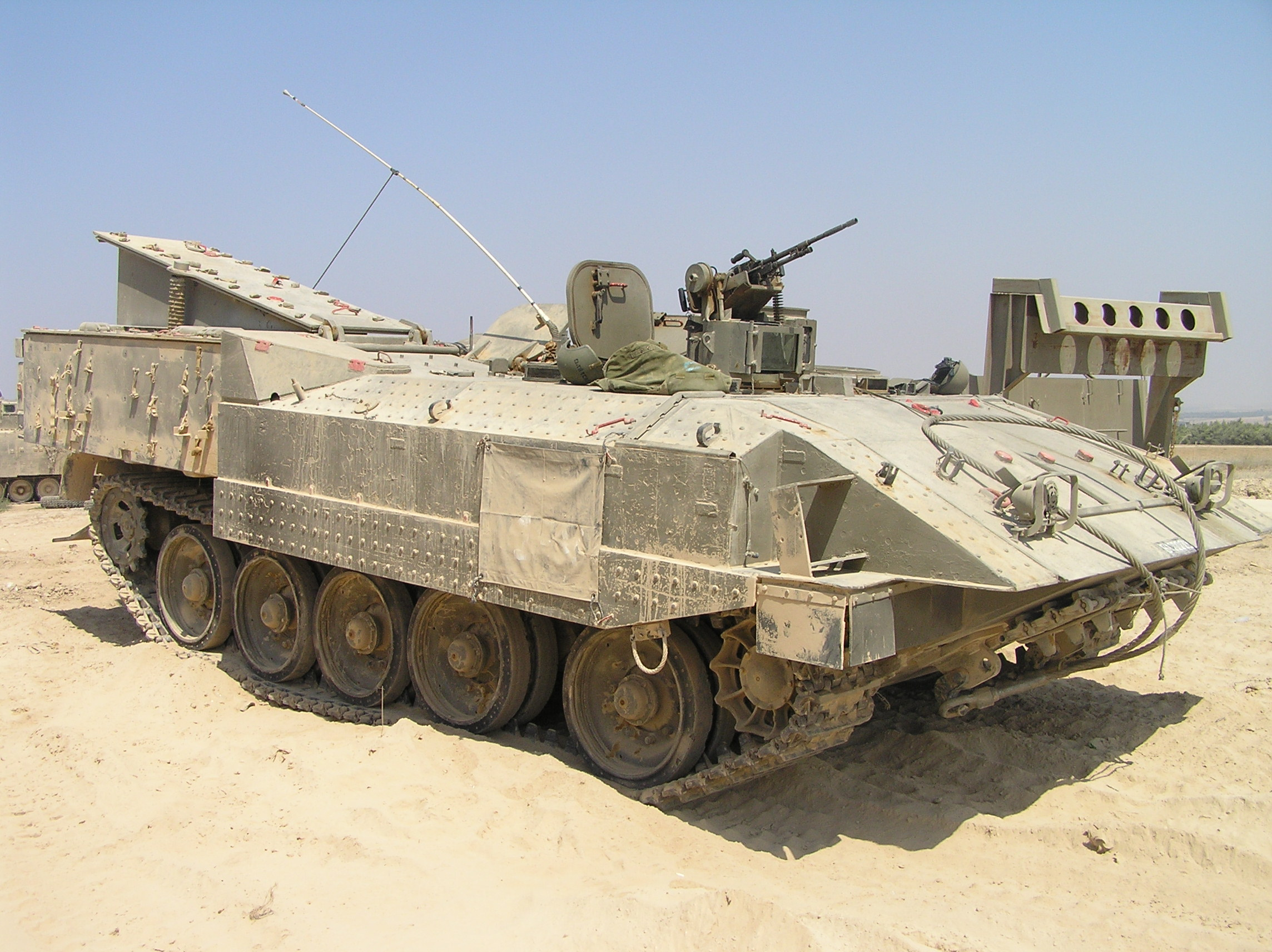
Achzarit

Neben dem M113, der aufgrund seiner Verbreitung eine Sonderrolle einnimmt, hatte sich am Ende der 1980er der mehrachsige Radpanzer als Standard für Transportpanzer etabliert. Ausreichend geländegängig, bewaffnet und gepanzert, fand er weltweit breite Verbreitung.
In den 1980er Jahren entwickelte sich die Tendenz, aus stärker bewaffneten Schützenpanzern oder Aufklärungsfahrzeugen Transportpanzer abzuleiten, Beispiel ist hier der M3A1. Allgemein werden Kettenfahrzeuge dieser Klasse universell als Transportpanzer, Aufklärungsfahrzeug, Artilleriezugmittel und Waffenträger eingesetzt. Teilweise wurden auch Transportpanzer mit stärkeren Waffen ausgerüstet. So erhielt der LAV-25 eine 25-mm-Maschinenkanone.
Eine Besonderheit stellen die aus stärker gepanzerten Fahrzeugen abgeleiteten Transportpanzer dar. Der israelische Transportpanzer Achzarit wurde aus erbeuteten arabischen Panzern sowjetischer Produktion umgebaut. Trotz seiner starken Panzerung ist er nur mit Maschinengewehren bewaffnet und damit definitionsgemäß ein Transportpanzer. Beim OT-90 wurde das Chassis des Schützenpanzers BMP-1 mit einem kleinen Drehturm kombiniert, der ein Maschinengewehr als Bewaffnung aufnimmt. Einen ähnlichen Weg ging man in Bulgarien, wo man das Chassis der 122-mm-Sfl 2S1 mit dem Turm des BMP-2 kombinierte.

#### Typen

Ungarn
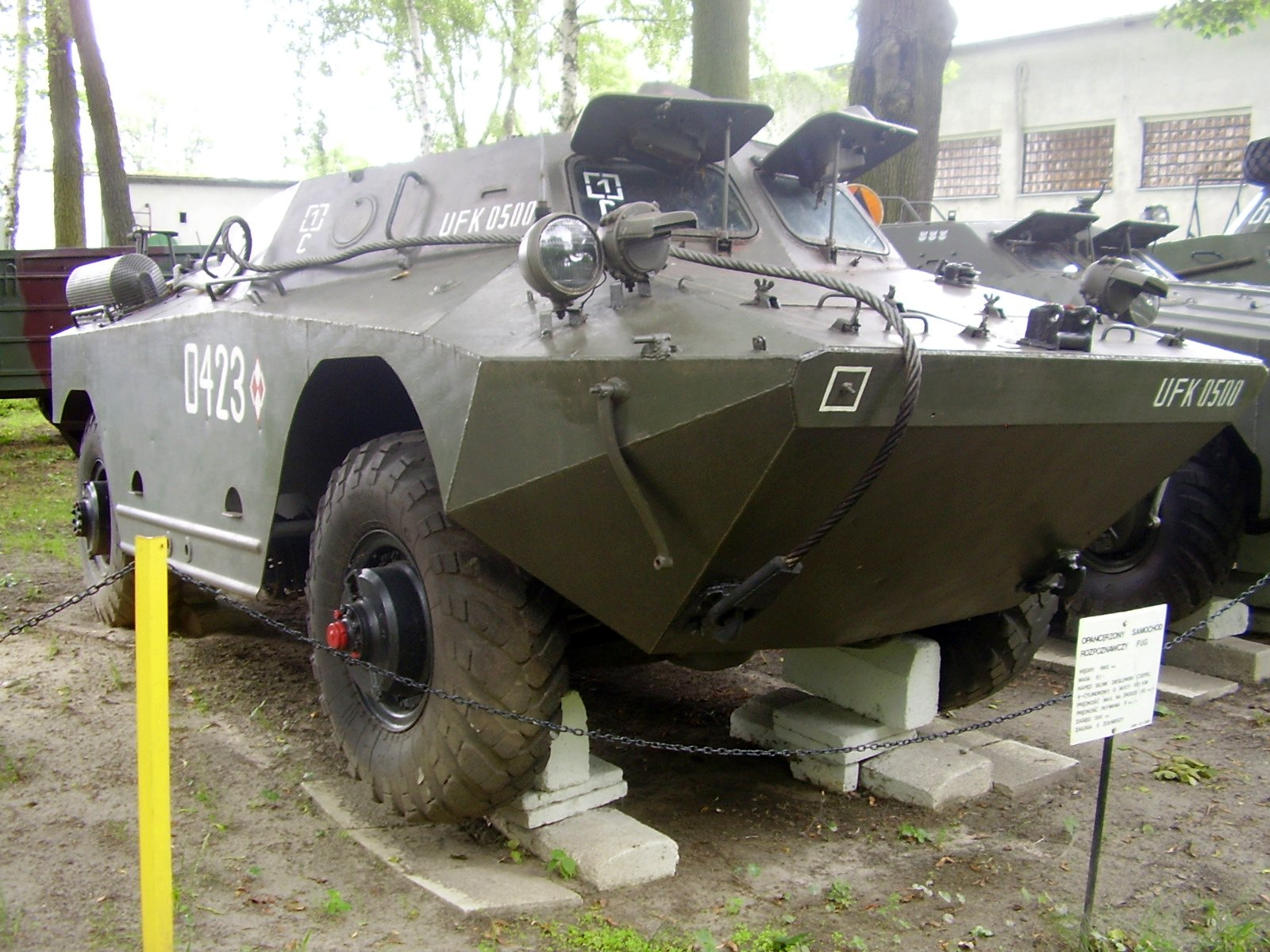
FUG D-422
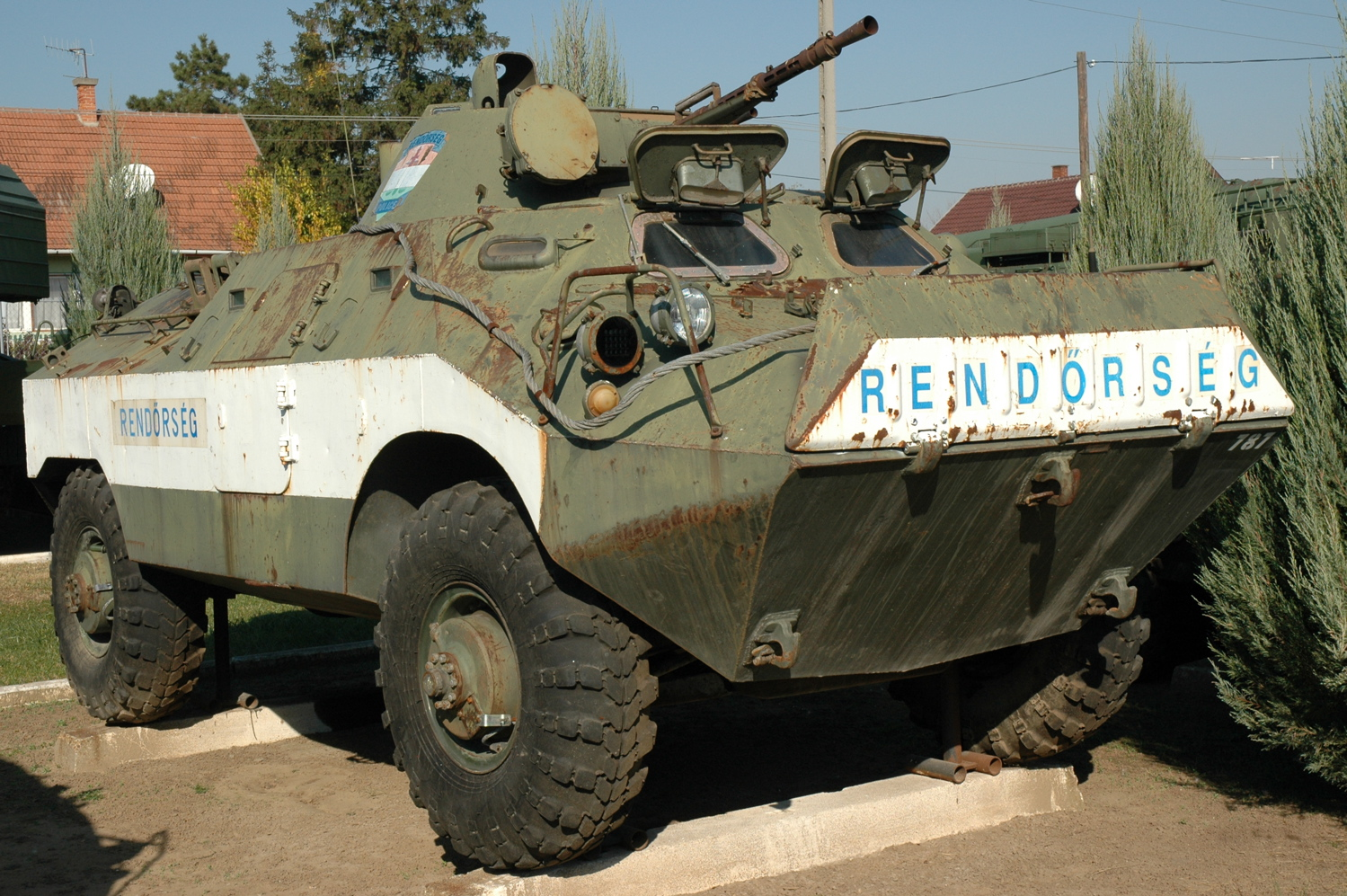
PSZH

Rumänien
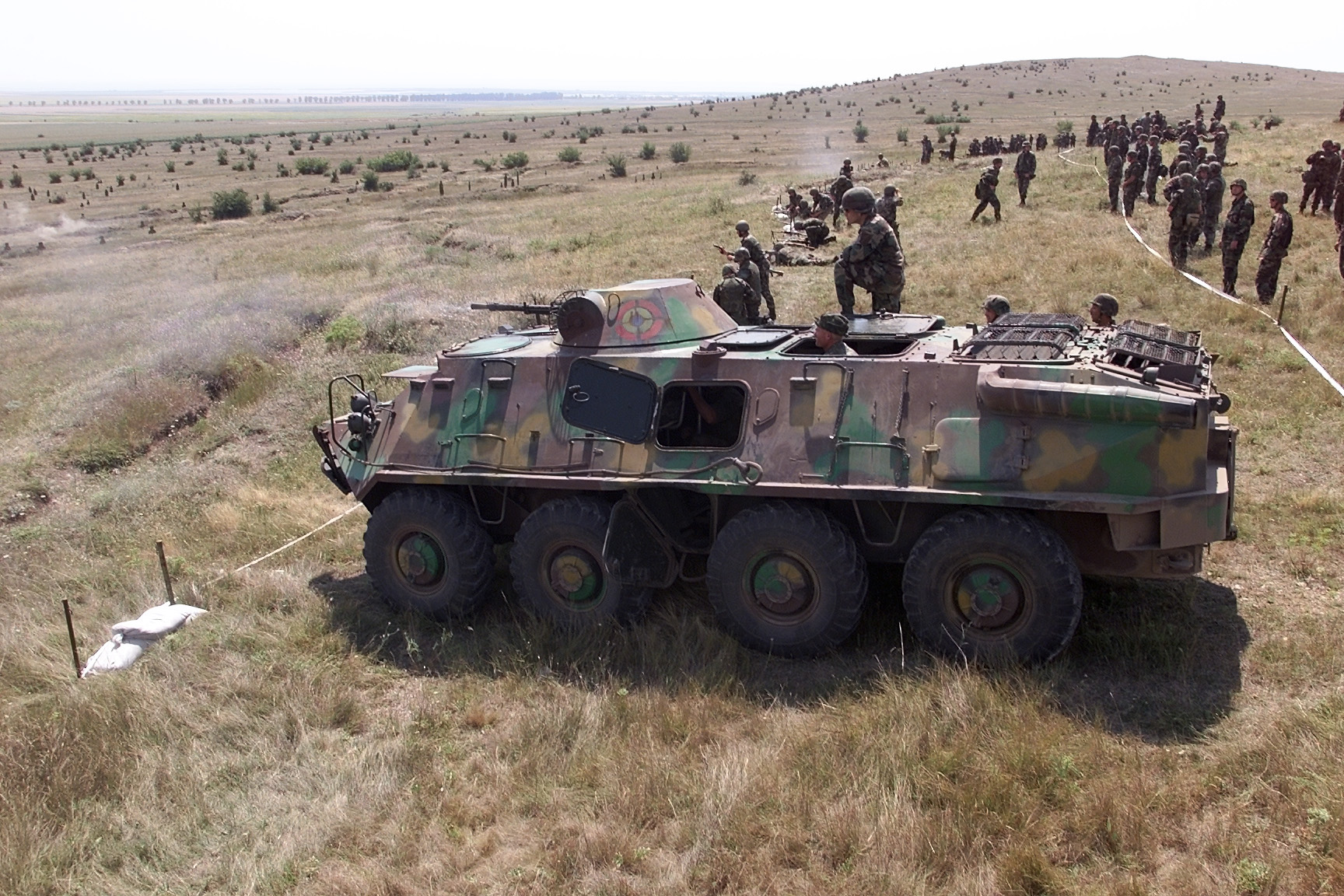
TAB-71M
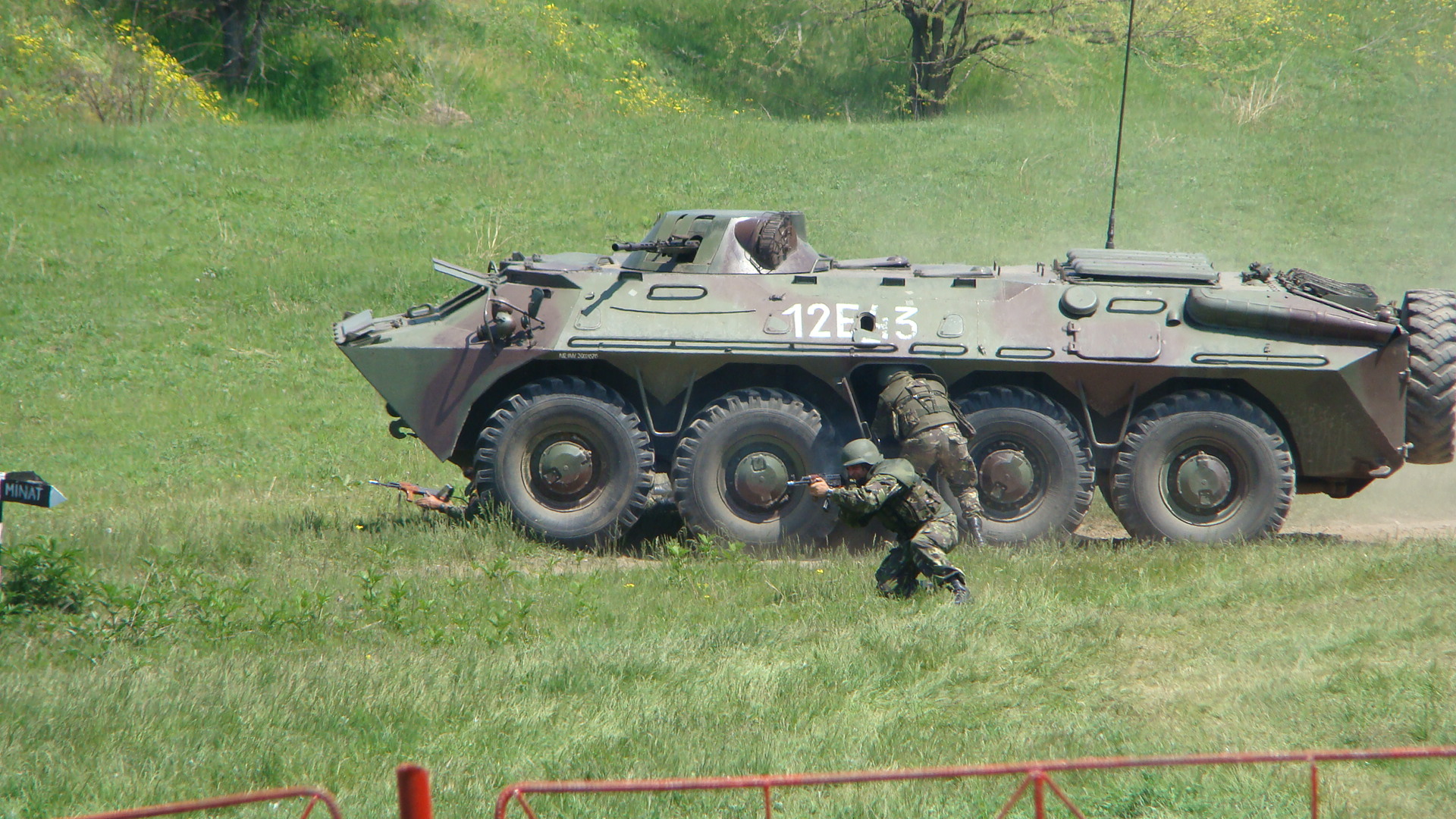
TAB-77
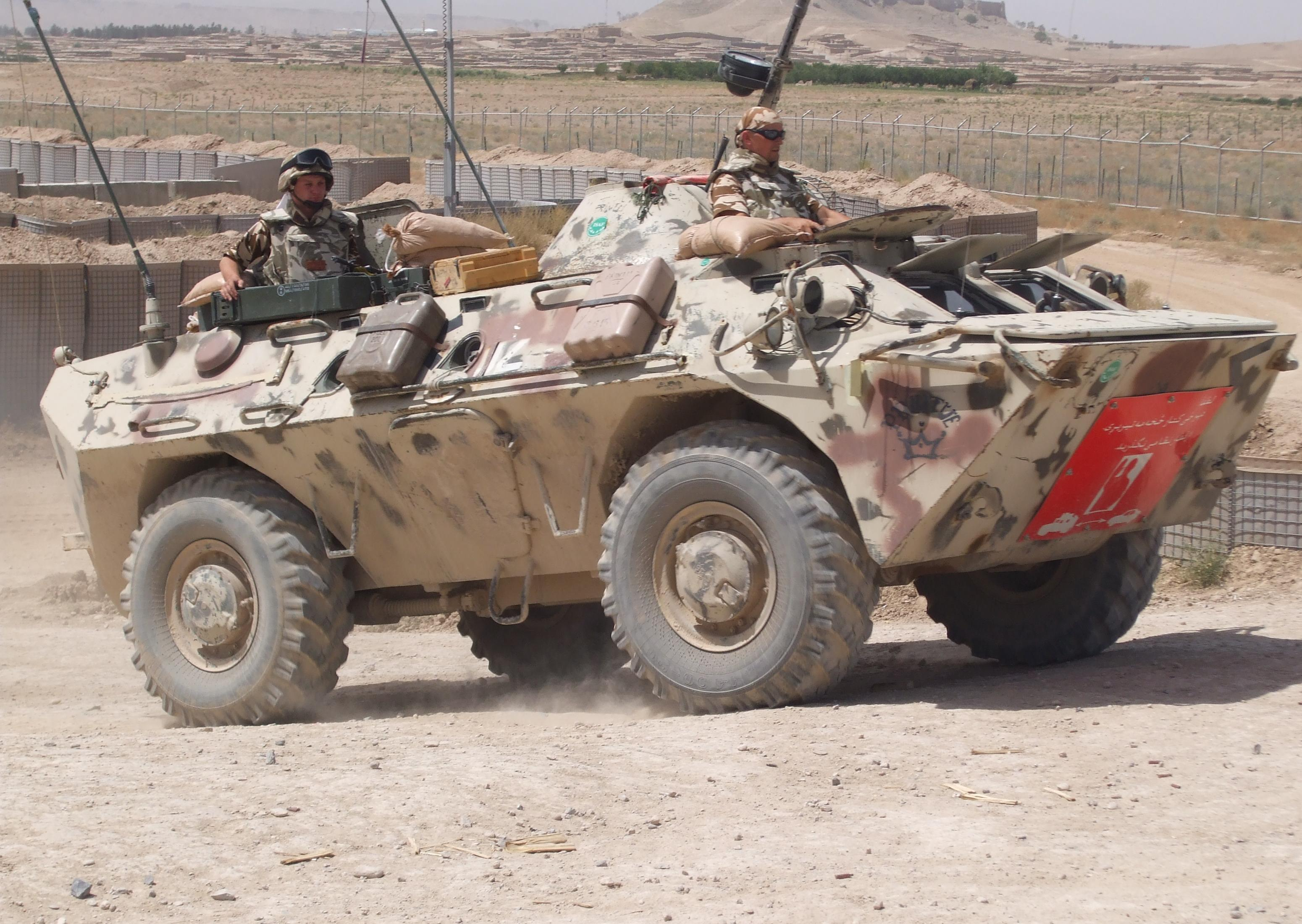
TABC-79
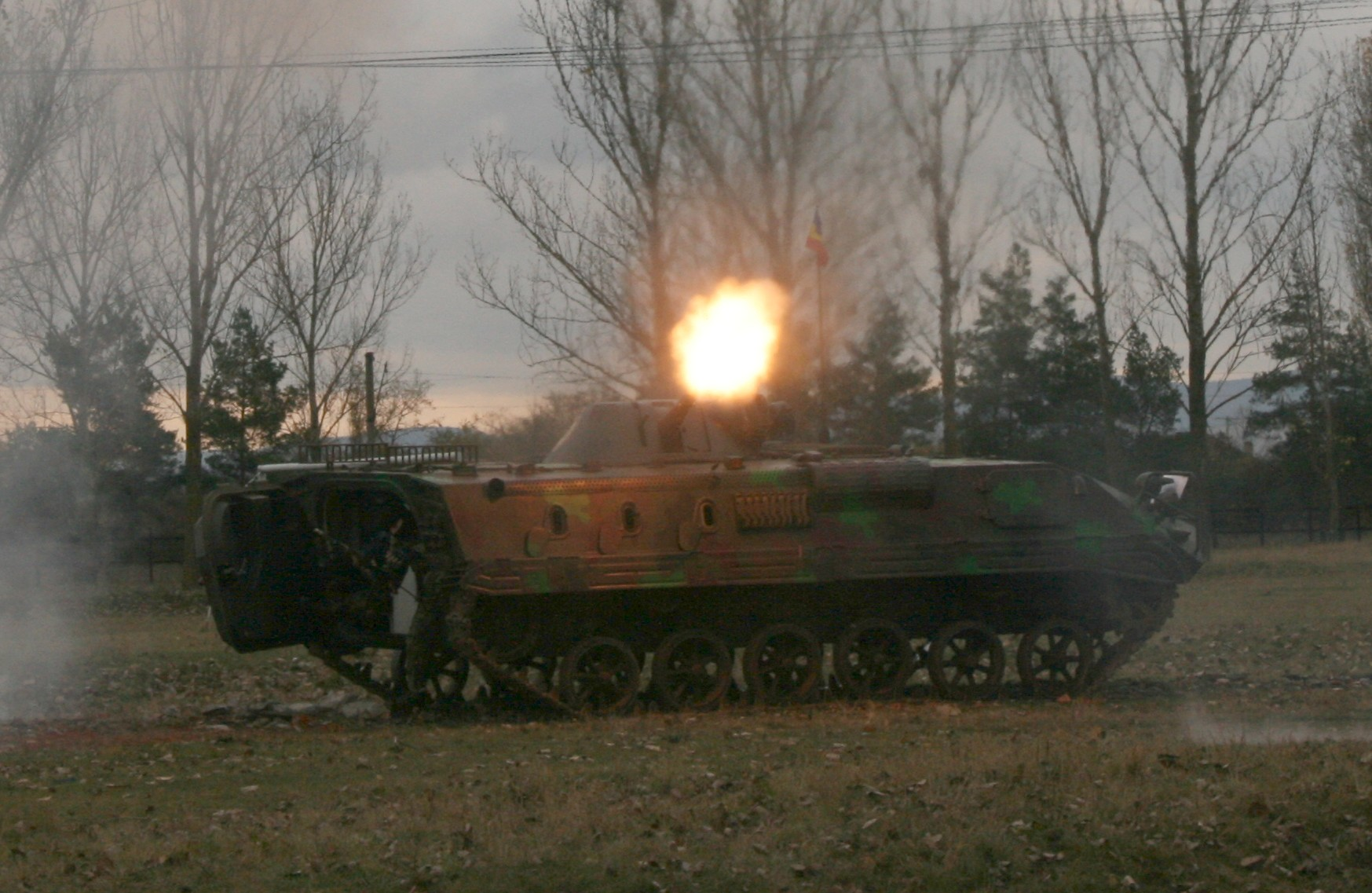
MLVM

USA/Kanada
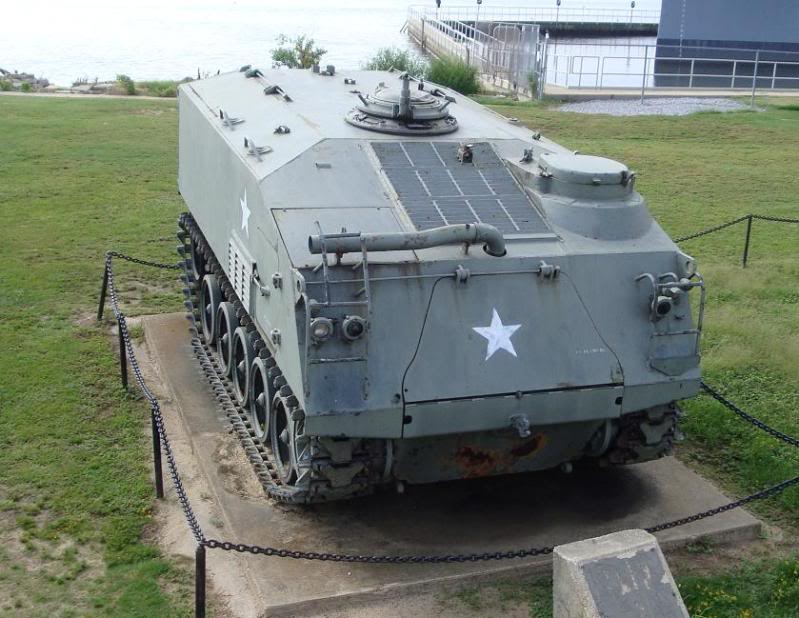
M75
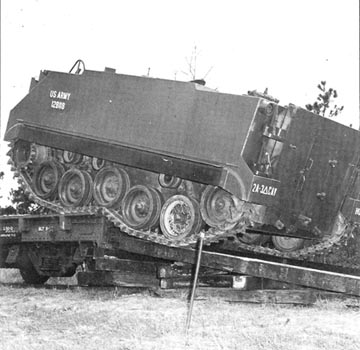
M59
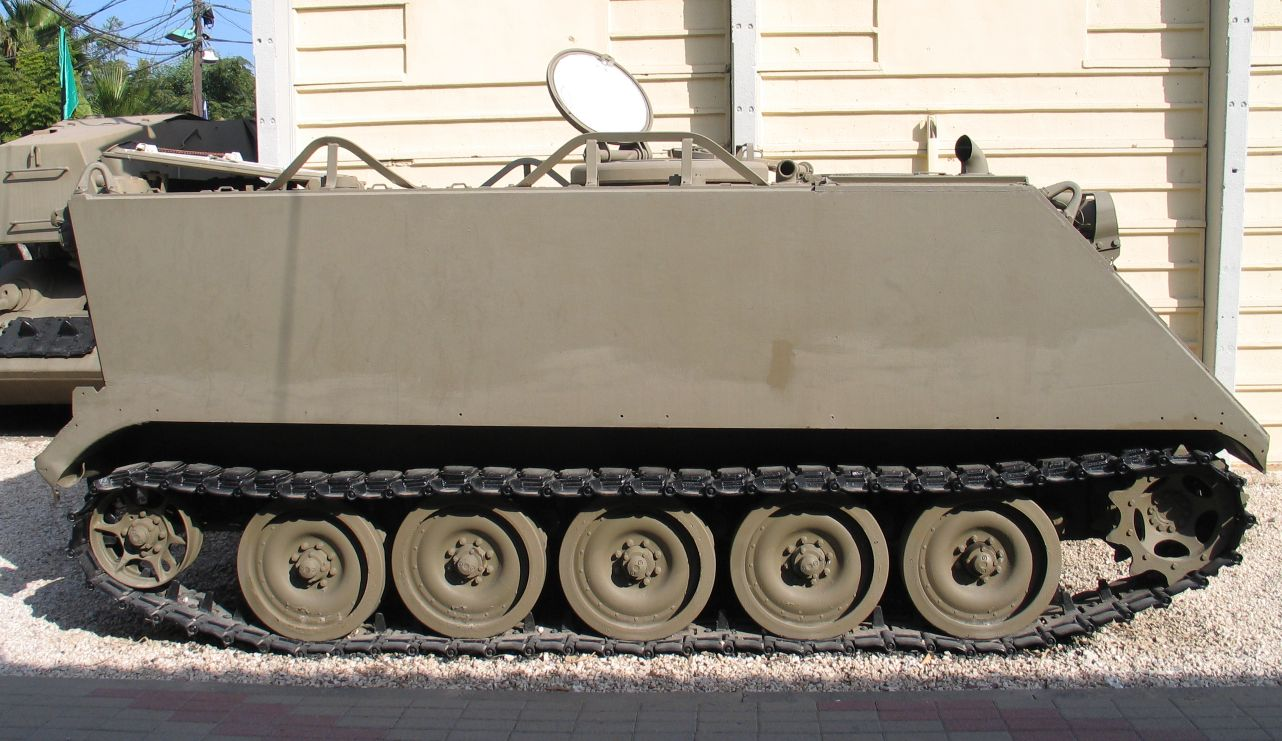
M113
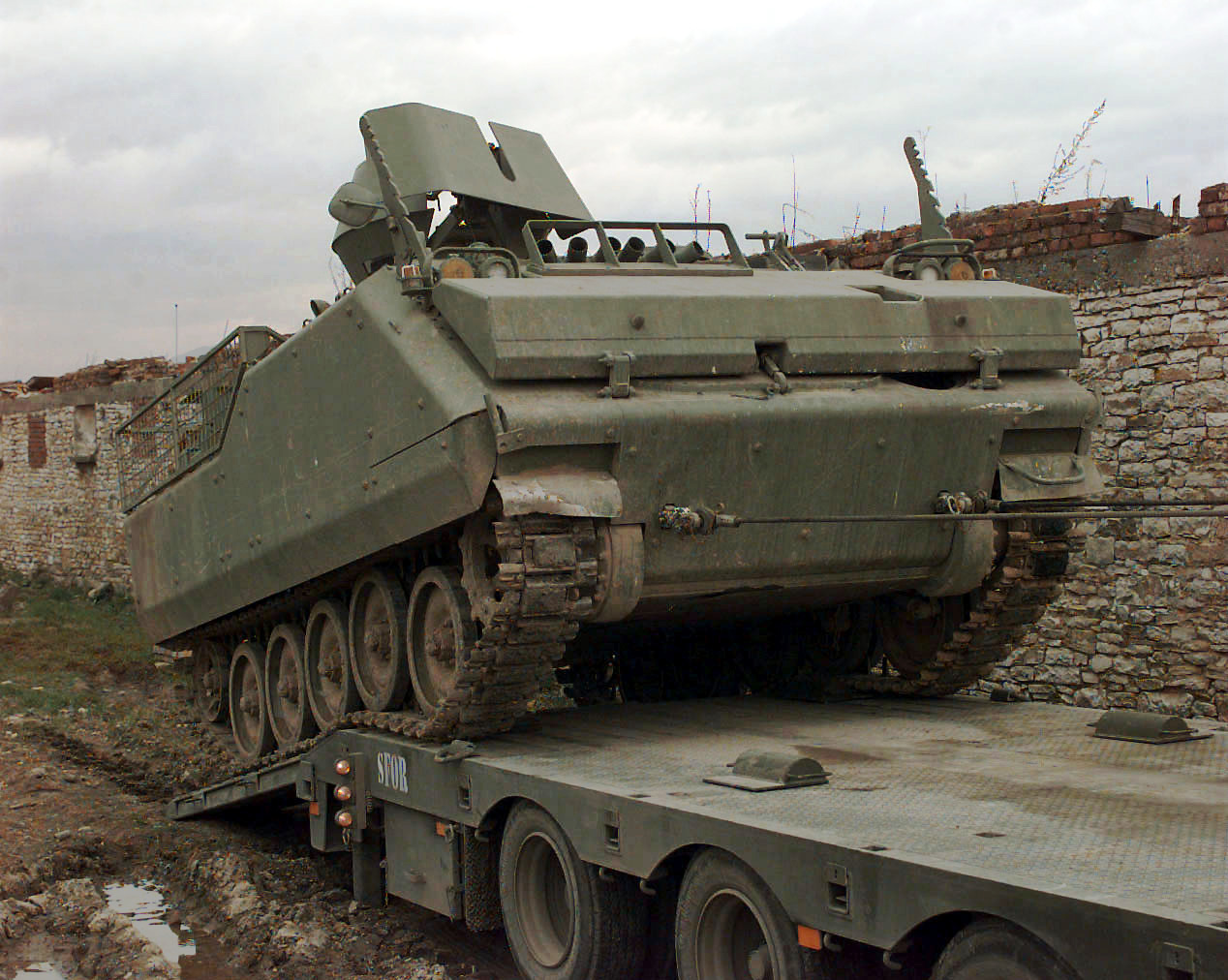
YPR-765
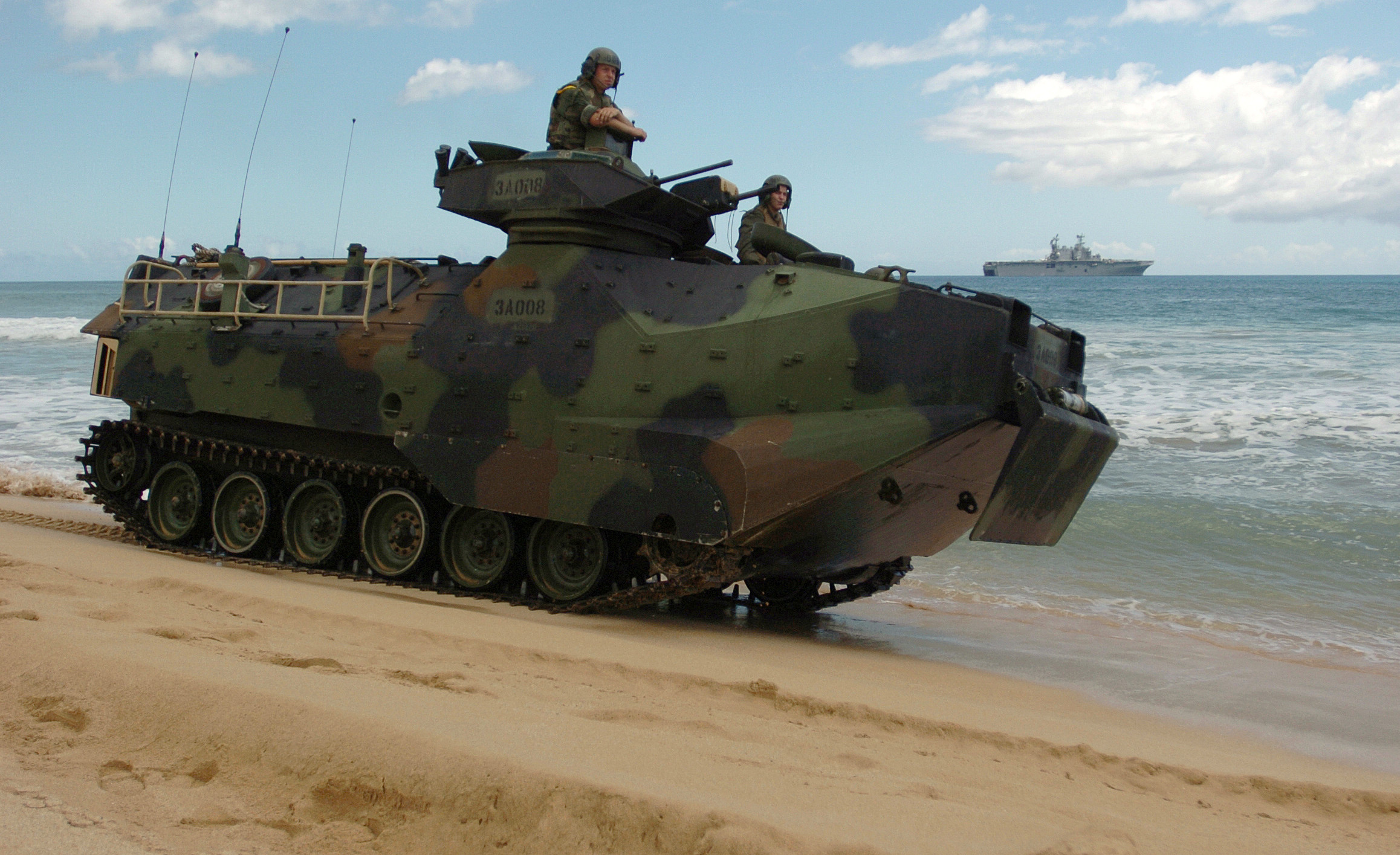
LVTP-7
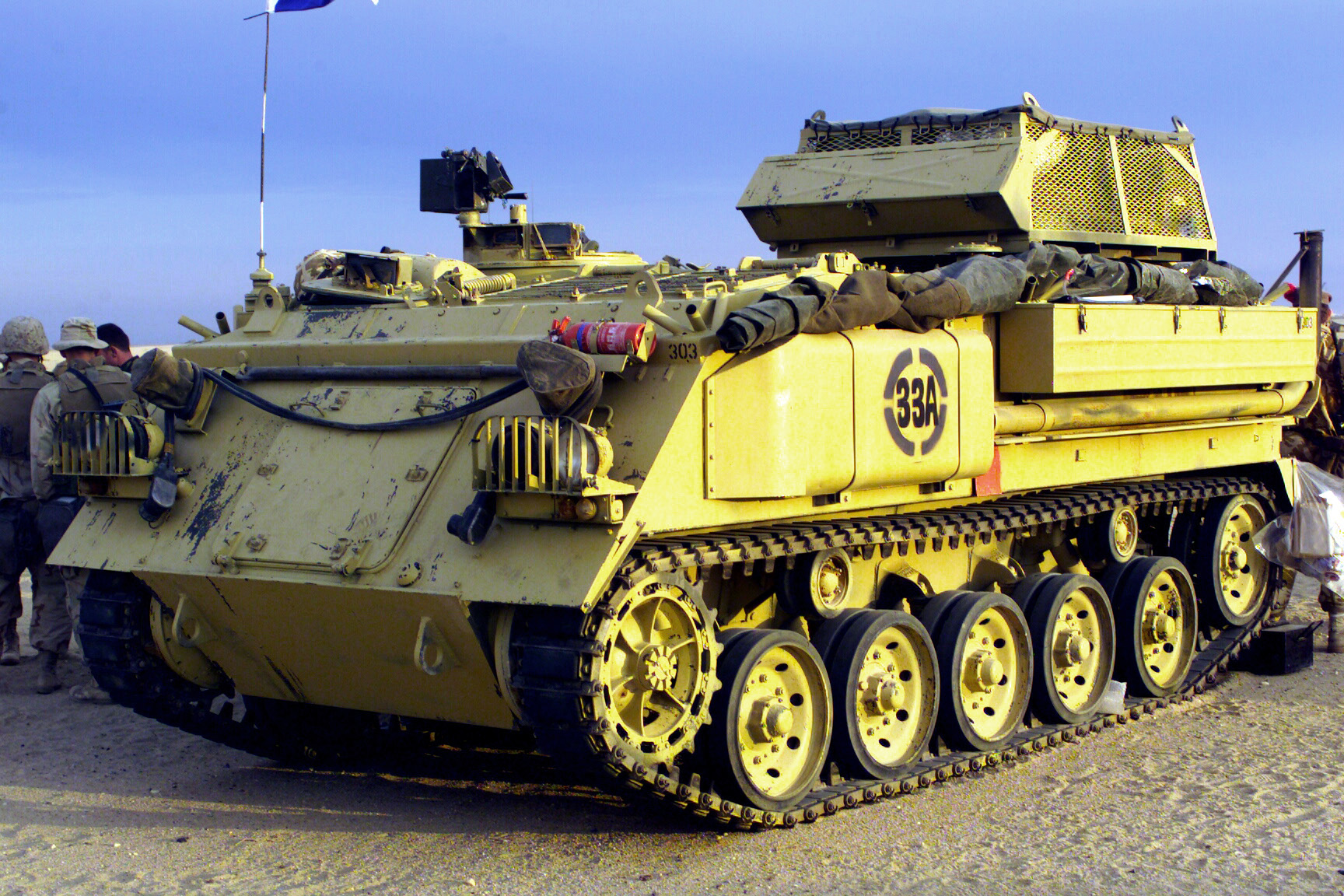
AFV 432
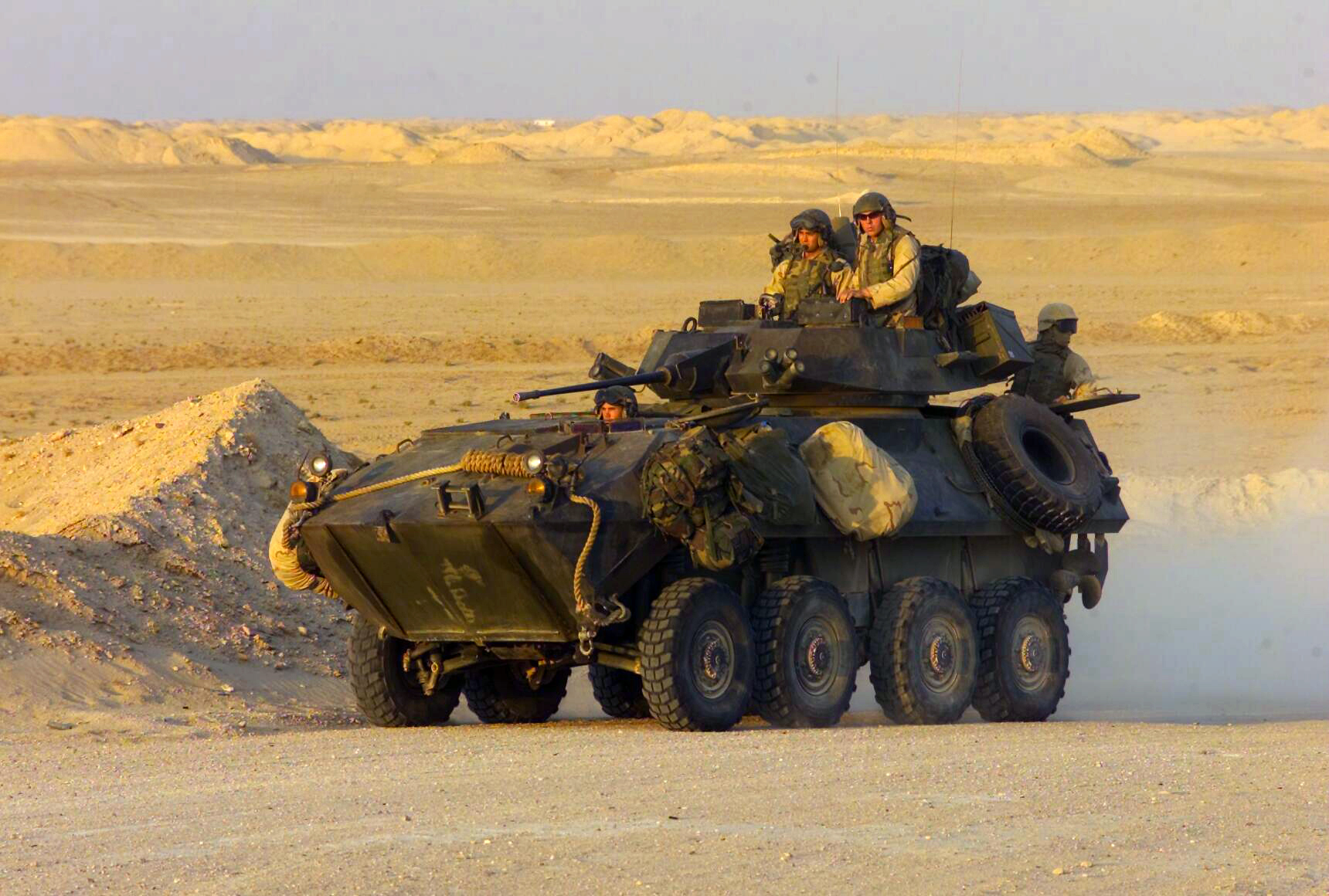
Grizzly
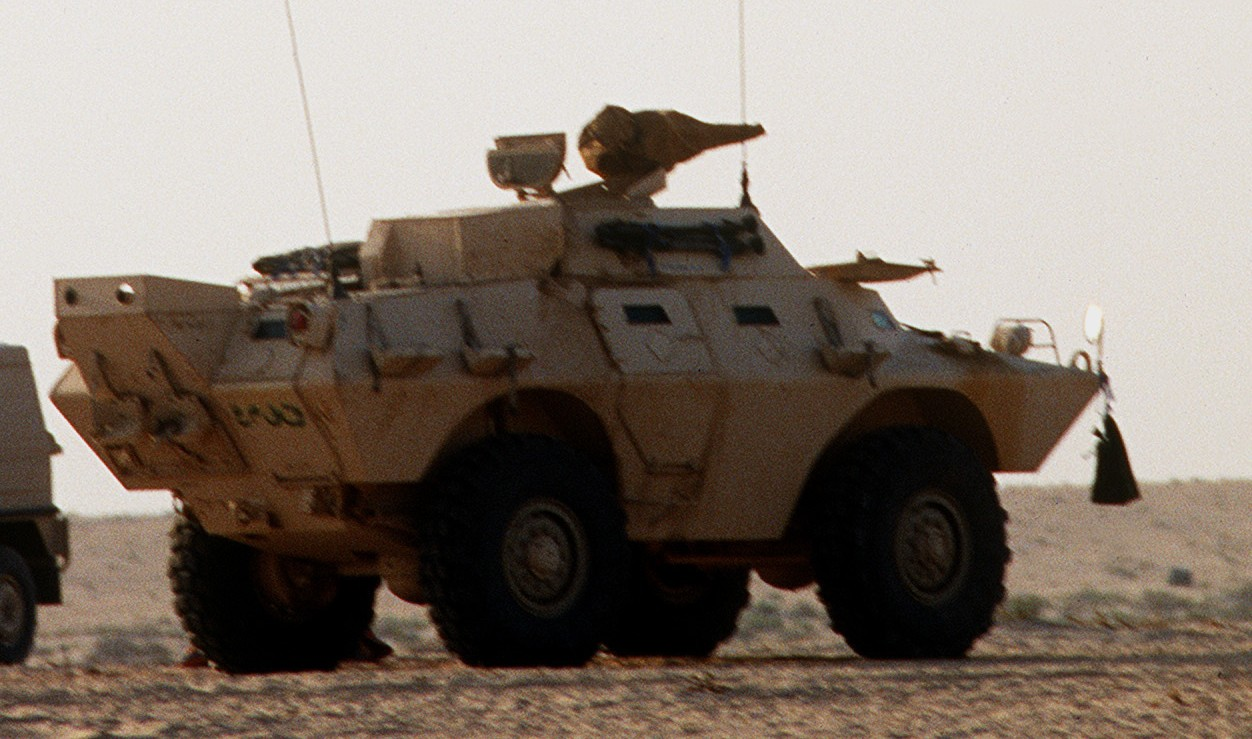
V 150

Frankreich
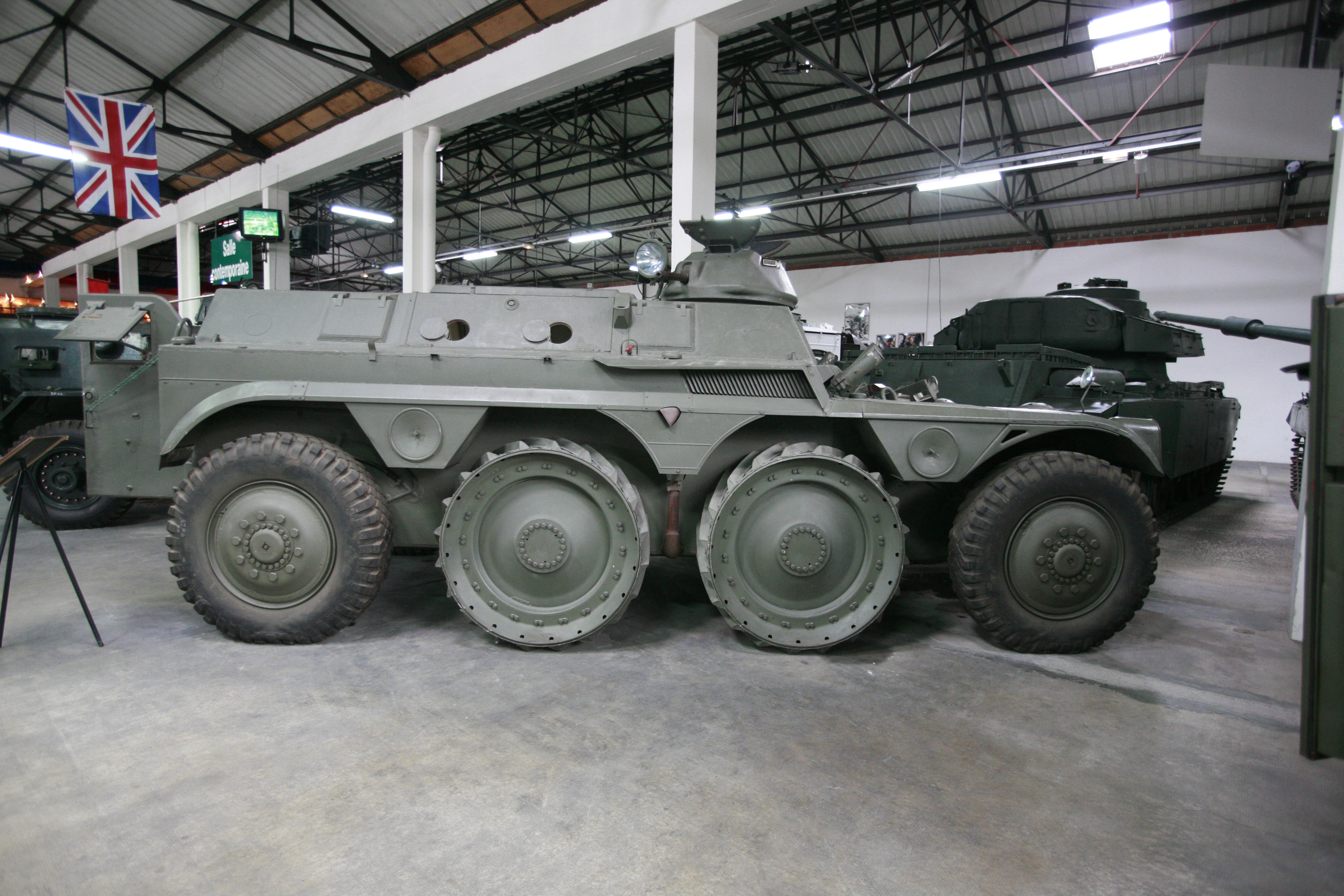
EBR ETT
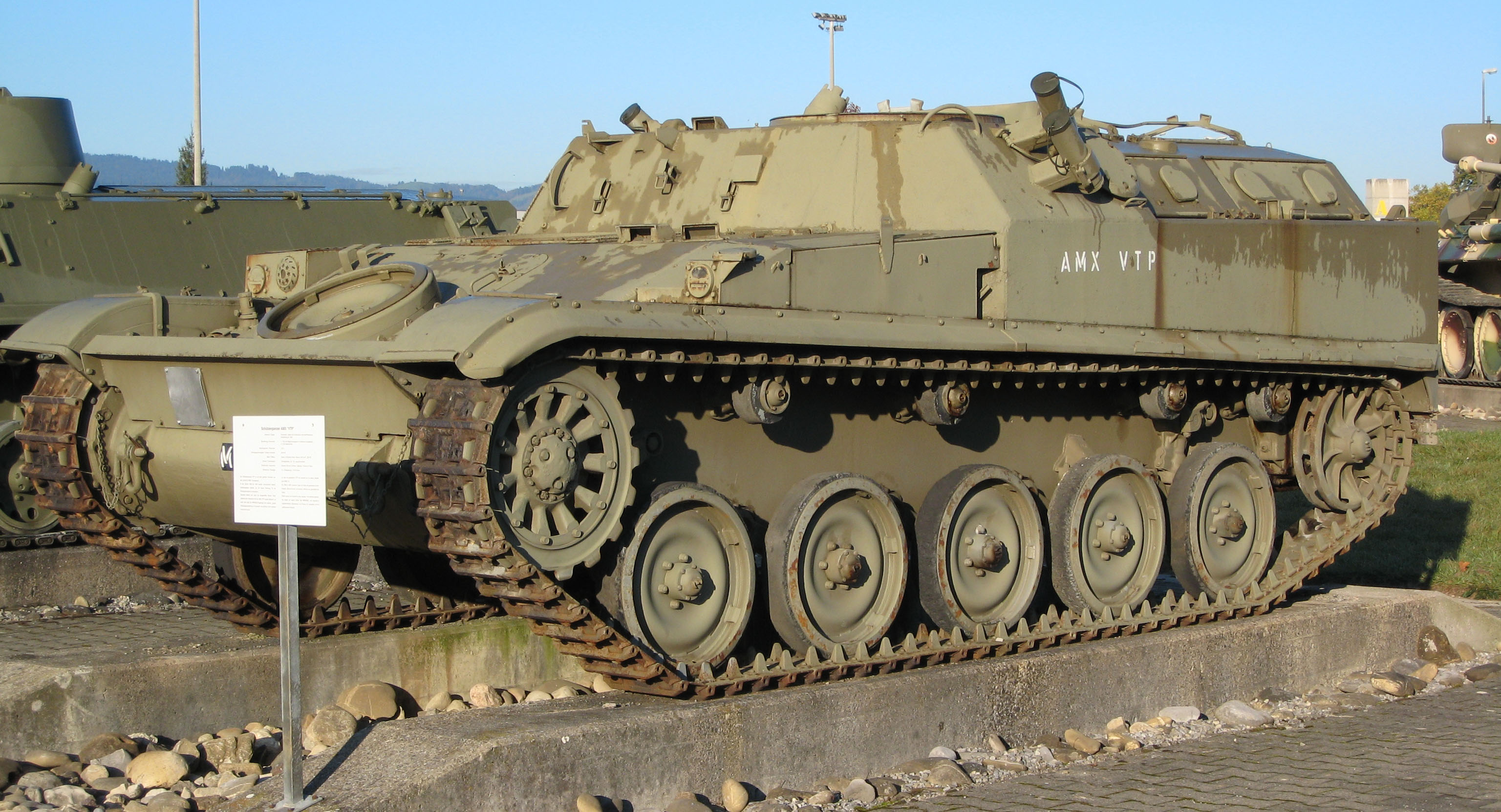
AMX-13VTP
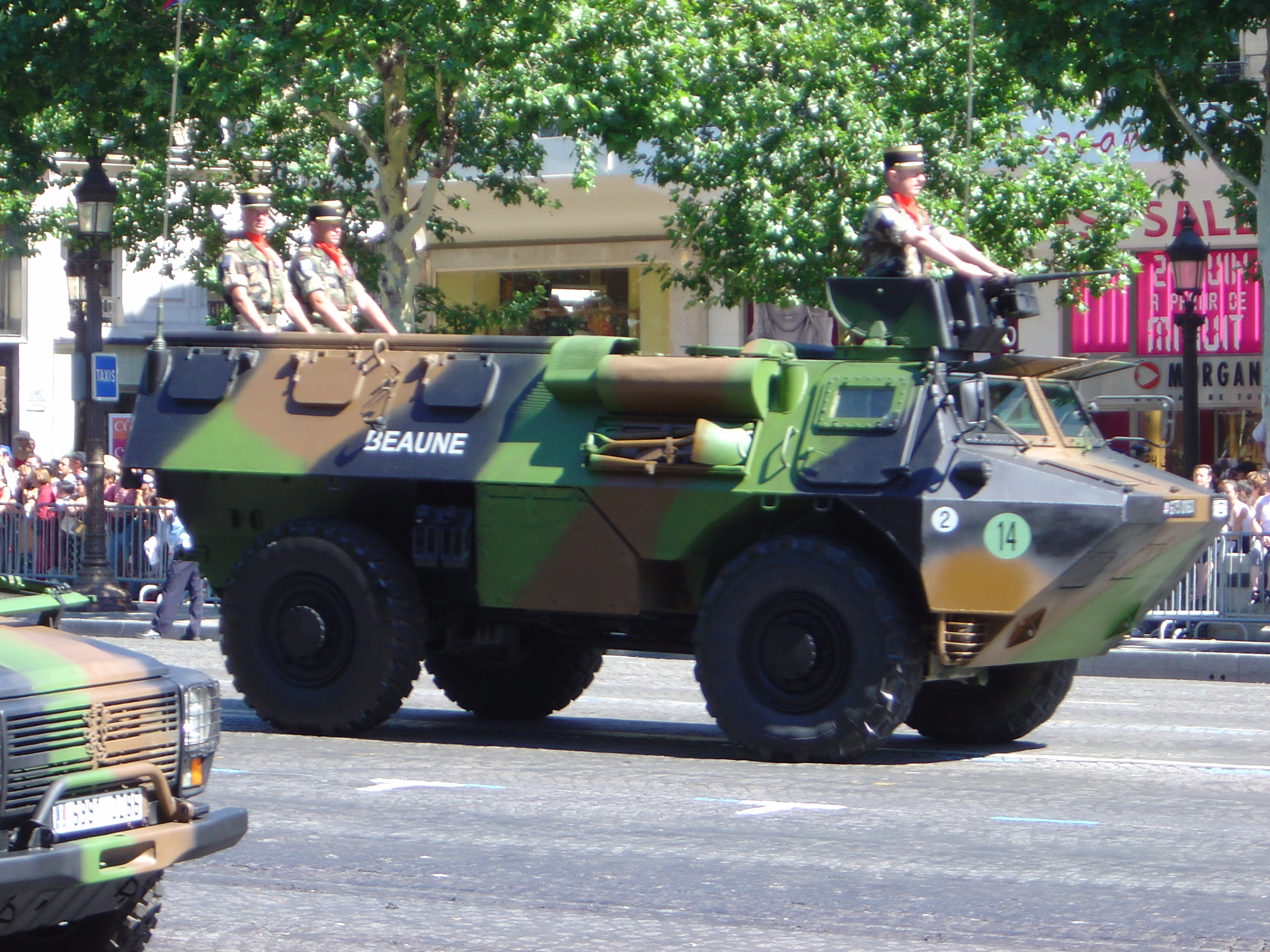
VAB

diverse
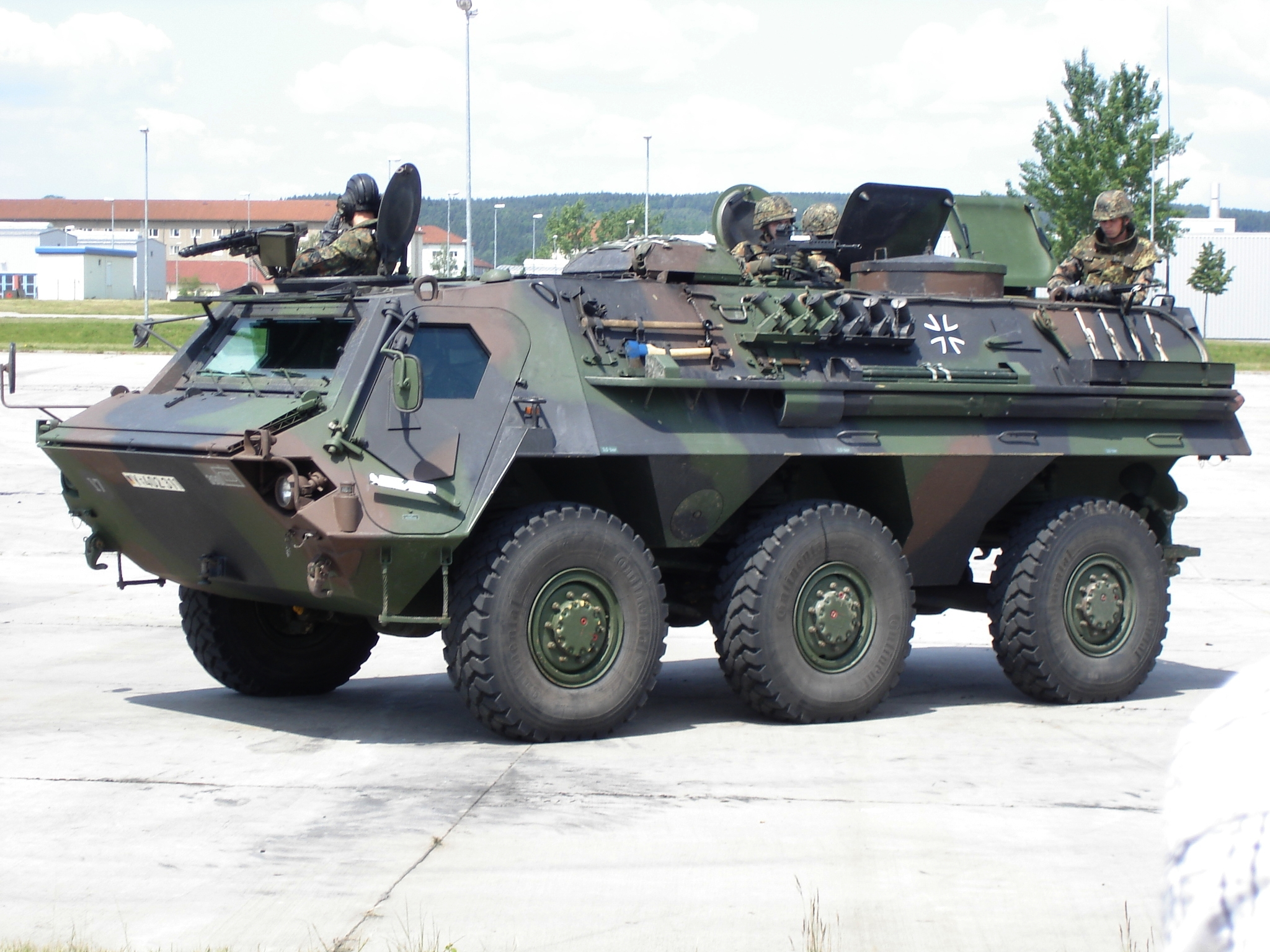
TPz Fuchs
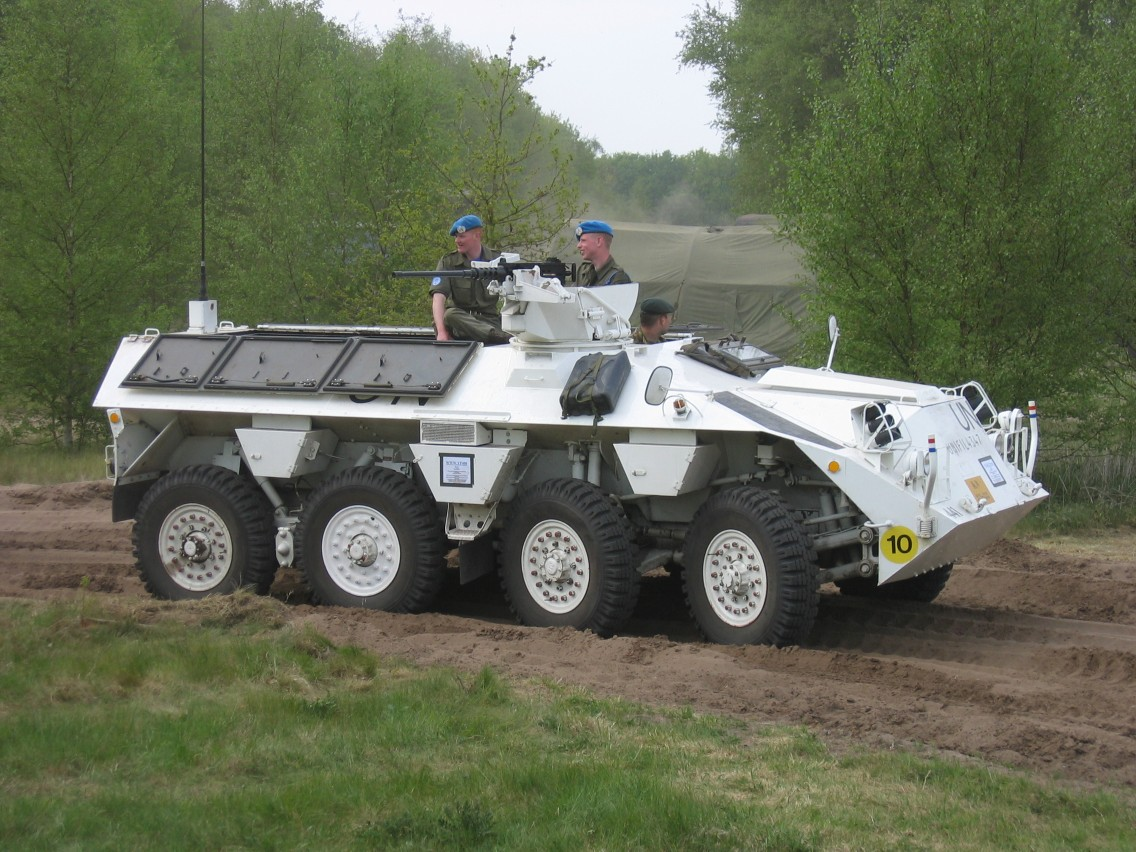
YP 408
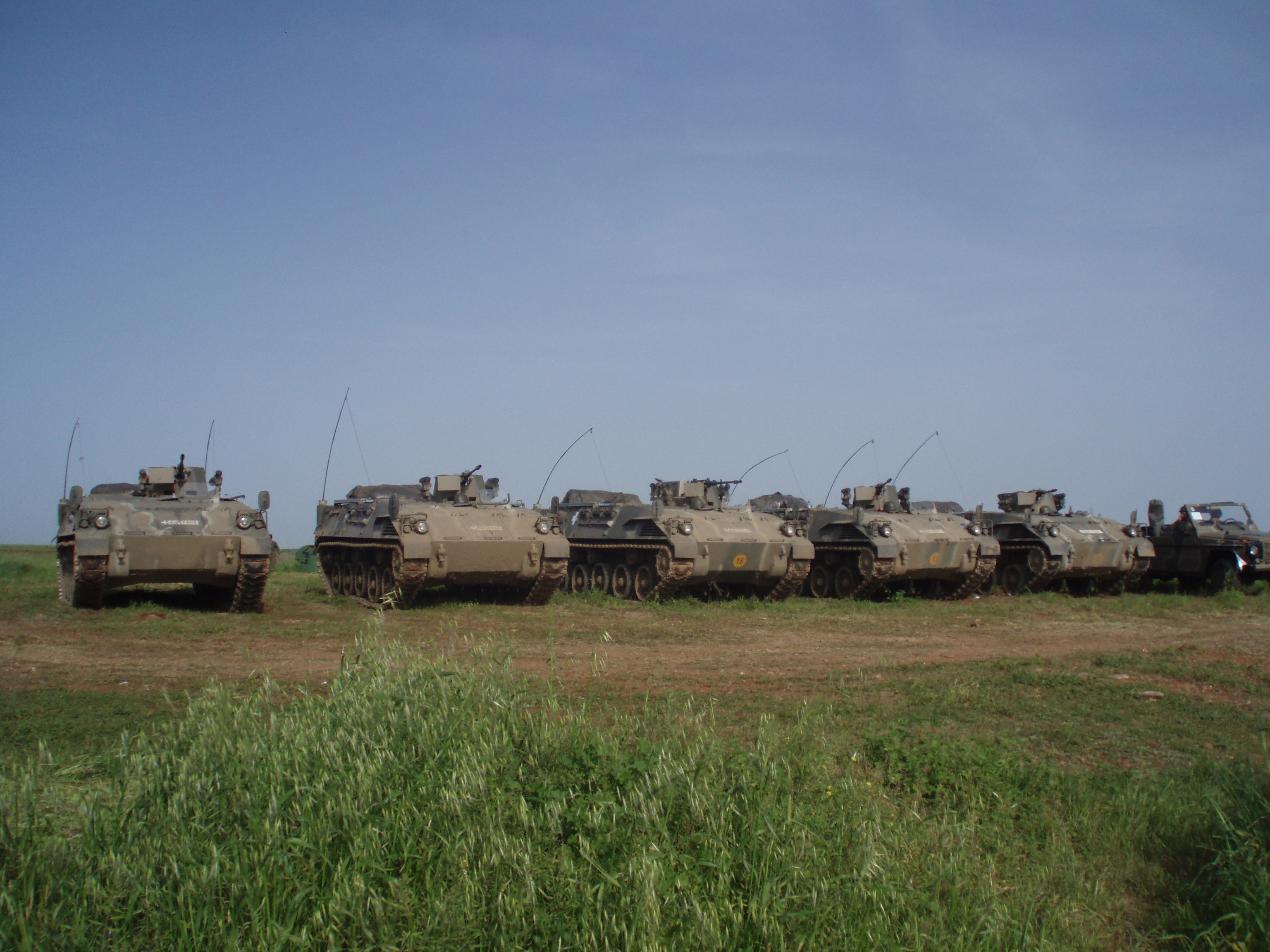
Leonidas
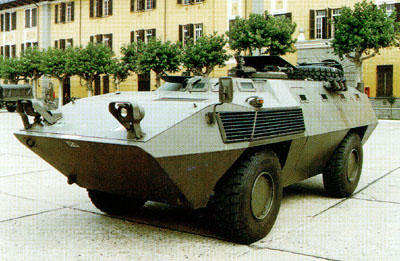
Fiat 6614
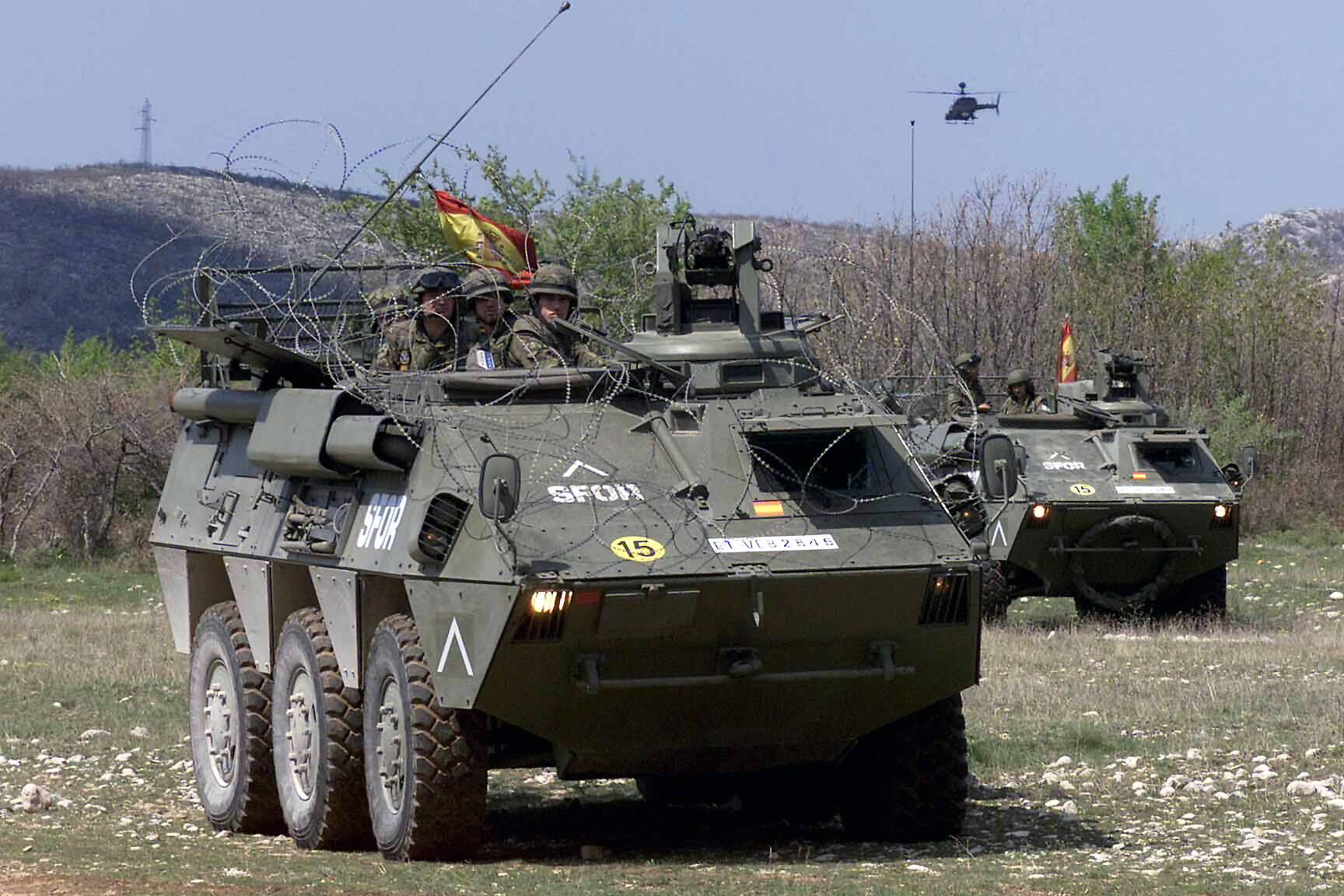
BMR-600
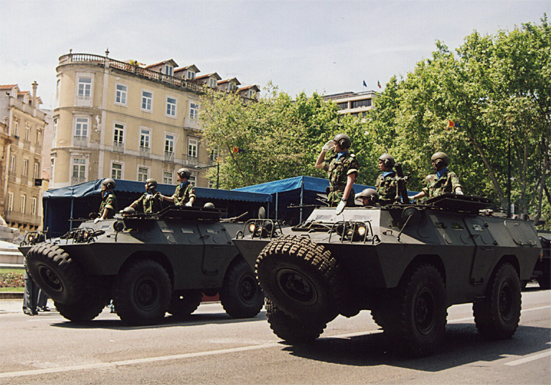
Chaimite V200

Das Protokoll über vorhandene Typen konventioneller Waffen und Ausrüstungen führt folgende gepanzerte Mannschaftstransportwagen auf:

CSSR
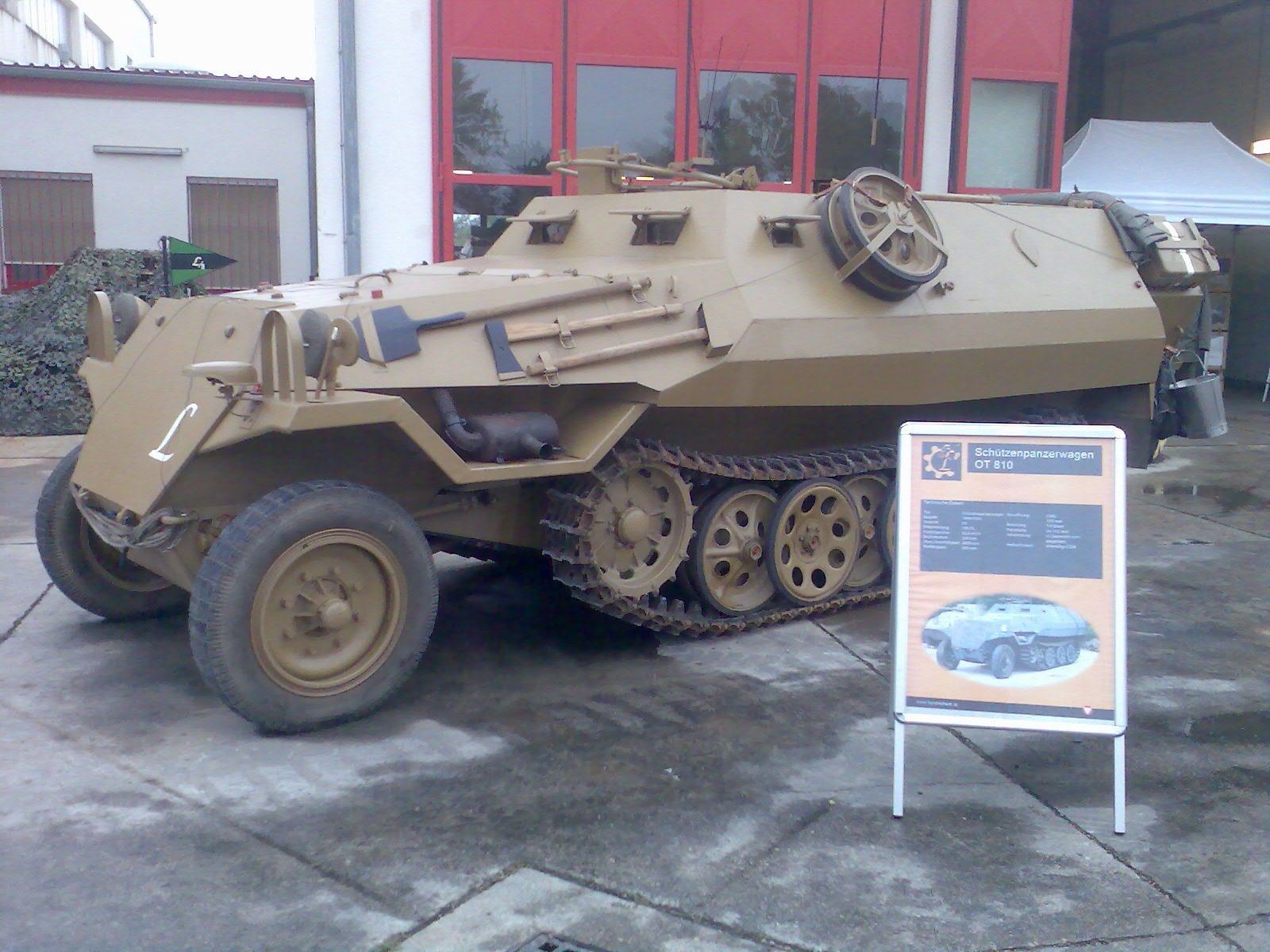
OT-810
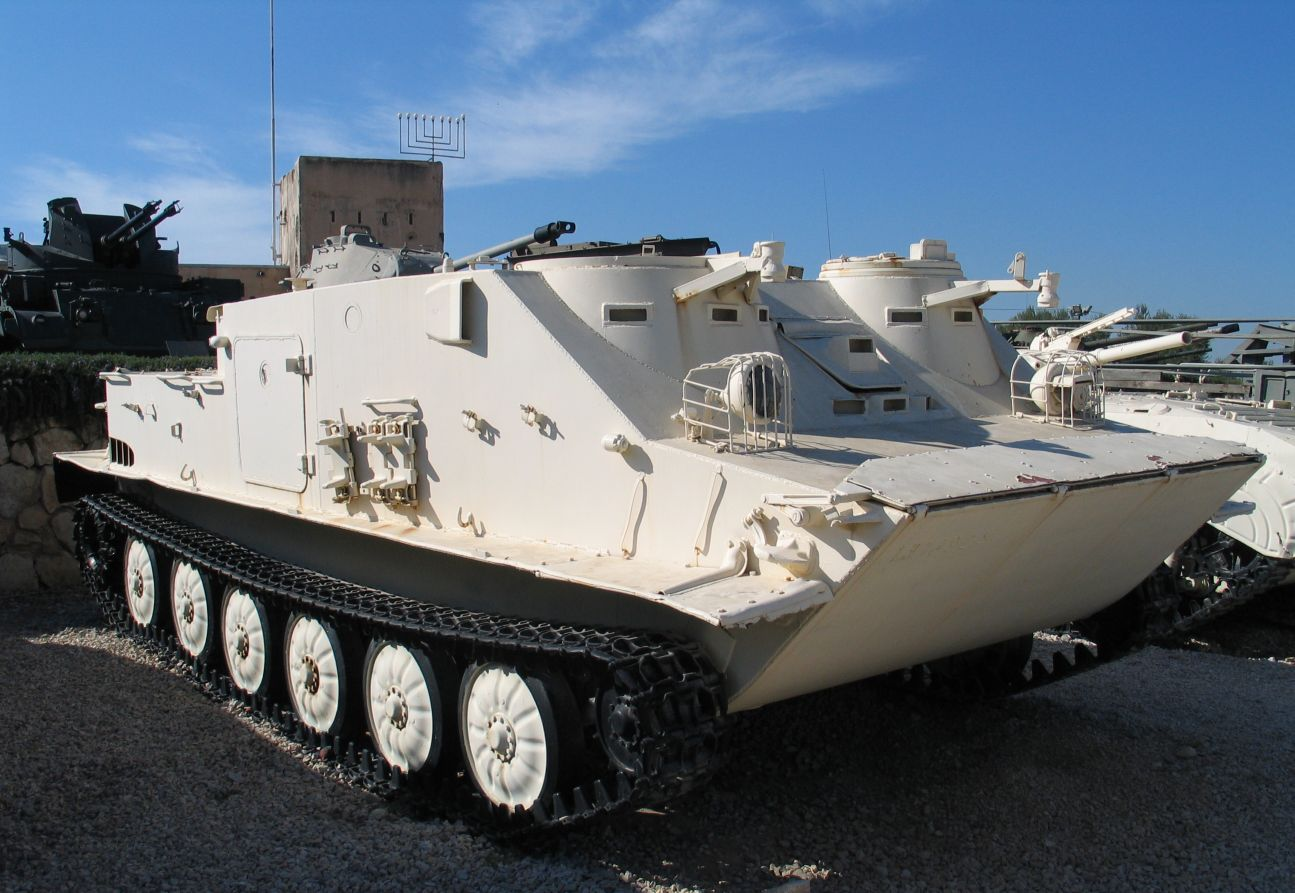
OT-62
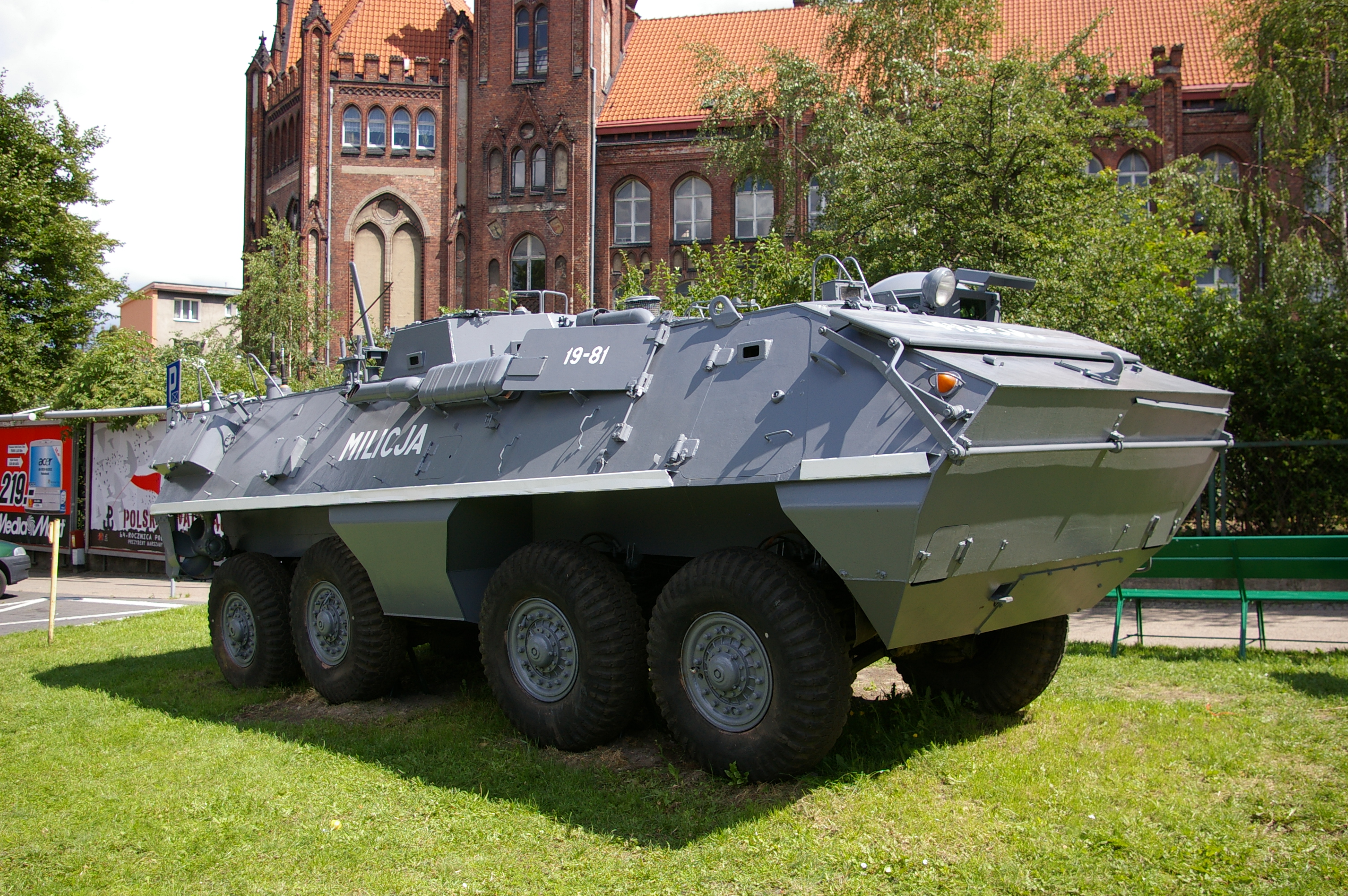
OT-64
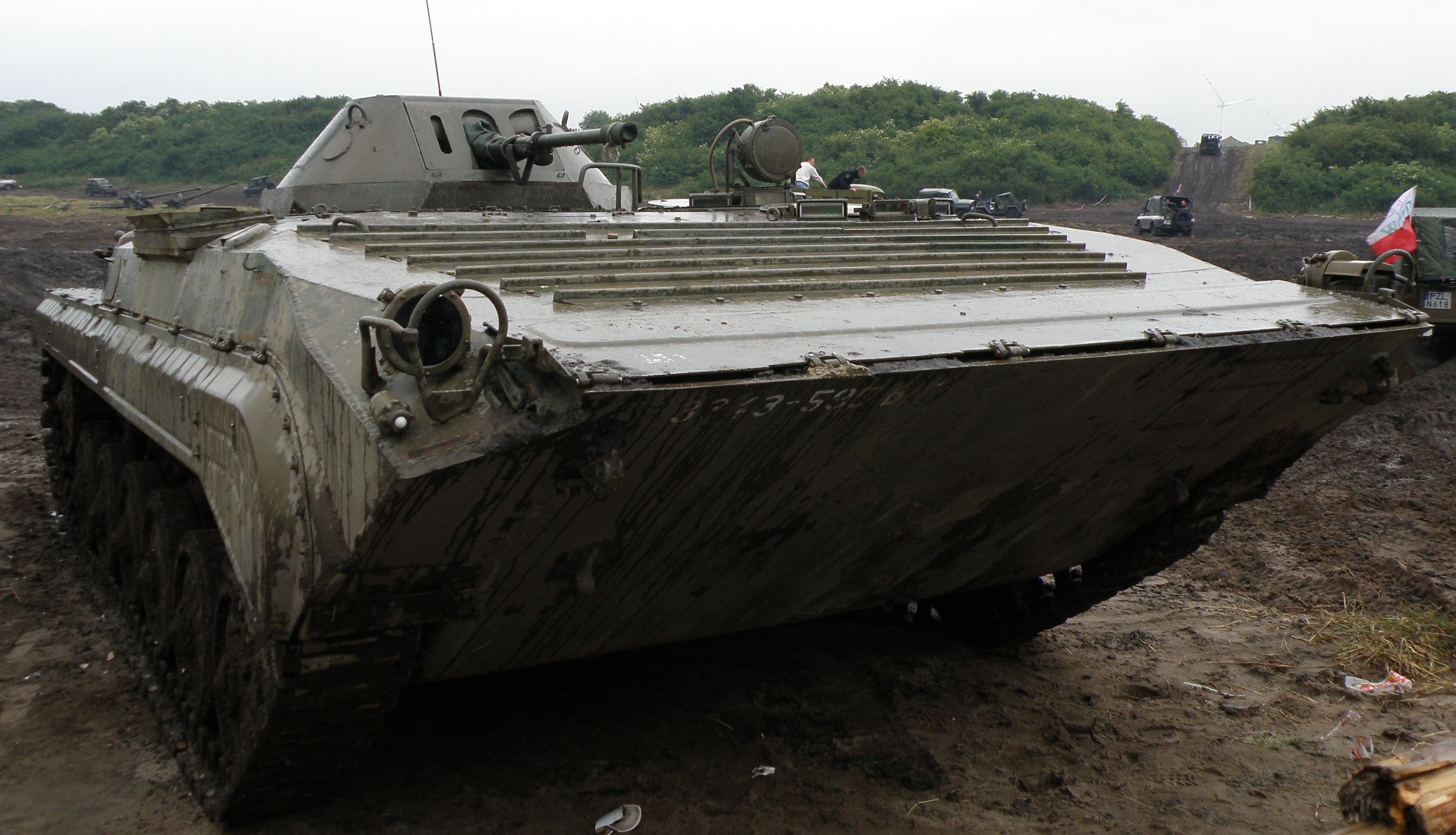
OT-90

UdSSR
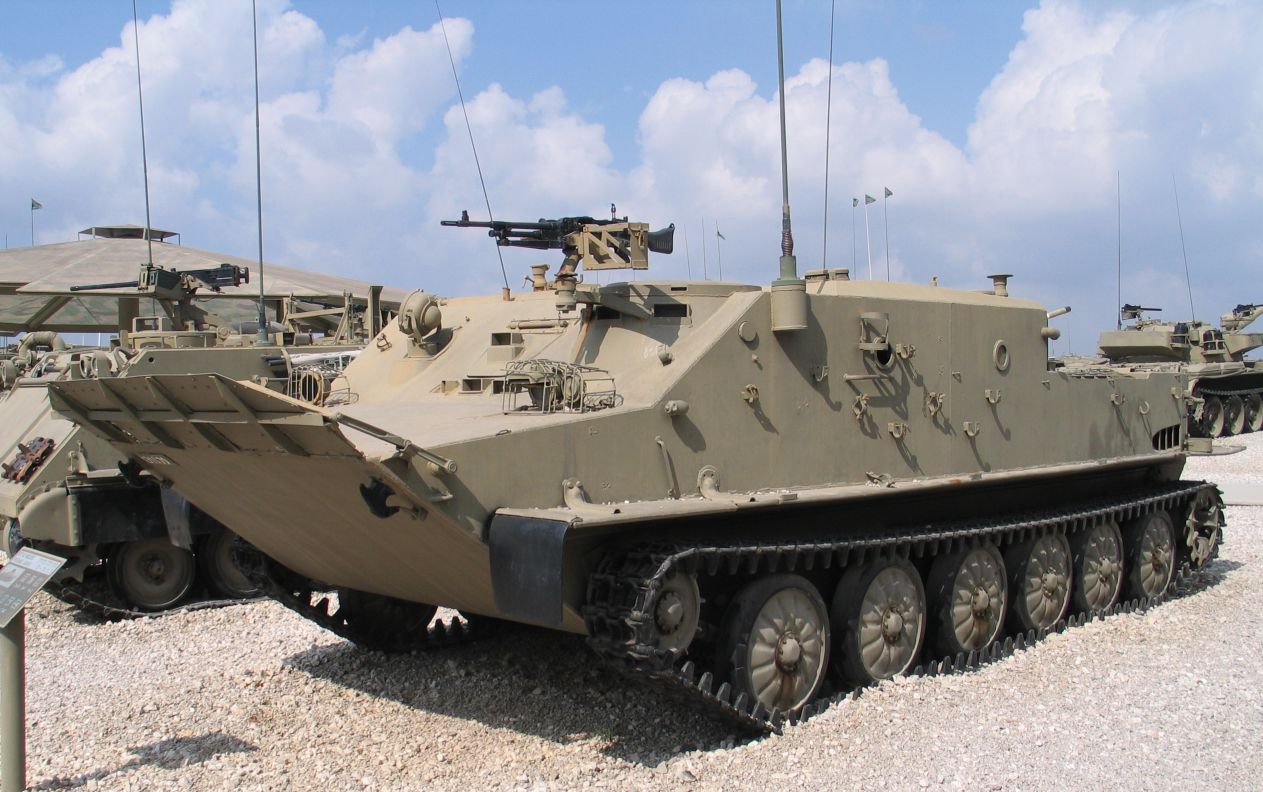
BTR-50
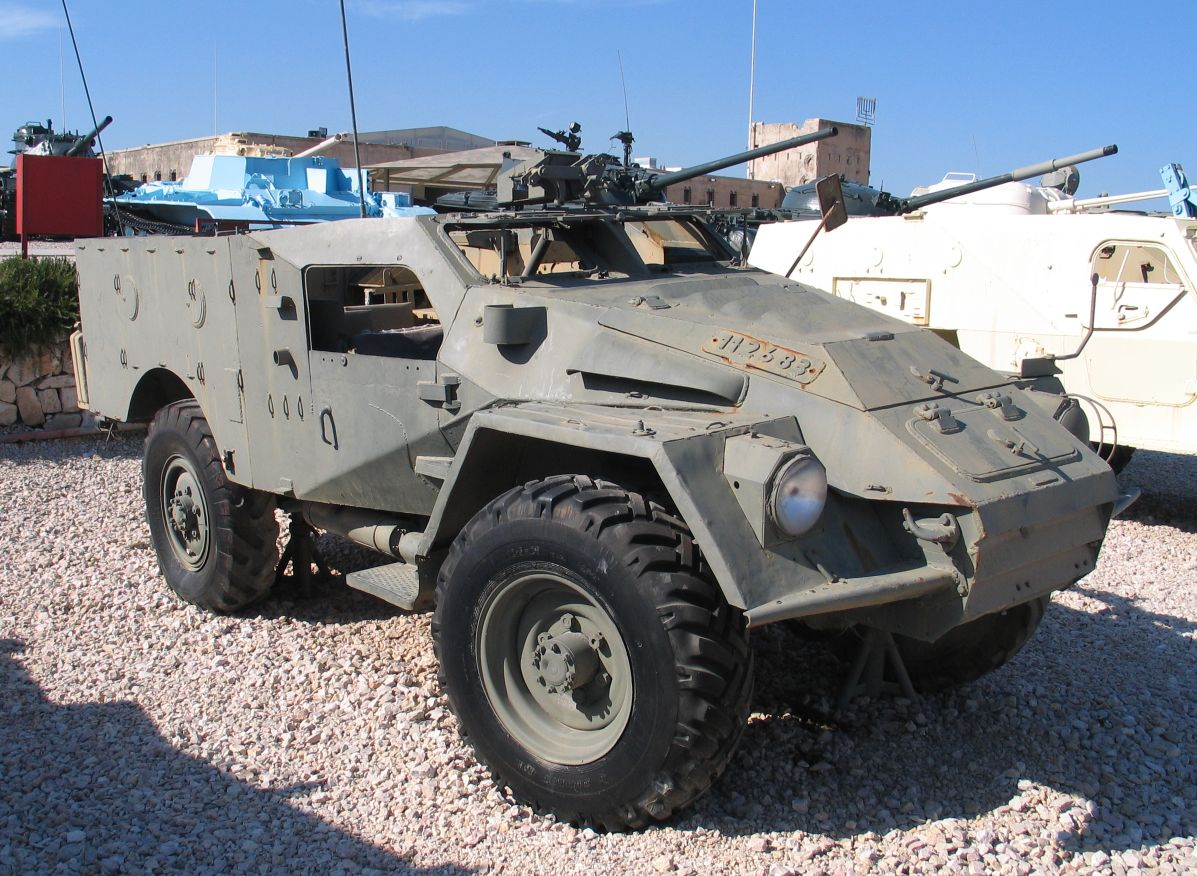
BTR-40
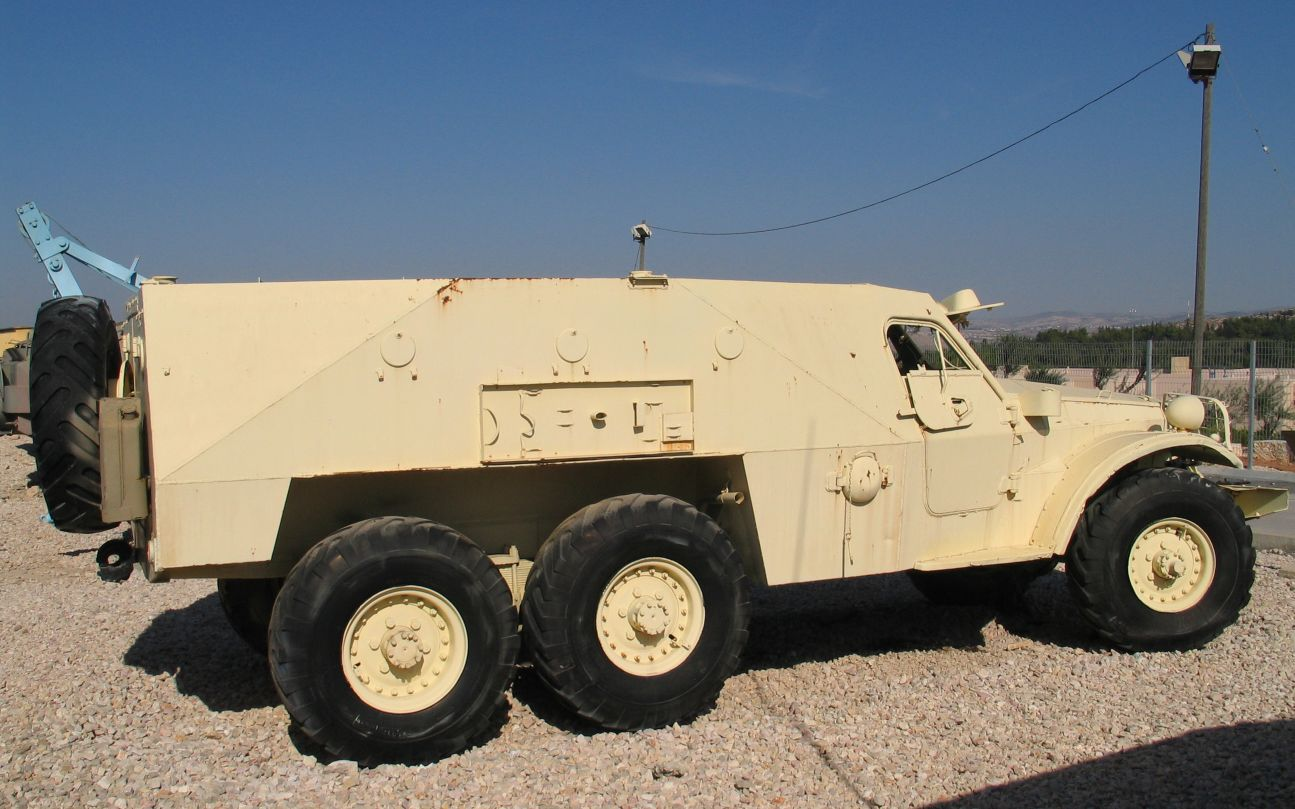
BTR-152
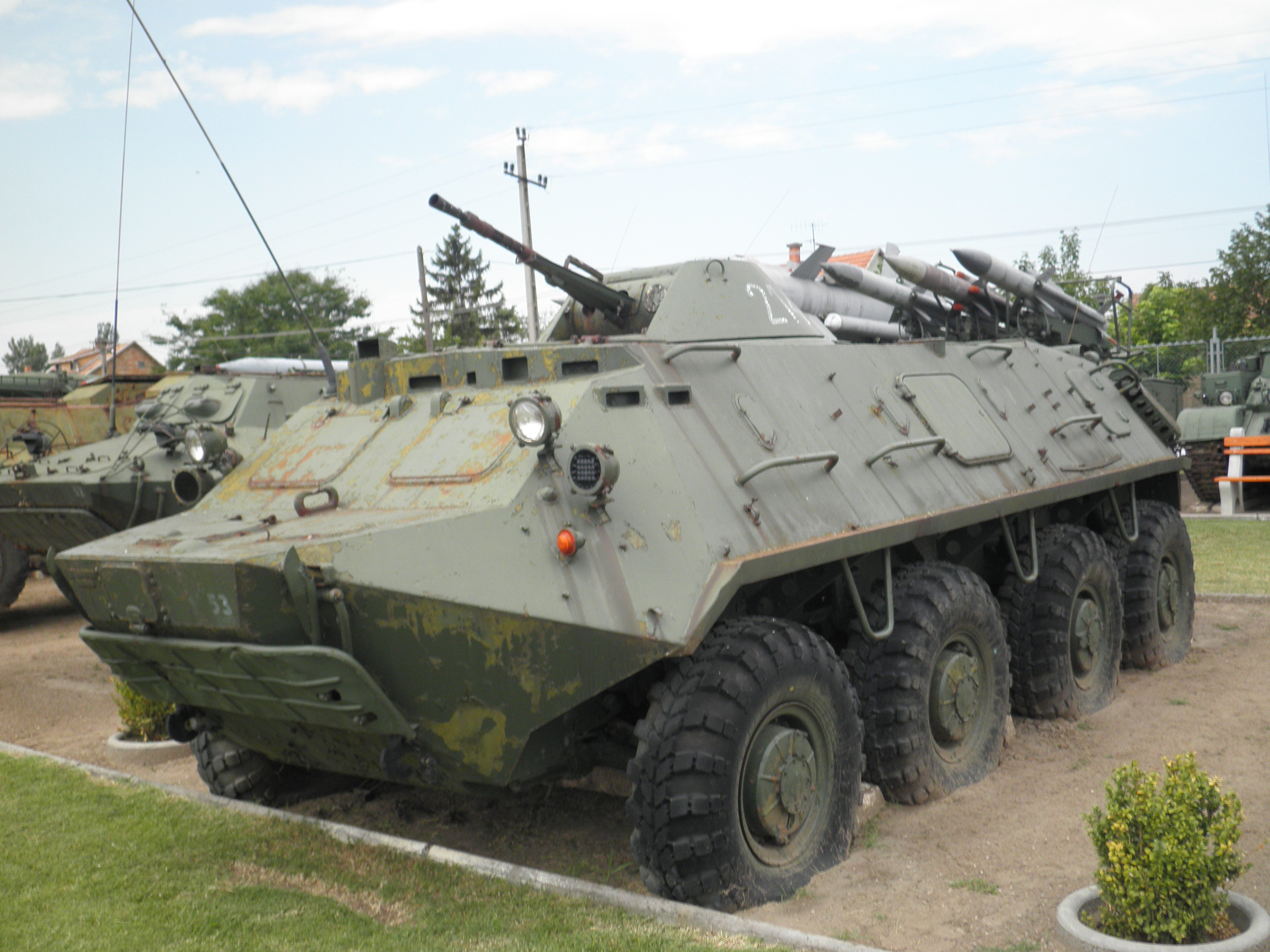
BTR-60PB
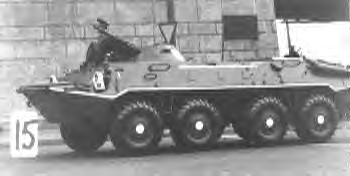
BTR-70
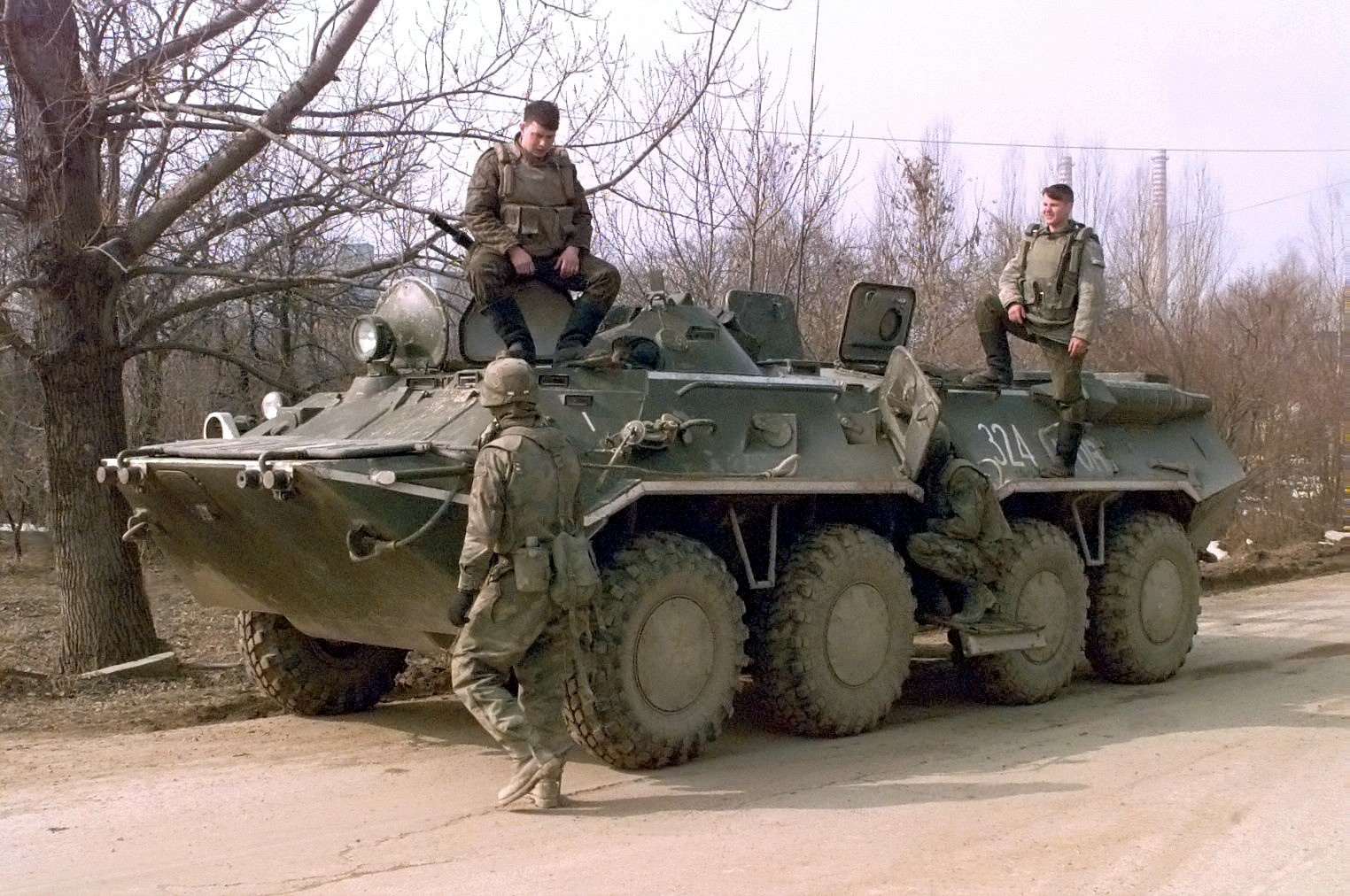
BTR-80
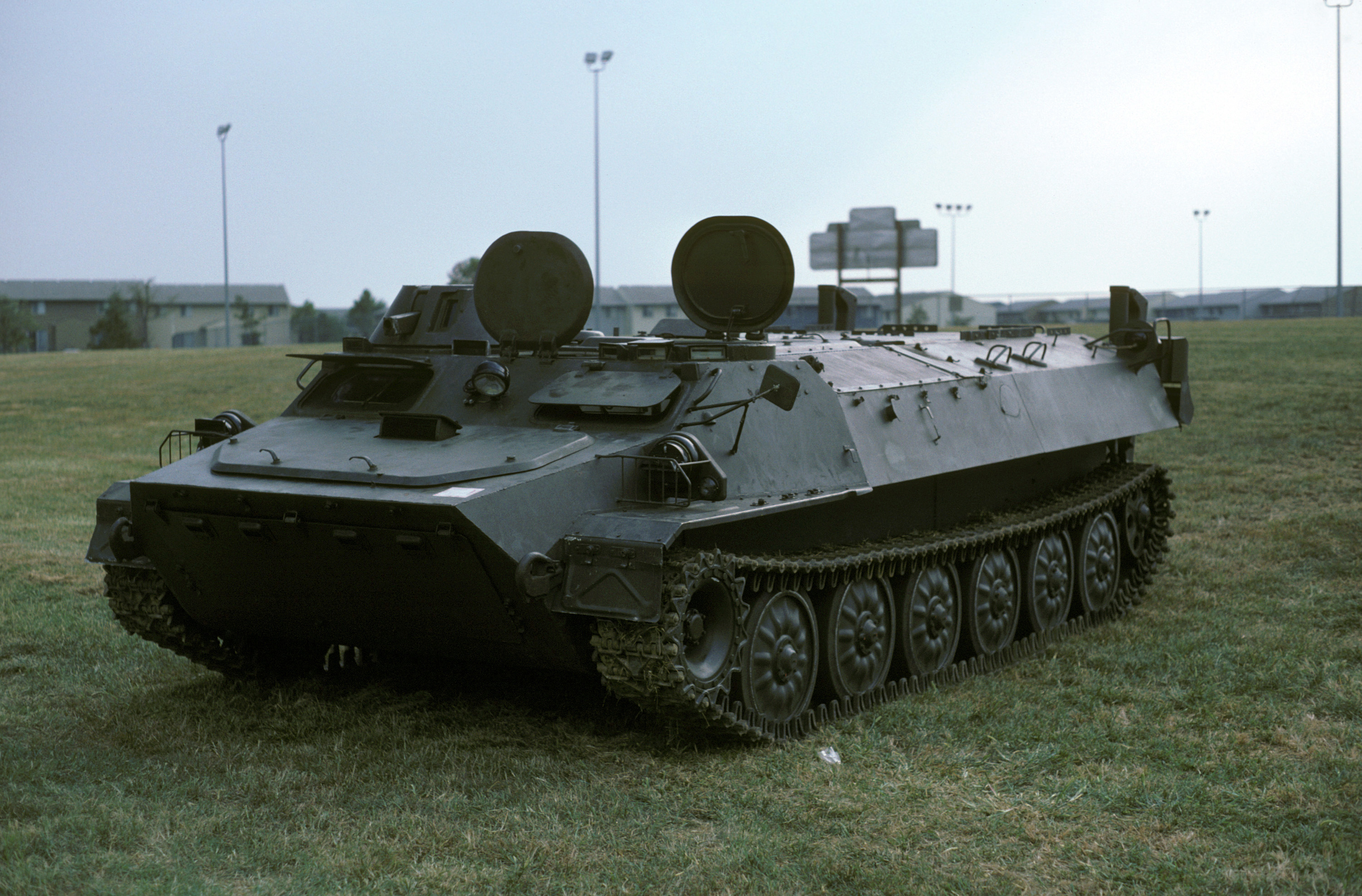
MT-LB
  - BTR-152[50]
  - BTR-40[51]
  - BTR-50[52]
  - BTR-60[53]
  - BTR-70[54]
  - BTR-80[55]
  - BTR-D[56]
  - MT-LB[57]
- CSSR
  - OT-810[58]
  - OT-62 (TOPAS)[59]
  - OT-64 (SKOT)[60]
  - OT-90
- Ungarn:
  - FUG D-442
  - PSZH D-944[61]
- Rumänien:
  - TAB-71
  - TAB-77[62]
  - TABC-79
  - MLVM

- USA:
  - M113[63]
  - M75[22]
  - M59[23]
  - M3A1[64]
  - YPR-765[65]
  - LVTP-7[66]
  - V 150S[39]
- Kanada
  - Grizzly[67]

- UK:
  - Humber[68]
  - Saracen[32]
  - Saxon[69]
  - Spartan[40]
  - AFV 432[70]
- Frankreich:
  - AMX-13VTT
  - VAB[71]
  - EBR-ETT[34]
- Deutschland:
  - TPz-1 Fuchs[72]
- Belgien:
  - BDX[73][74]
- Niederlande:
  - YP 408[75]

- Griechenland:
  - Leonidas[76]
- Italien:
  - VCC1[77][78]
  - VCC2
  - 6614/G[79]
- Spanien:
  - BMR-600[80]
  - BLR[81][82]
- Portugal:
  - Chaimite V200[83]

- UdSSR
- BTR-50
- BTR-40
- BTR-152
- BTR-60PB
- BTR-70
- BTR-80
- MT-LB

- CSSR
- OT-810
- OT-62
- OT-64
- OT-90

- Ungarn
- FUG D-422
- PSZH

- Rumänien
- TAB-71M
- TAB-77
- TABC-79
- MLVM

- USA/Kanada
- M75
- M59
- M113
- YPR-765
- LVTP-7
- AFV 432
- Grizzly
- V 150

Vereinigtes Königreich
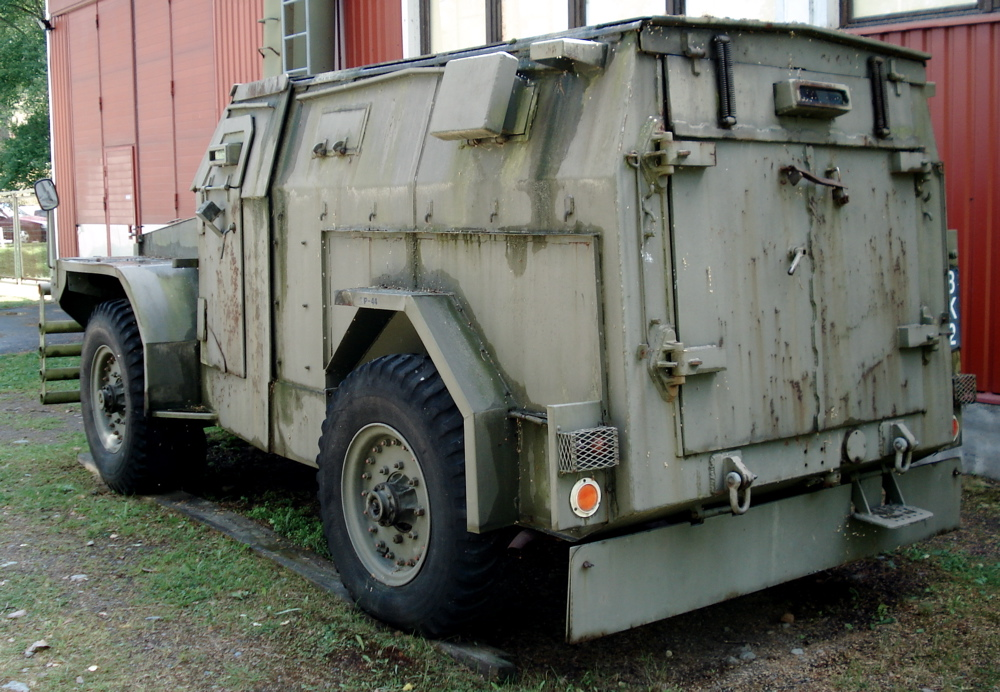
Humber
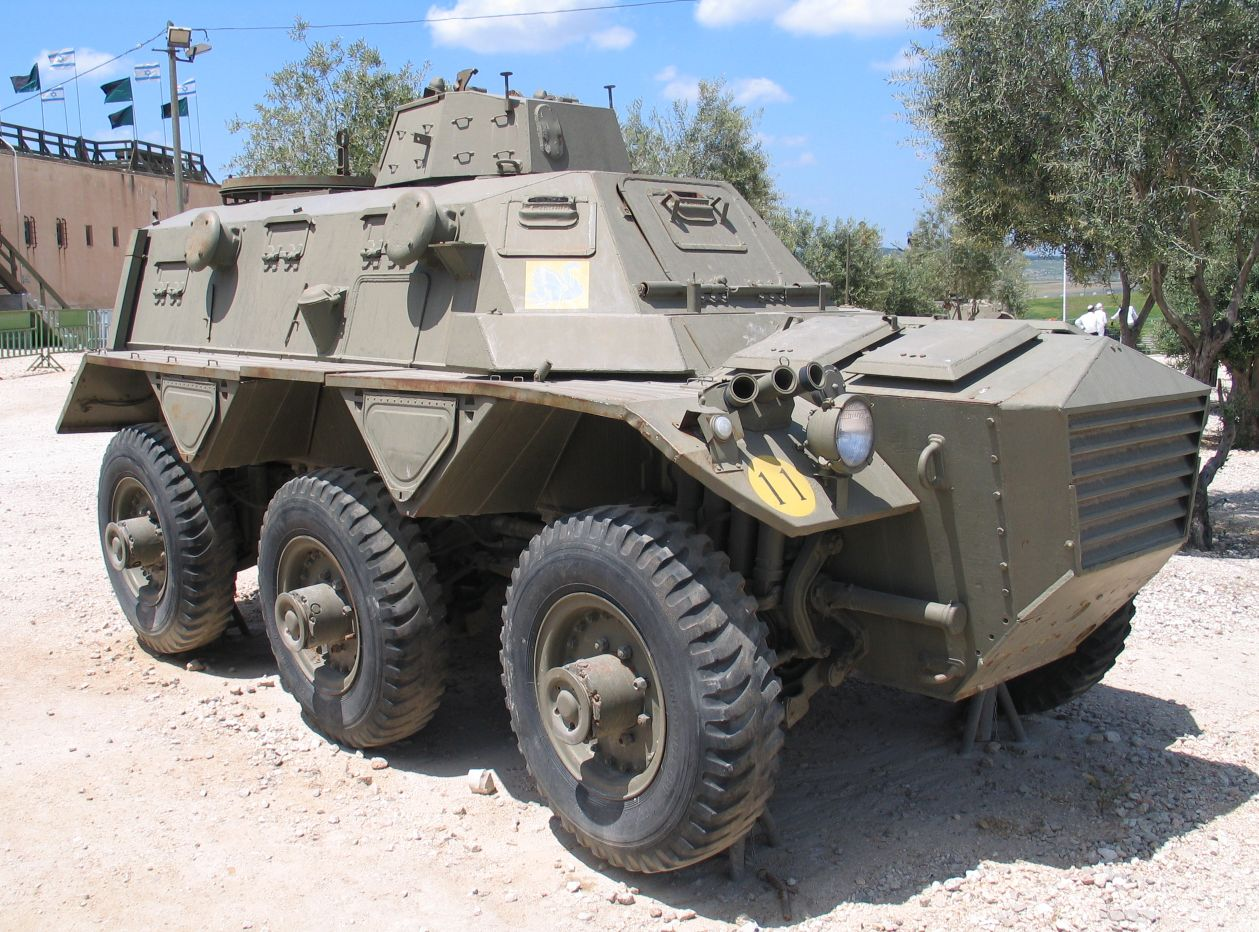
FV603 Saracen
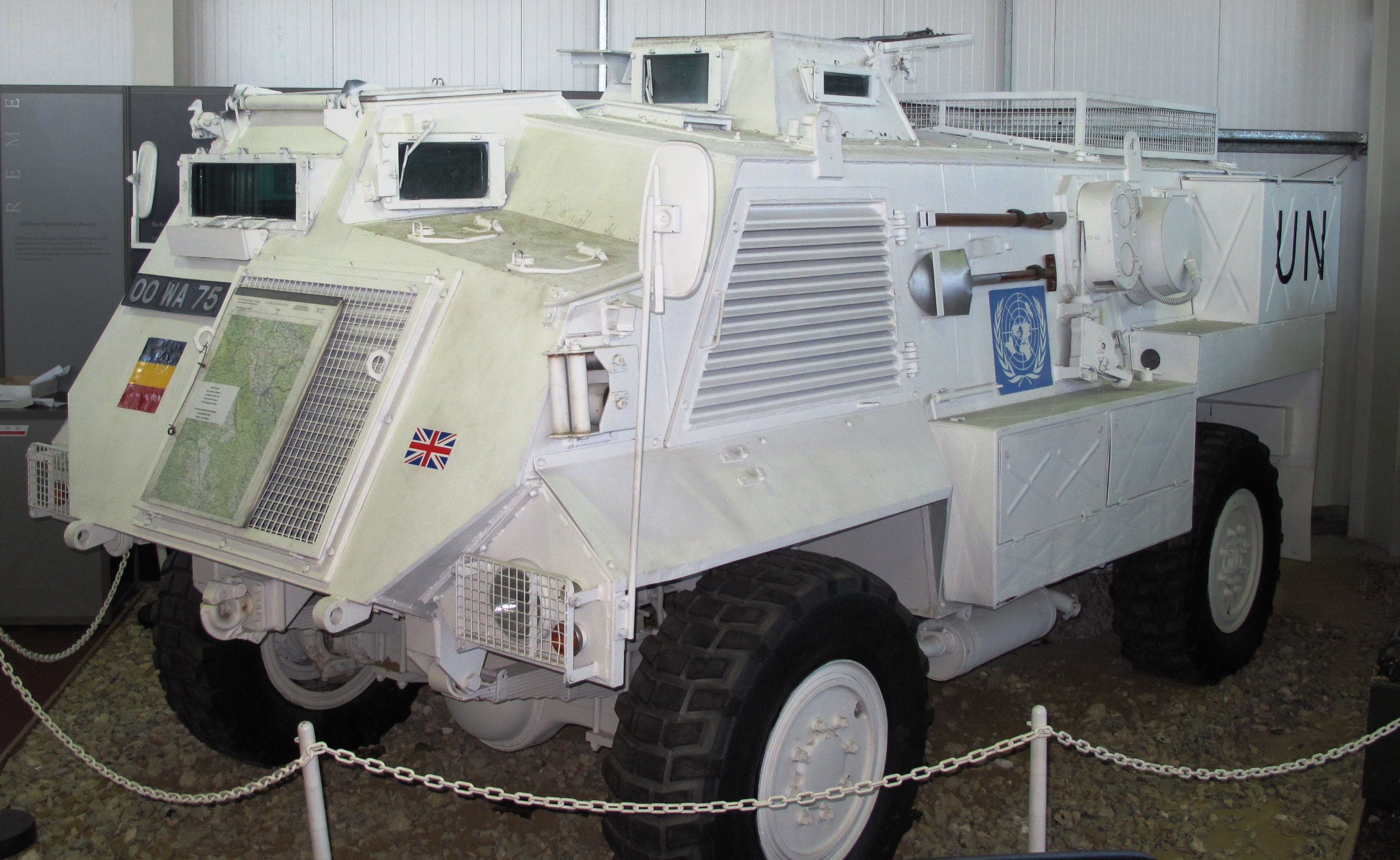
Saxon
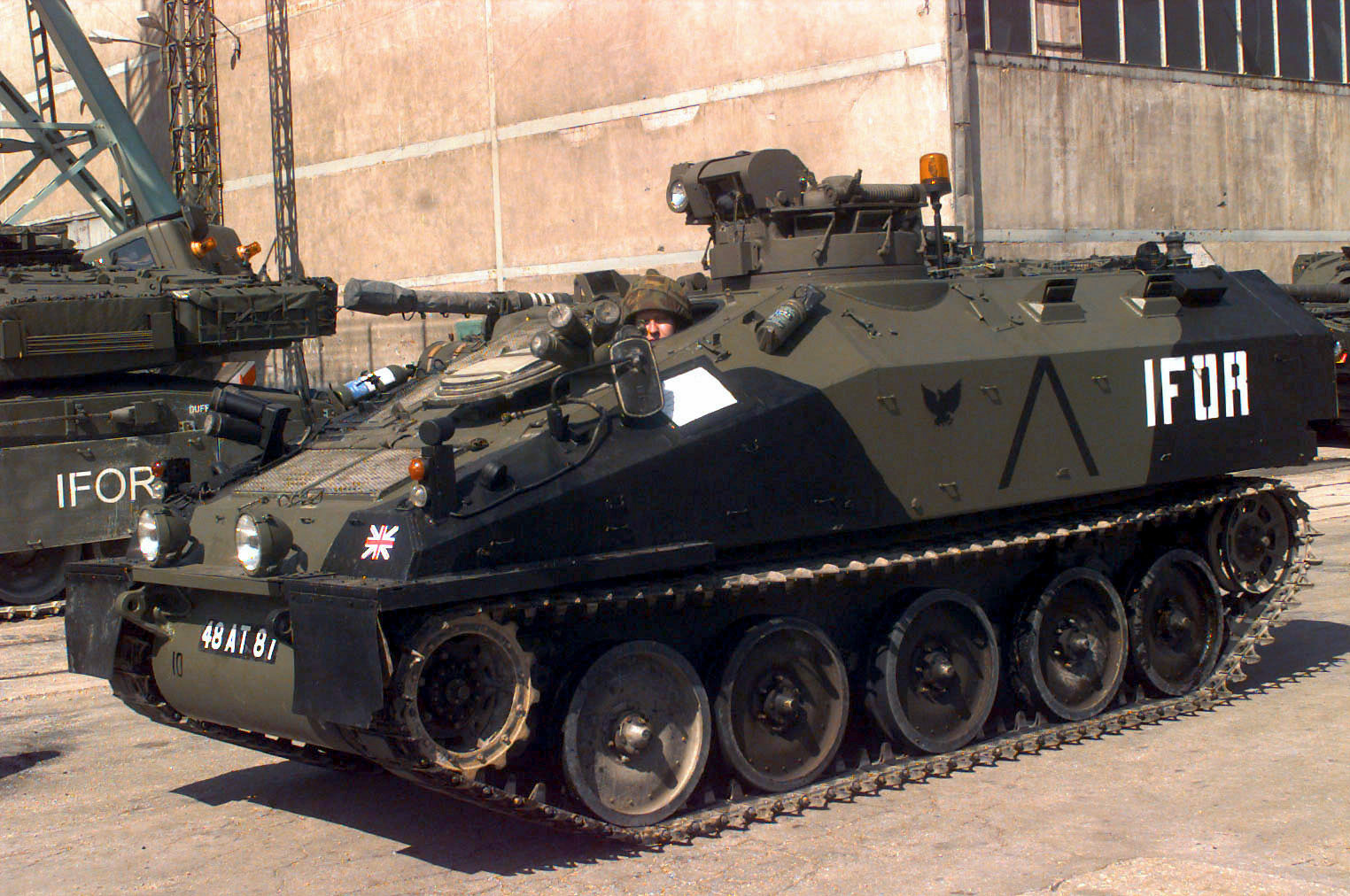
Spartan

- Frankreich
- EBR ETT
- AMX-13VTP
- VAB

- diverse
- TPz Fuchs
- YP 408
- Leonidas
- Fiat 6614
- BMR-600
- Chaimite V200

### Entwicklung ab 1990
Ab den 1990er Jahren nahm die Bekämpfung durch asymmetrisch kämpfende Gegner an Bedeutung zu. Demgegenüber trat der Kampf gegen gepanzerte und mechanisierte Kräfte zurück. Folgerichtig verschoben sich auch bei Entwicklung und Einsatz von Transportpanzern die Schwerpunkte. Da konventionelle Streitkräfte in den meisten Industrieländern reduziert wurden, verdrängten dort Schützenpanzer größtenteils den Transportpanzer als Fahrzeug der mechanisierten Infanterie.
Bei den verbleibenden Transportpanzern zeichnet sich ein Trend zur stärkeren Bewaffnung ab, so dass die Grenze zum Schützenpanzer verschwimmt. Beim Stryker Armored Vehicle ermöglicht die installierte fernbedienbare Waffenplattform Protector M151 den Einbau verschiedener Waffentypen. Auch der LAV III und der NZLAV sind mit 25-mm-Maschinenkanonen bewaffnet, der Piranha V mit einer 30-mm-Maschinenkanone, ebenso der russische BTR-90, der die Reihe BTR-60-70-80 fortsetzt. Eine entsprechende deutsche Entwicklung ist das Gepanzerte Transport-Kraftfahrzeug Boxer. Seltener als die erwähnten Radpanzer sind Vollkettenfahrzeuge. Beim russischen BTR-T kommt ein vom T-55 abgeleitetes Chassis zum Einsatz.
Gleichzeitig entstand aber auch Bedarf nach leichter gepanzerten, flexibel einsetzbaren Fahrzeugen. Normalerweise geringer oder nur teilweise gepanzert, werden diese als geschützte Fahrzeuge, in der Bundeswehr speziell als Geschützte Führungs- und Funktionsfahrzeuge – GFF bezeichnet. Generell werden in diesen Fahrzeugen auch Granatmaschinenwaffen eingerüstet oder zumindest die Möglichkeit einer Einrüstung vorgesehen. Geschützte Transportfahrzeuge – GTF sind im Gegensatz dazu grundsätzlich unbewaffnet, ein Maschinengewehr kann aber meist eingerüstet werden.
Auch international werden geschützte Fahrzeuge entwickelt, die auch die Rolle des Transportpanzers übernehmen. Russische Beispiele sind der WPK-3924 (ВПК-3924) oder der GAZ-2975 Tigr, ein Beispiel aus Frankreich ist das Petit Véhicule Protégé, aus Australien das Bushmaster Protected Mobility Vehicle.

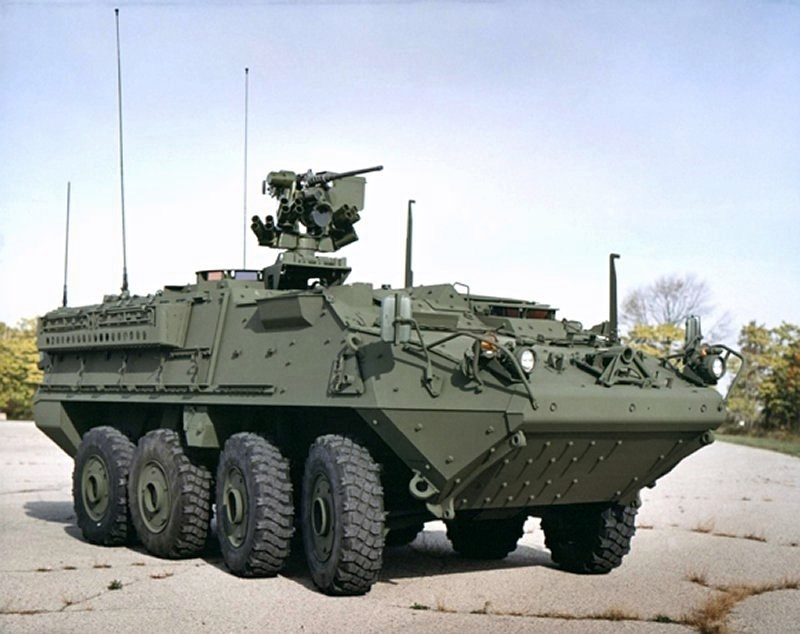
Stryker
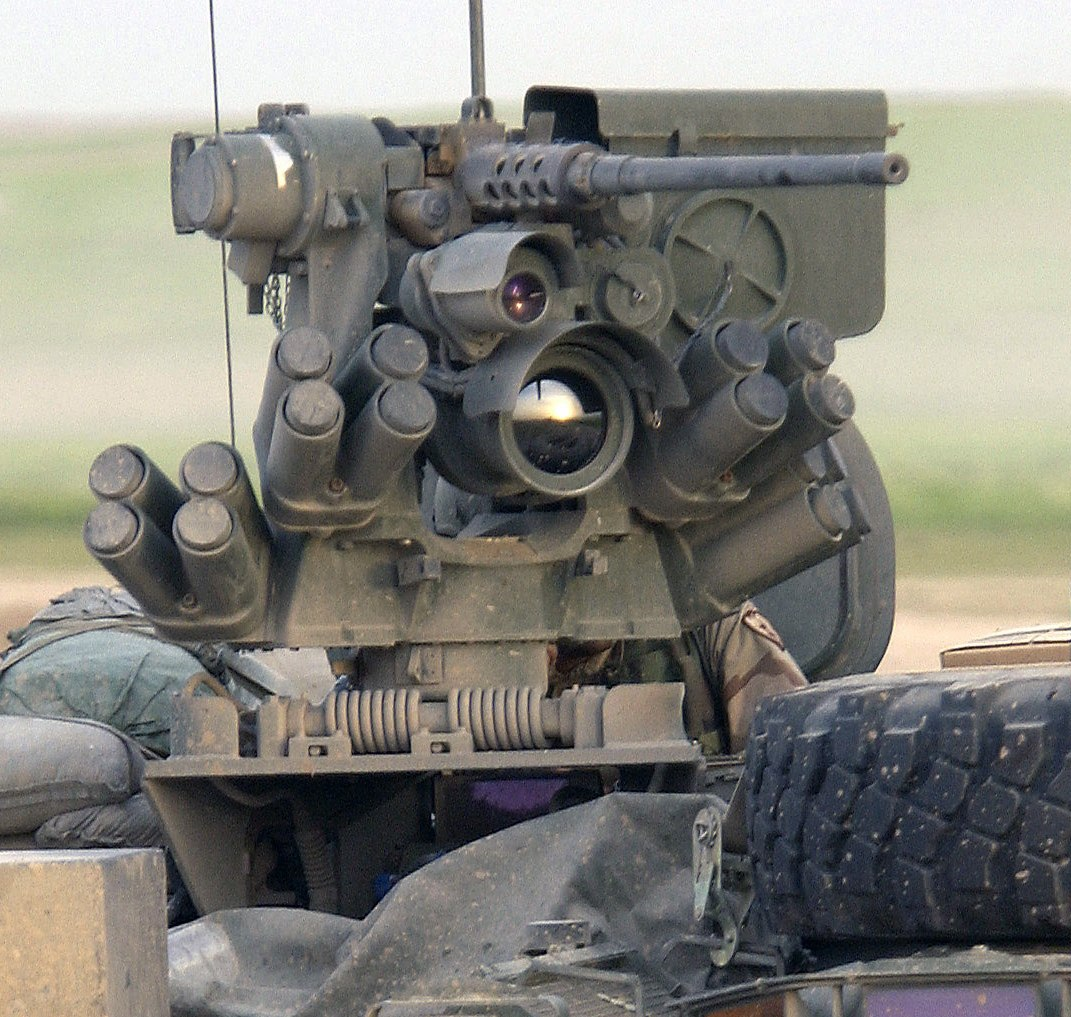
Protector M151 mit M2
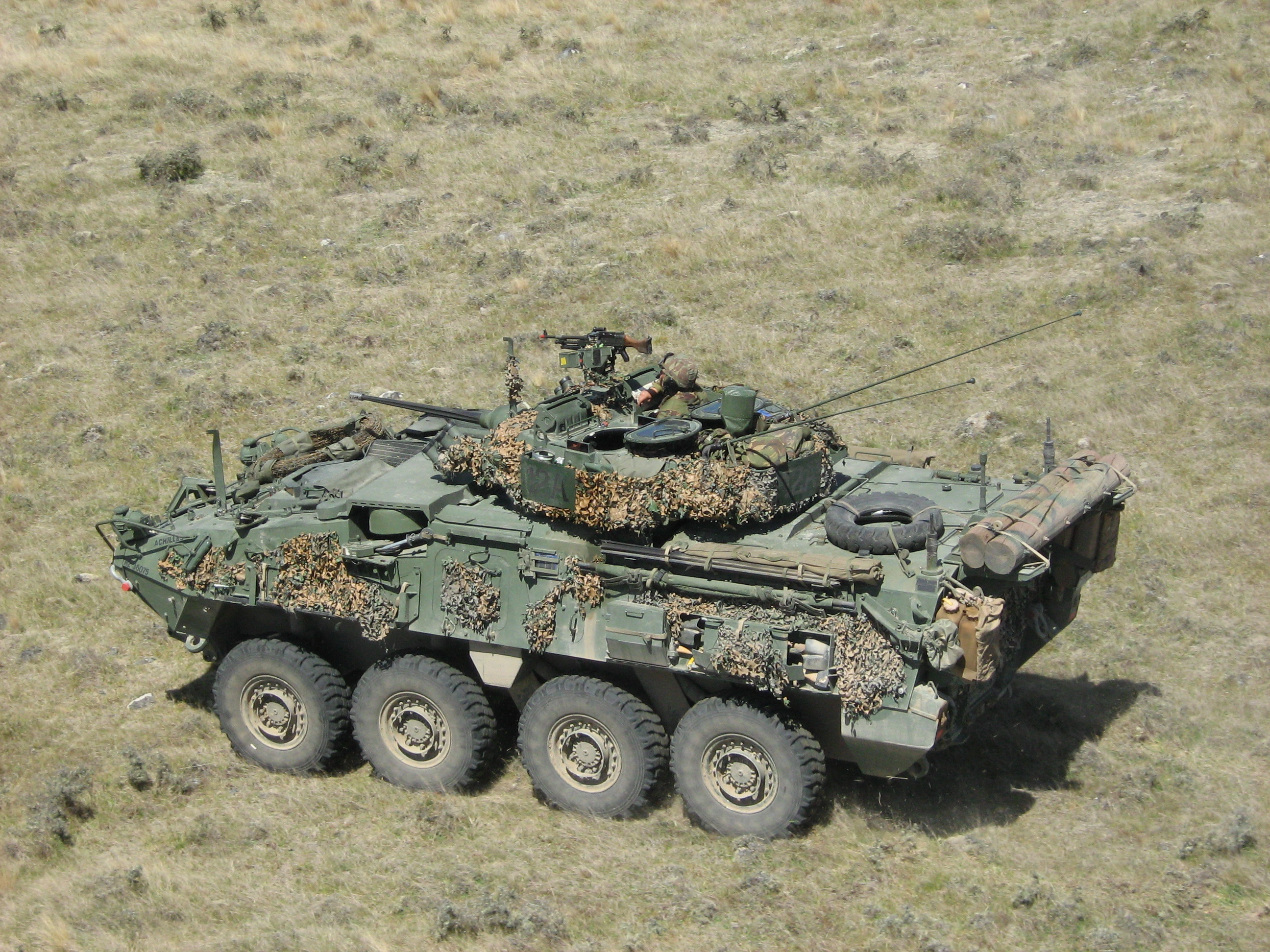
New Zealand Light Armoured Vehicle (NZLAV)
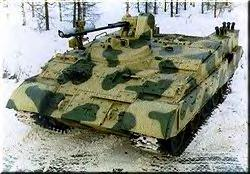
BTR-T
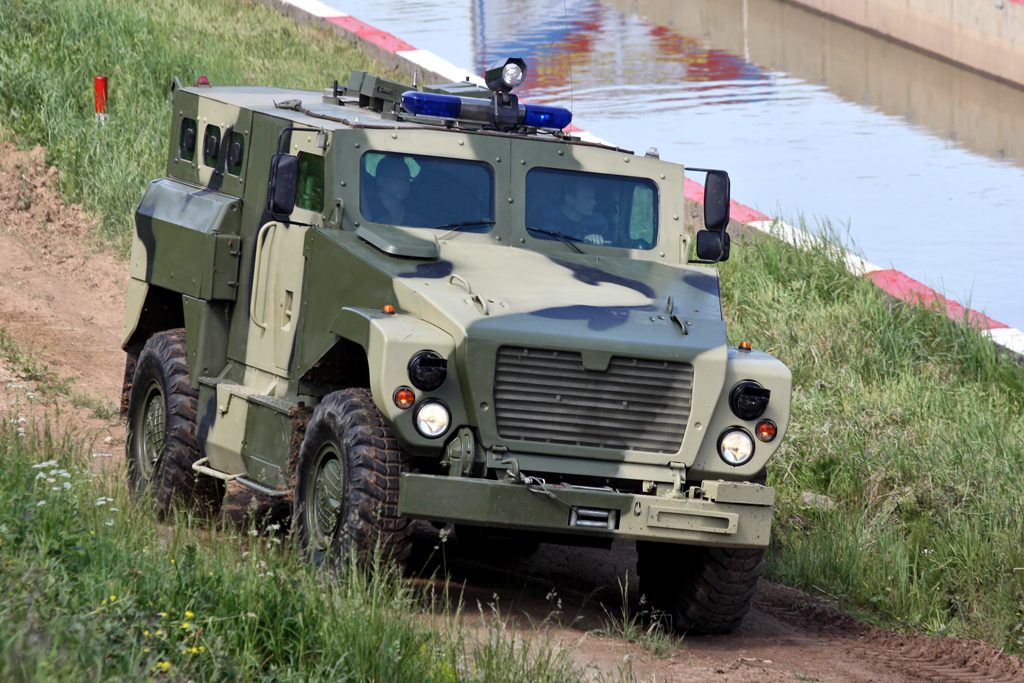
WPK-3924
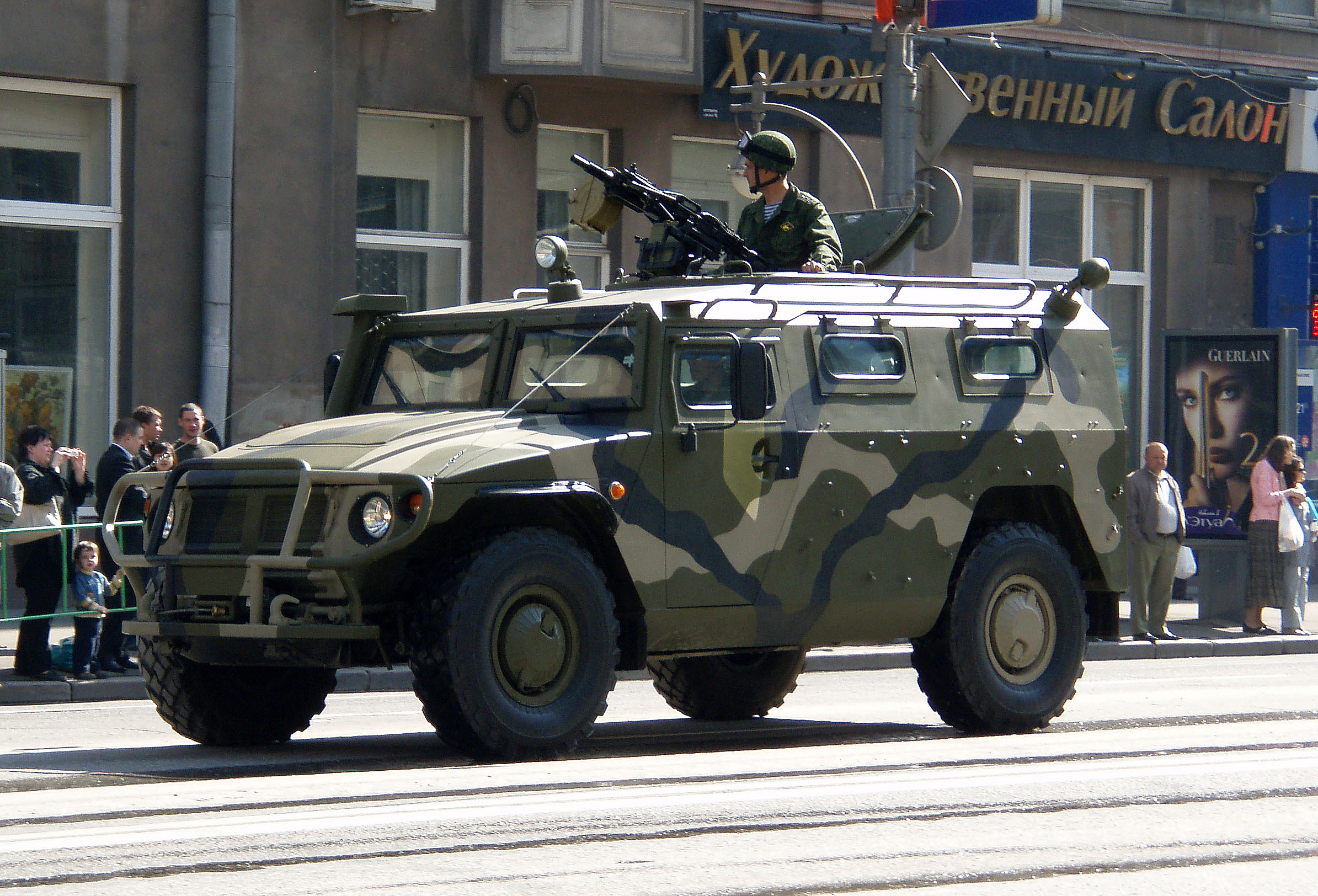
GAZ-2975 Tigr
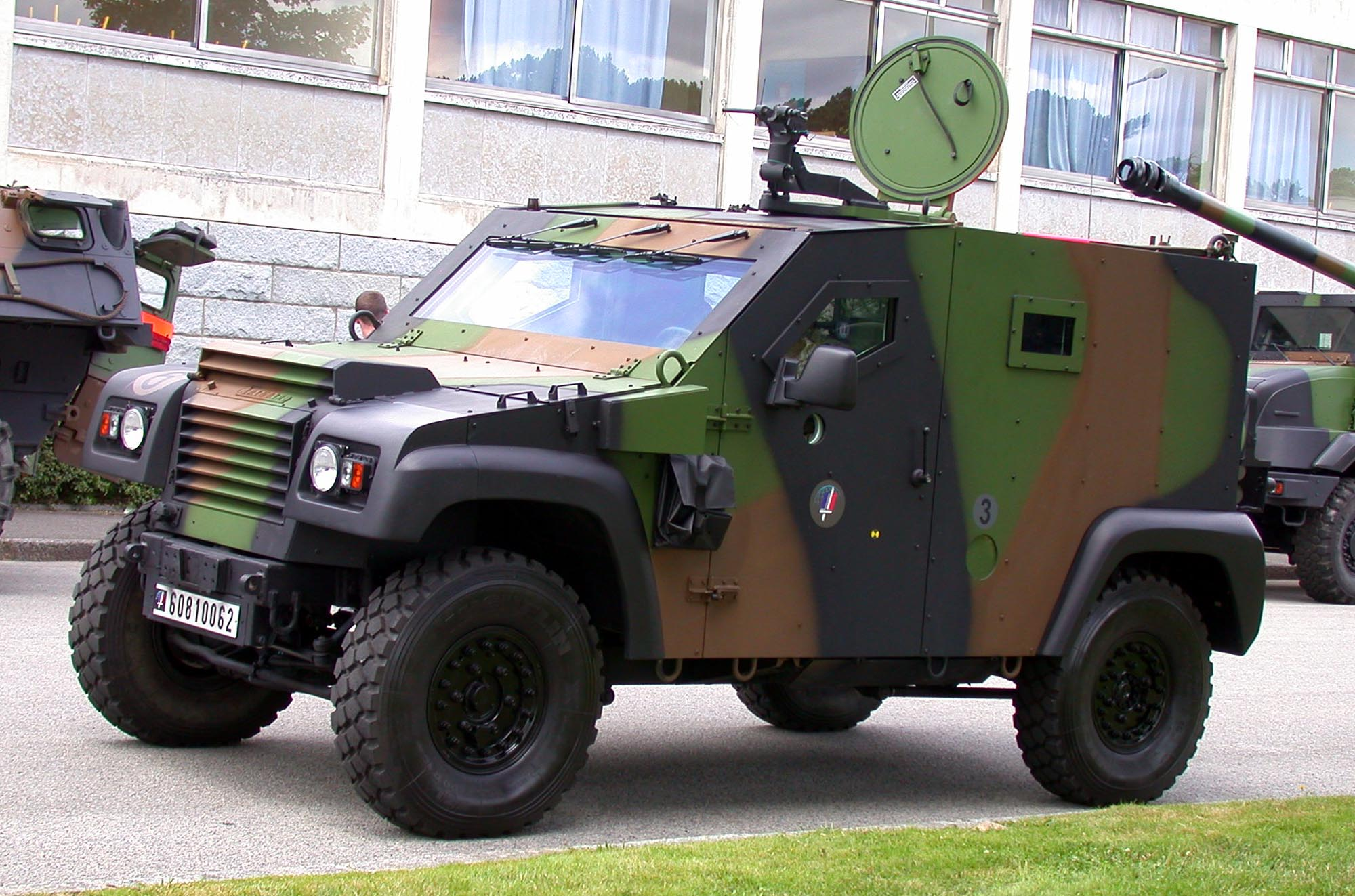
Petit Véhicule Protégé
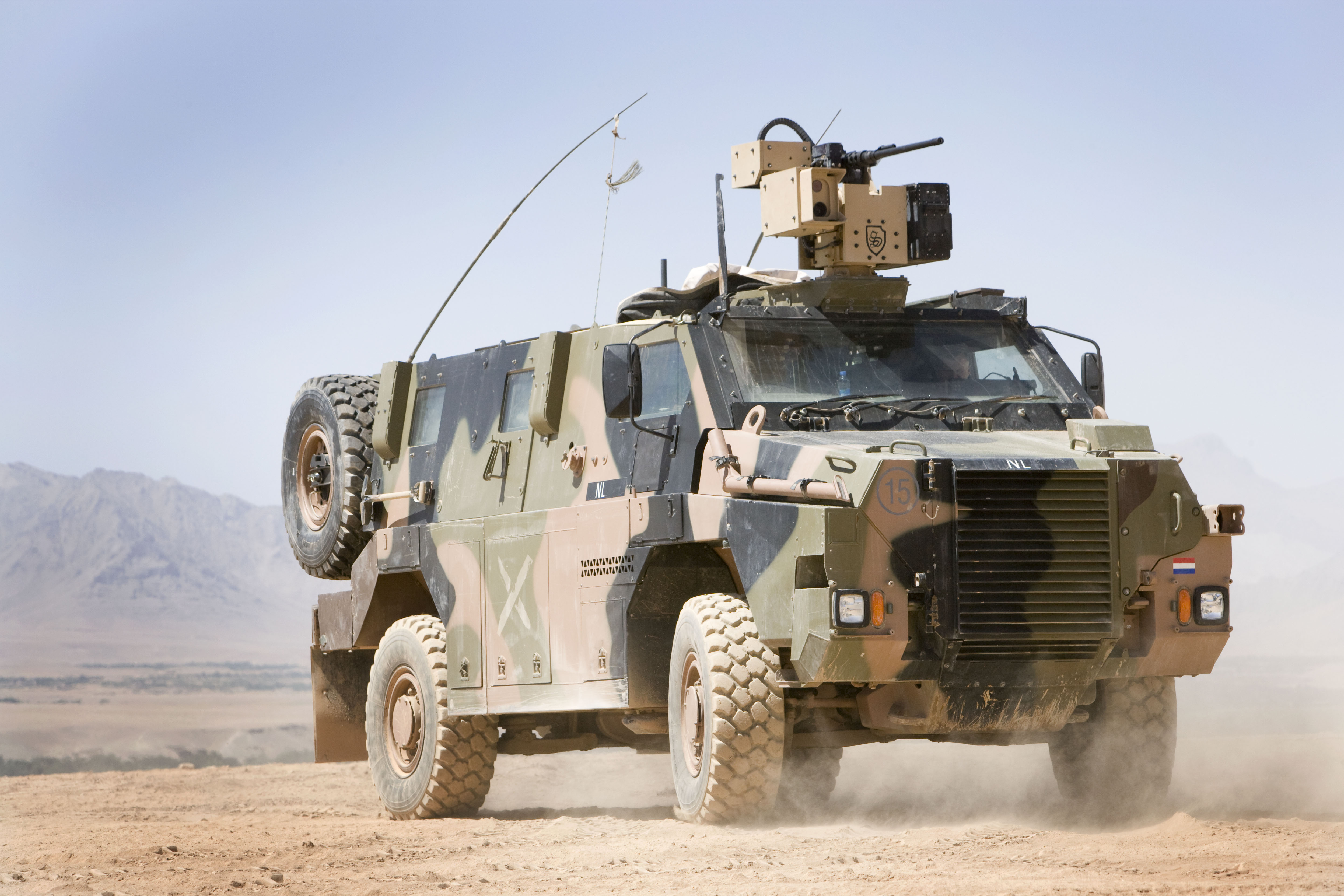
Bushmaster Protected Mobility Vehicle